# 日本における2019年コロナウイルス感染症による社会・経済的影響

日本の実質GDP成長率の推移

日本における2019年コロナウイルス感染症による社会・経済的影響（にほんにおける2019ねんコロナウイルスかんせんしょうによるしゃかい・けいざいてきえいきょう）では、新型コロナウイルス感染症（COVID-19）の流行による日本国内の社会・経済的影響について述べる。
経済協力開発機構 (OECD)の統計情報によれば、2020年の日本の実質経済成長率（実質GDP成長率）は-4.2 %を記録し、これは統計が残っている1961年以降ではリーマン・ショック直後の2009年 (-4.2 %)に次いで2番目に低い数値となった。

## 行動や営業に制限・自粛を求める政府・自治体の措置
日本においては2020年2月28日に、北海道が法令に基づかない独自の措置として緊急事態宣言を発出し、住民に対し3週間週末の不要不急の外出を控えるように求めたのが最初である。続いて、当時の内閣総理大臣であった安倍晋三により発出された新型インフルエンザ等対策特別措置法に基づく緊急事態宣言が埼玉県、千葉県、東京都、神奈川県、大阪府、兵庫県、福岡県を対象に2020年4月8日より効力を生じ、不要不急の外出の自粛などが求められた。4月16日には対象が全国に拡大され、5月25日までに全面解除された。
2021年1月7日より首都圏の1都3県（東京都、神奈川県、千葉県、埼玉県）に2度目の緊急事態宣言が発令され、さらに1月13日から四大都市圏の他府県（大阪府、兵庫県、京都府、愛知県、岐阜県、福岡県）と栃木県が追加された。栃木県は2月8日に解除され、3月21日までに全面解除された。2021年4月25日より東京都、大阪府、兵庫県、京都府に3度目の緊急事態宣言が発令された。同年5月12日には愛知県と福岡県、16日には北海道と岡山県と広島県、23日には沖縄県が追加された。その後、6月21日には沖縄県を除いて解除されたが、7月12日に東京都に発令されたのを皮切りに、一時対象が21都道府県まで拡大した。9月30日に全ての緊急事態宣言は解除され、以降新たに緊急事態宣言が発令されることは無かった。
緊急事態宣言のほか、まん延防止等重点措置が2021年4月から2022年3月にかけて断続的に各地域に適用されることとなった。
感染拡大防止のため、個人や企業の行動変革や様々な取り組みが行われたほか、行政も自粛の呼びかけや休業の要請・指示を行った。これにより様々な分野に影響が及んだ（以下で詳述）。

## 経済

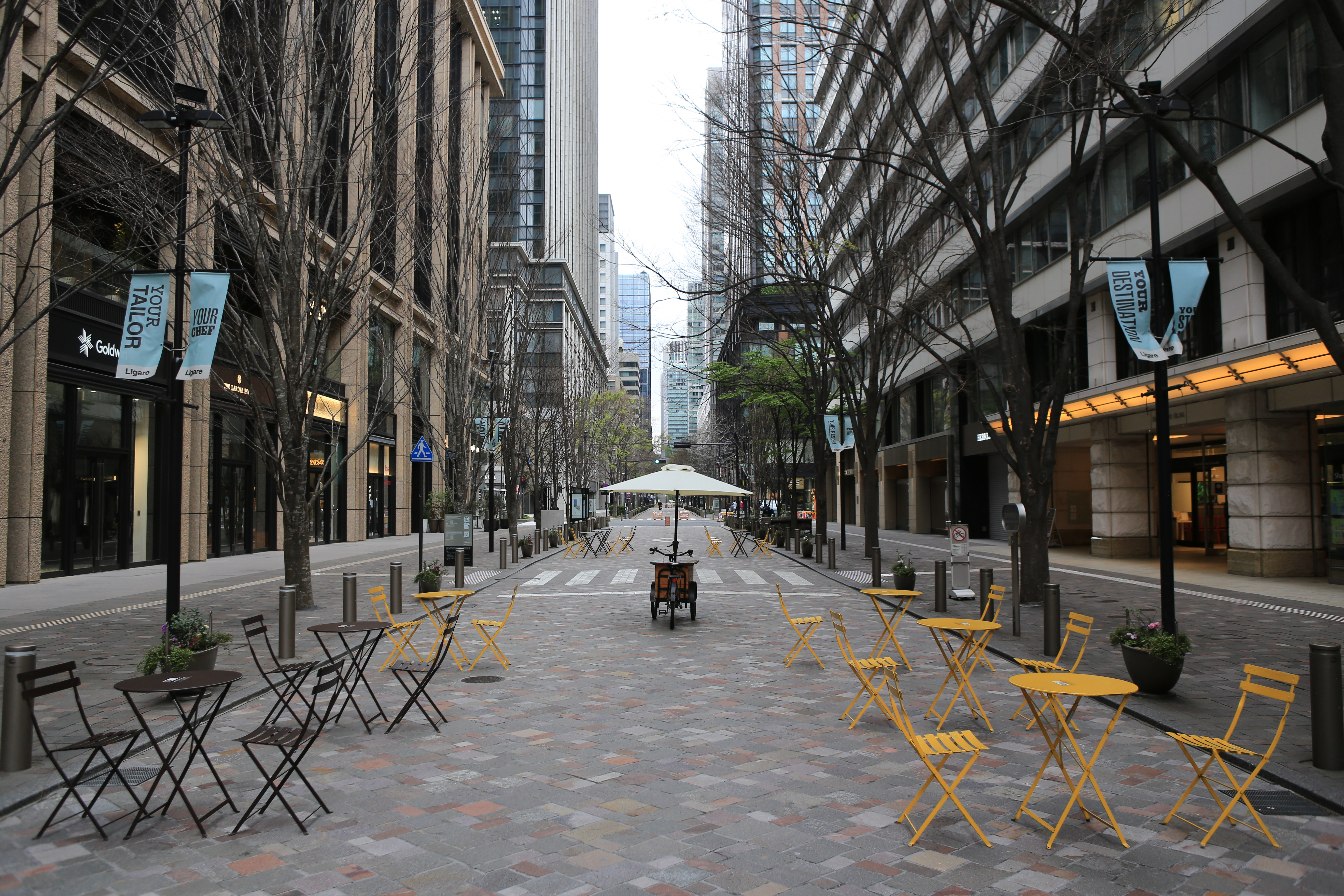
外出自粛が呼び掛けられたことに伴い閑散とした日曜昼の丸の内仲通り

- 2020年3月、東京証券取引所、札幌証券取引所、名古屋証券取引所は、新型コロナウイルス感染症の影響によって上場企業が債務超過に陥った場合、上場廃止までの猶予期間並びに指定替え基準を1年間から2年間に延長することを決定した。セントレックス上場企業が新型コロナウイルス感染症の影響によって営業利益及び営業活動によるキャッシュ・フローの額が負となった場合は、その年度の業績は対象外とすることも決定した[8][9][10]。
- 2020年2月以降、結婚式や送別会の延期・キャンセルも相次ぐなど個人の生活にも影響が及び始め[11][12]、これに伴い東日本大震災直後の自粛ムードを超える経済損失が発生する可能性があるとの指摘もある[13]。
- 2020年5月26日に緊急事態宣言が全面的に解除された後も、ウイルス再流行への警戒感から、景気の短期間の「V字回復」は難しいとの見方が多かった。政府は2020年度第2次補正予算をまとめ、景気のてこ入れを図ることとした。しかし、基本的対処方針等諮問委員会の小林慶一郎委員は、経済活動の正常化には医療や検査体制の充実が不可欠であるという観点から「感染不安が残っていると、自発的な自粛が続く可能性がある」と指摘した。日本経団連の中西宏明会長は、「感染予防と経済をしっかりさせる、難しい運営をやっていく」と政府方針に理解を示した。野村総合研究所の木内登英は、緊急事態宣言の影響で、5月中に個人消費が約11.2兆円減ったと指摘。野村證券の美和卓は、7-9月期以降の景気回復は緩やかで、「L字形になる公算が大きい」と指摘していた。業績不振企業が設備投資を縮小し、賃金引き下げで個人消費の伸び悩みが懸念された[14]。

### 経済指標・統計

日本の失業率（男女別、年齢別）。15-24歳（細線）が若年失業者にあたる。

#### 月例経済報告
政府が発表する月例経済報告では、2020年2月の時点では新型コロナウイルス感染症による影響の可能性が指摘されたものの、国内景気の総括判断に関しては「緩やかに回復している」という表現が維持された。2020年3月26日に発表した3月の月例経済報告では、景気は「新型コロナウイルス感染症の影響により、足元で大幅に下押しされており、厳しい状況にある」との判断が示された。2013年7月から使い続けた「緩やかな回復基調にある」という文言を6年9か月ぶりに削除し、景気判断を大幅に下方修正した。「厳しい」という表現が使われたのは、日本経済が東日本大震災の影響から脱却し切れていない2012年7月以来となった。4月23日には翌4月の報告を発表し、判断を2か月連続で下方修正して「新型コロナウイルス感染症の影響により、急速に悪化しており、極めて厳しい状況にある」と表現した。「悪化」という表現は、2009年5月以来である。5月28日にまとめられた5月分の報告でも、「急速な悪化が続いており、極めて厳しい状況にある」という厳しい判断が示されている。しかし、その後の経済活動の再開を受けて2020年6月分の報告では「極めて厳しい状況にあるが、下げ止まりつつある」という表現になり、2018年1月以来の上方修正となった。7月には更に上方修正され「依然として厳しい状況にあるが、このところ持ち直しの動きがみられる」という表現に切り替わった。この判断は8月、9月、10月、11月、12月と5か月連続で据え置かれたが、翌年1月の緊急事態宣言の再発令などが原因で同月には「持ち直しの動きに足踏みがみられる」という表現に再び引き下げられた。その後も足踏みが続き、2021年12月に「徐々に緩和される中で、このところ持ち直しの動きがみられる」との判断が示されるまで、17か月間上方修正が行われることは無かった。2022年5月には国内景気の基調判断に関する記述から、翌月には国内景気の先行きに関する記述から、それぞれ新型コロナウイルス感染症に関する言及が無くなったが、感染症拡大前の「緩やかに回復している」という表現が復活するのは、個人消費が感染症拡大前の水準まで回復する2023年5月まで待たなければならなかった。

#### 景気ウォッチャー調査
2020年3月の景気ウォッチャー調査（いわゆる「街角景気」、25日〜31日に実施）では、現状判断の指数が14.2まで急落し、リーマン・ショック時よりも低い値になった。統計の数値を比較可能な2002年1月以降で最悪の数値となった。内閣府は基調判断を「極めて厳しい状況にある」とした。4月の同調査（25日 - 30日に実施）では、現状判断の指数が7.9に下がり、3月に続いて過去最低を更新。内閣府は基調判断を更に引き下げて「極めて厳しい状況にある中で、さらに悪化している」とした。2020年9月には指数は49.3まで回復し、感染症拡大前の水準を上回ったが、2021年1月には31.2まで低下し、2020年5月以来の低い水準となった。その後2022年1月の調査（1月25日〜31日に実施）では、現状判断の指数が37.9となり、前の月を19.6ポイント下回って5か月ぶりに悪化に転じた。下落幅は東日本大震災の発生した2011年3月に次いで過去2番目の大きさであり、内閣府の基調判断も下方修正された。

#### 国内総生産 (GDP)
2020年の日本の実質GDPの成長率は-4.2 %を記録したが、2021年には2.7 %、2022年には0.9 %、2023年には1.5 %といずれも回復した。四半期別に見ると、2020年第2四半期に年率換算で-9.6 %とリーマンショック後の2009年第1四半期に記録した-8.9 %を下回り、統計が残っている1961年第1四半期以降では最低の記録を更新した。その後も2021年第1四半期まではマイナス成長が続いた。GDP自体が感染症拡大前の2019年第4四半期の水準を超えたのは2022年第2四半期のことである。しかし、2019年第4四半期は同年10月1日の消費税増税の影響を受けGDPが低下したと考えられること、米中貿易戦争の影響などもあり2019年度の段階で既に実質GDPの成長率は0.0 %まで低下していたことには注意が必要である。
国際的な比較として、G7参加国（日本・アメリカ合衆国・イギリス・フランス・ドイツ・イタリア・カナダ）とスウェーデンの合計8か国の実質GDP・名目GDPを「2019年第4四半期」と「2020年第2四半期から2020年第4四半期の平均」とで比較したところ、日本は8か国の中では、ロックダウンなどの厳しい感染症対策を（この期間には）実施しなかったことで知られるスウェーデンに次いで減少率が低くなった。

#### 雇用関係の指標
2018年に2 %台前半であった15歳以上の失業率は、2020年10月、12月には3.1 %となりピークを迎えたが、これを境に下落に転じ、2021年2月以降は2 %台に戻っている。ただし、ピーク時でもいわゆる就職氷河期であった2002年6月・8月、2003年4月の5.5 %、リーマンショック後の2009年7月に記録した5.5 %と比べると低い数値となっている。なお、OECD平均では2020年4月に8.8 %を記録している。全国の有効求人倍率は、新卒者を除き、パートタイム労働者を含めた数字で2019年12月の1.57倍から2020年9月には1.04倍に低下し、その後回復に転じたものの、2023年時点でも年間の有効求人倍率は1.31倍に留まり、2019年の1.60倍までは回復していない。しかし、リーマンショック後の2009年8月に記録した0.42倍と比べると、新型コロナウイルス感染症による有効求人倍率の低下は軽微なものであった。各年3月に大学を卒業し新卒として採用される者の有効求人倍率に関しては2017年の1.74倍、2019年の1.88倍から2021年には1.53倍、2022年には1.50倍まで低下したが、2025年には1.75倍に回復し、ほぼ感染拡大前の水準に戻っている。このことから新卒採用における新型コロナウイルス感染症の影響は
、新型コロナウイルス感染症の直撃を受けた航空・観光・旅行・宿泊・飲食などの業種からの求人が激減し、それらの業種を希望する者が多い女子学生を中心に影響を受けたものの、あらゆる業種や職種に影響が及んだ就職氷河期やリーマンショックの際と比較すると限定的であり、企業の採用意欲は衰えにくかったことが読み取れる。求人件数は2020年4月には前月から22.9 %減少し、統計が残っている1963年以降で最大の減少率となった。その後、2020年6月には113万885件と感染拡大前の約半数にまで落ち込んだが、2022年2月には241万7231件まで回復し、感染拡大前の水準を上回った。

#### 貿易額
日本の輸出額は2020年2月下旬から新型コロナウイルス感染症の影響を受け始め、3月の6.4兆円から5月には4.1兆円にまで減少し、前の年の同じ月と比べて3割近くの減少となった。特に輸送用機器と鉱物性燃料の輸出が少なくなったが、2020年12月には前の年の同じ月を再び上回り、感染拡大前の水準に回復した。

### 倒産・経営破綻
帝国データバンクの調査によれば、新型コロナウイルスの影響を受けた日本企業の倒産は2020年3月11日時点で8件、3月24日時点で13件、4月6日の時点では40件 、11月10日時点で693件、2021年7月16日時点では1768件に達し、2021年9月3日には2000件、2022年3月17日には3000件を超えた。
東京商工リサーチによると2020年4月10日時点でコロナの影響で破綻した中小企業が51社になり、4月は26社と急増していて北海道が最多と発表した。4月27日、東京商工リサーチはコロナ関連の中小企業の経営破綻が100社に達したと発表した。2月は2社、3月は23社だった。無担保・無利子の融資制度もあるが経営者も高齢化しており倒産より廃業が増えるおそれもある。コロナ前から高齢化や後継者不在を理由に廃業の機会を窺っていた経営者が、コロナをきっかけに廃業を決断したケースも目立った。5月5日東京商工リサーチによると、影響による倒産数が3月末の25社から114社に急増した。1千万円未満の倒産も4月だけで50件あった。6月に単月最多の103件の経営破綻が発生し、集計対象外の負債1,000万円未満を含めた新型コロナウイルス関連破綻は2020年9月15日時点で累計500件に達している。業種別では飲食業・アパレル関連・宿泊業が上位を占め、この3業種が突出している。新型コロナウイルス関連倒産の件数は、感染状況が落ち着いてからも増え続け、2020年には月平均で72.8件であったのが2021年には139.5件、2022年には191.2件、2023年には260.7件にまで上昇した。この原因として、「ゼロゼロ融資」に代表される企業への支援が返済できないこと、2022年以降の円安やインフレーション、人手不足などが挙げられている。2024年には新型コロナウイルス関連の倒産の件数は合計2941件となり初めて前年比で減少したが、前述したような状況は続いており、月200件程度の新型コロナウイルス関連倒産が当面の間続くと予測されている。2024年末までで、新型コロナウイルス関連倒産の件数は累計で1万1369件に達している。
一方で、5月の倒産件数（負債額1千万円以上）は300件強にとどまり、1964年以降56年ぶりの低水準となった。当時は裁判所や弁護士の業務が縮小したことが原因で、倒産に伴う法的な手続きが進んでいないのが原因とされ、6月以降に倒産の件数が急増する危険があるとされた。しかし、政府による手厚い資金繰り支援が行われたことなどが理由で、2020年度全体でも倒産件数は7314件と2000年度以来20年ぶりの少なさとなった。翌年には更に減少し、5916件と1965年度以来56年ぶりの少なさとなった。もっとも、2022年度以降は支援の縮小に伴う反動や折からの物価高などにより倒産件数は再び上昇している。
5月15日、レナウン (企業)が東京地方裁判所に民事再生法 の適用を申し立て、民事再生手続きを行ったが再建を断念し破産手続きに移行した。負債総額は138億円。
12月、コロナにより経済的苦境に立たされた個人の債務者（個人事業主でも可）を法的整理よりも有利な条件で救済するため、コロナ版ローン減免制度の運用が開始された。同制度では、無料で弁護士、税理士、公認会計士及び不動産鑑定士の支援を受けながら金融債務の圧縮を図ることができる。自宅不動産を温存する道も残されているほか、信用情報機関への登録も避けることができる。2024年9月末日現在までに2,486件の申立てが行われ、そのうち460件に関して債務整理が成立している。

## 労働
- 生活困窮に関する電話相談を全国で弁護士などが行ったところ、2020年4月23日時点で収入が堪えて家賃が払えないなど約5千件が寄せられた。電話相談を行った弁護士グループは、保障なき休業要請では廃業や失業に追い込まれる人が相次ぐという見解を示し、厚生労働省に現金の継続給付などを求める要望書を提出した[73]。
- 4月25日、厚生労働省は雇用調整助成金の助成率を要請に応じる事を条件に10割に引き上げると発表[74]。
- 5月1日、厚生労働省は、男女雇用機会均等法に基づく指針に、新型コロナウイルスへの感染にストレスを感じた場合、休業を義務づける規定を追加する。企業に対し、医師の指導に従って在宅勤務や休業などを認めるよう義務づける方針。妊婦への企業の対応をまとめた指針の一部改正を労働政策審議会に諮問し実施する[75]。
- 2019新型コロナウイルスの感染流行で、正社員の在宅勤務が推奨され、民間の調査機関「パーソル総合研究所」が2020年4月、全国25,000人を対象に実施した調査では、正社員のテレワーク実施率が27.9%だったのに、非正規は17.0%にとどまった。2020年4月に施行された改正労働者派遣法では、社員と派遣社員との待遇面での不合理な格差を禁止しているのに、派遣社員だけ在宅勤務を認めないのは法に反する。正社員には1週間おきの出勤が認められているのに、派遣社員は毎日出勤が命じられている。正社員に支給された在宅用のパソコンが派遣社員には支給されない。派遣先から派遣社員にはテレワークの仕組みがないので、有給か欠勤にしてほしい。以上のように派遣先で事前に仕組みが整っておらず、すぐに対応できない面がある。都道府県の労働局や労働組合など官民とも相談窓口はあるが、派遣社員は職場で居づらくなるので声が上げにくい[76]。
- 大手就職情報会社のリクルートキャリア（リクナビ）、マイナビ、ディスコは、予定されていた就活イベントの中止を相次いで発表した[77][78]。
- 厚生労働省は2021年4月8日、新型コロナウイルスの影響で解雇・雇い止めされた人が、2020年2月の集計開始から約1年2カ月で10万人を超えたと発表した。なお解雇や雇い止めを把握できるのは一部にとどまり、実際の数字はさらに多いと推測される[79]。

## 金融
- 緊急事態宣言発令の翌日、安倍晋三は「金融機関の機能維持は極めて重要」とし、銀行業界のトップに業務継続を直接要請した[80]。
- 4月13日、メガバンク3行で新型コロナウイルスの感染確認が相次いで発表された。金融機関は、緊急事態宣言の対象地域でも「金融インフラ維持」のため、店舗を開けて預貯金・融資・為替などの業務を継続するよう求められているが、濃厚接触者の通常通りの勤務続行は困難で、人繰りも含めて厳しい対応を迫られている[80]。
- 2021年1月22日、財務省は2021年上期に発行を予定していた3代目五百円硬貨の発行を延期することを発表した[81]。

## 土地・不動産
国土交通省「2021年 地価公示」によると、都道府県別・商業地の公示地価変動率は東京都で-1.9%（銀座8丁目では-12.8%）、愛知県で-1.7%（名古屋市中区錦3丁目では-15.2%）、大阪府で-2.1%（道頓堀では-28.0%で最大下落率）となっていて、各都心部商業地の下落が顕著である。一方で倶知安町は+21.0、福岡市中央区清川で+15%など高い伸びを示している場所もある。東京の主なオフィス街の公示地価変動率は、西新宿で-2.6%、虎ノ門で-0.2%、丸の内で-1.1%、大手町で-1.3%となっている。こうした中で、所有ビルの売却を決めた企業に三井不動産（新宿三井ビルディング）、電通（港区・汐留の本社ビル）、エイベックス（港区・南青山の本社ビル）がある。

## 教育
新型コロナウイルスの感染拡大は教育へも甚大な影響をもたらし、休校やオンライン授業への移行がされた。

## 交通

### 航空

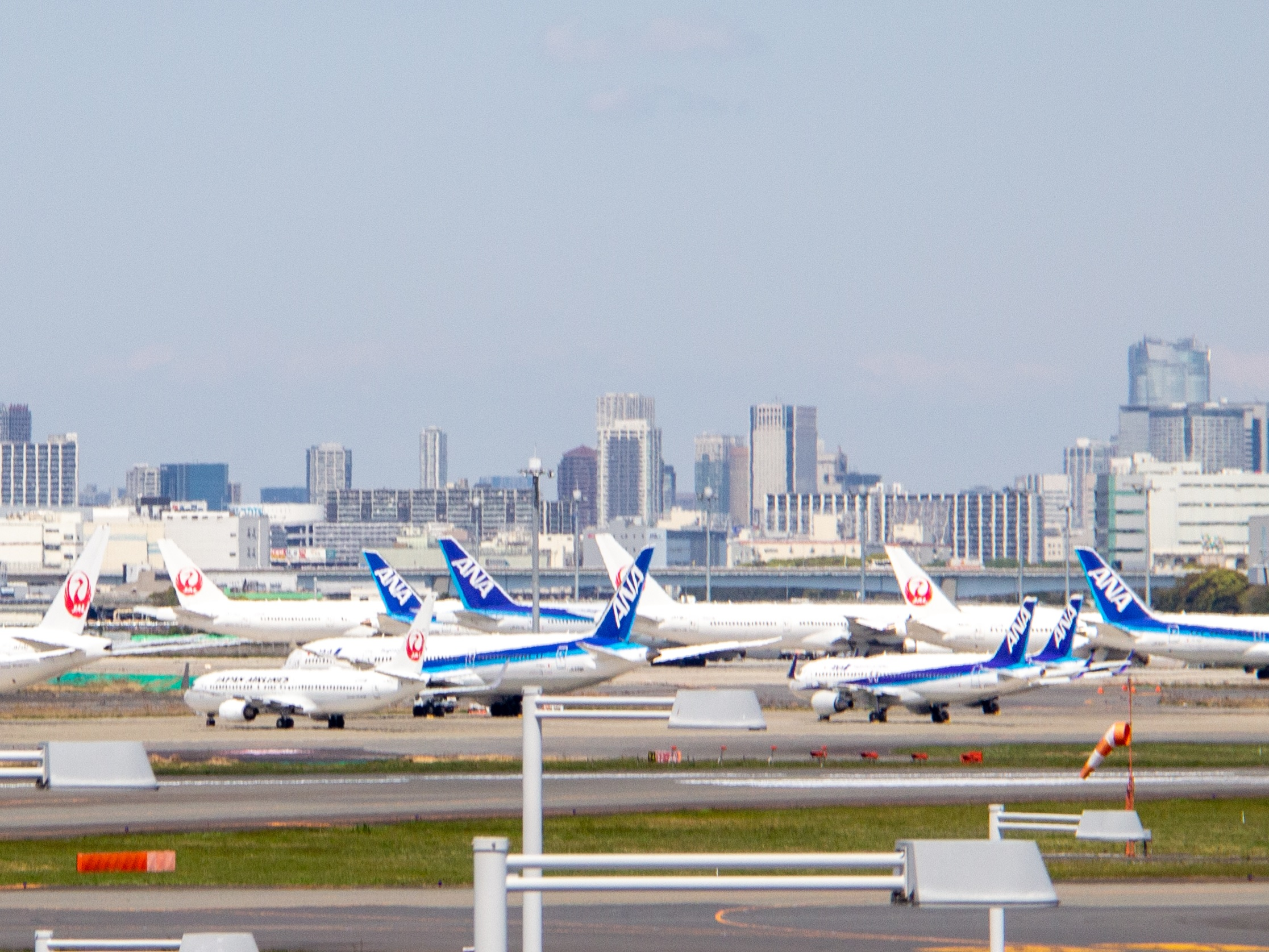
羽田空港に置き留めされた航空機

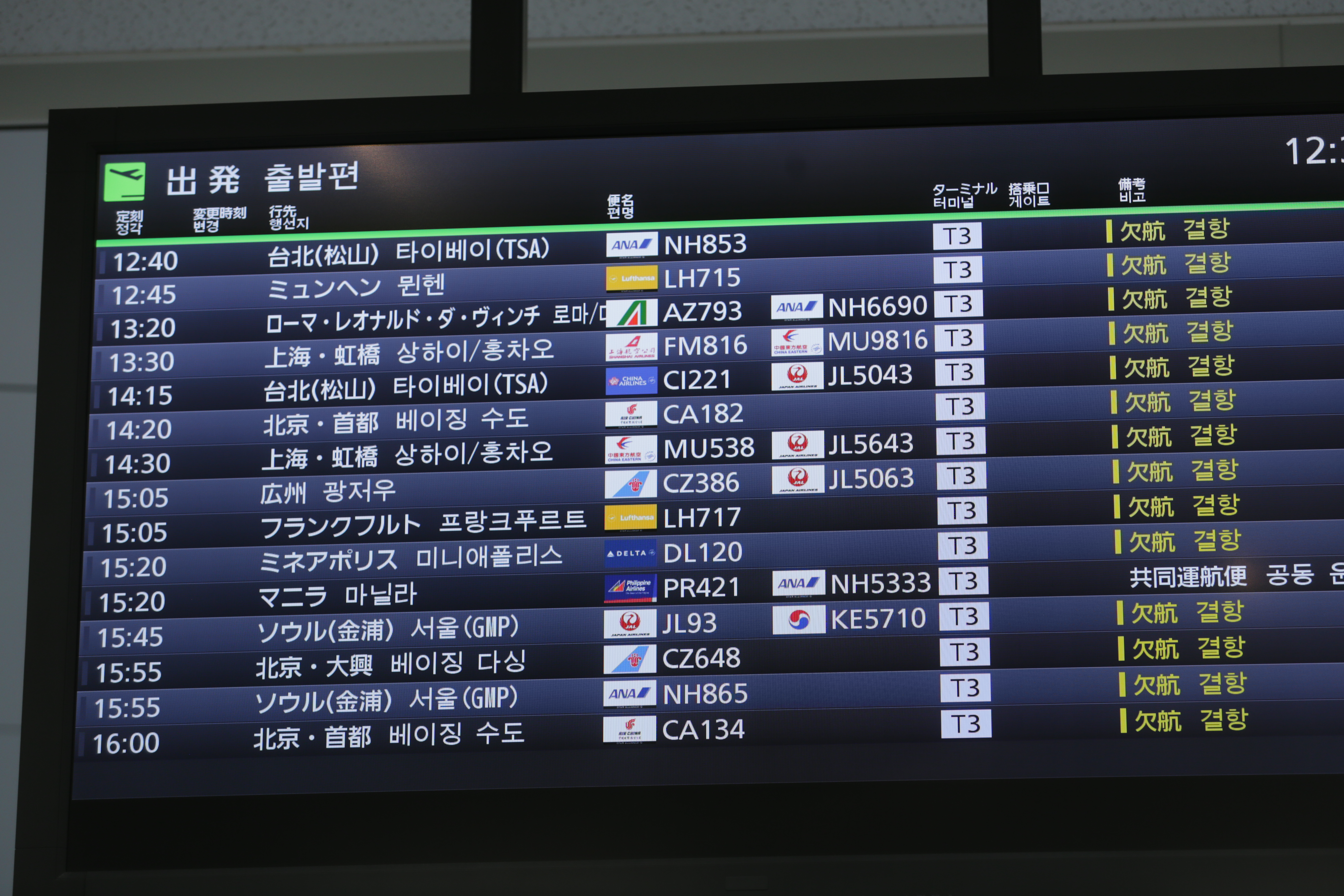
大半の便の欠航を告げる出発案内

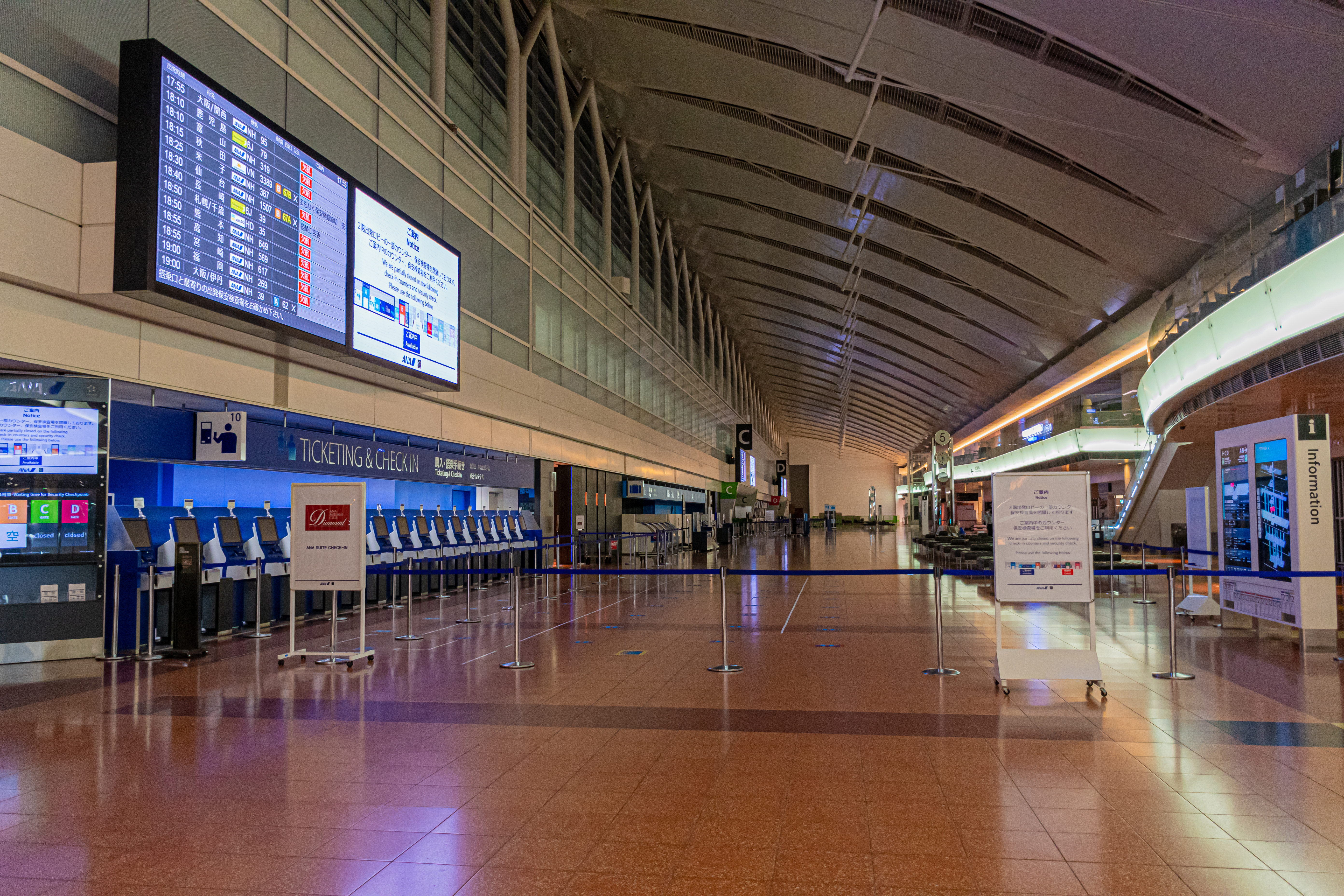
第3波に伴う緊急事態宣言の影響で、およそ半分のエリアが閉鎖された羽田空港第2ターミナル出発フロア

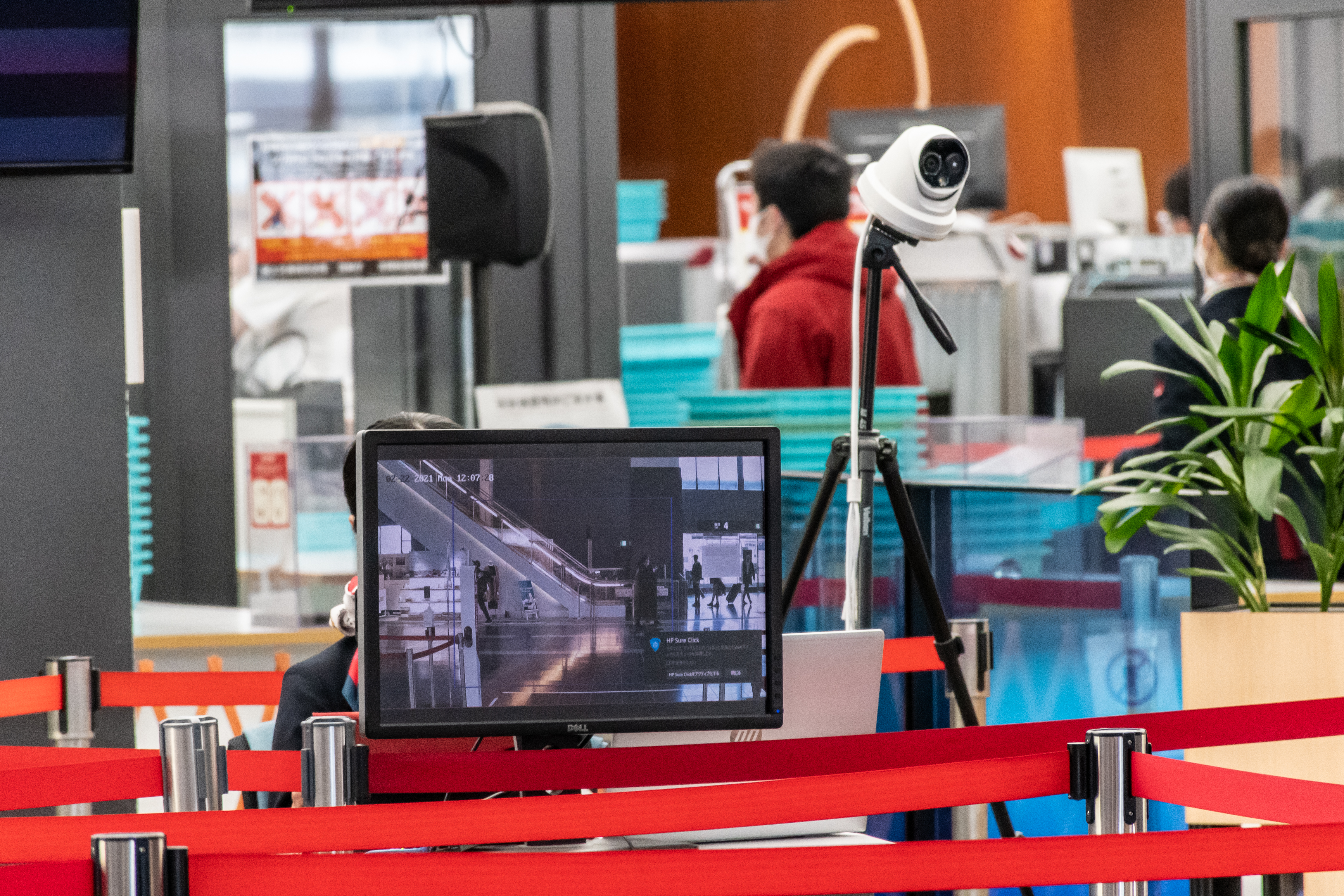
乗客を検温するためのサーモカメラが保安検査場に設置された

国土交通省はウイルス蔓延防止の観点から、都道府県をまたぐ移動の自粛を要請した。
2020年3月9日月曜日午前0時以降に香港・マカオを含む中国または韓国を出発する航空旅客便については、当分の間は到着空港を成田国際空港及び関西国際空港に限るよう航空会社に要請を行った。また出入国管理難民認定法により外国籍保持者の入国拒否を実施した。対象は2020年2月26日時点で中国（湖北省、浙江省）、韓国（大邱、慶尚北道）などであったが、3月7日午前0時からイランや中国・韓国の対象地域を拡大、3月11日午前0時よりイタリア、サンマリノなどが加わった。また同年4月より全世界の国・地域を対象とする帰国後14日間の待機などの入国規制のほか、入国拒否対象は4月3日午前0時から73カ国、5月16日午前0時から100カ国に及び、7月22日時点で146カ国、9月16日時点で159か国、11月1日時点で152か国に及んだ。
2020年10月1日から、ビジネス関係者や留学生などを対象に全ての国・地域からの入国を解禁。11月1日からは日本在住の日本人および在留資格保持者の帰国後14日待機措置を緩和した。しかし新型コロナ第3波感染拡大に伴い、2020年12月28日より中国や韓国など11の国・地域との間で合意している2国間のビジネス関係者らの往来を除き入国停止、また帰国後14日待機措置の免除も一時停止した。
こうした渡航制限により多くの航空会社で運休や減便が行われている。2020年4月には日本航空と全日本空輸の大手2社は実質休業状態となり、予約搭乗券の払い戻しに手数料を取らないことを決定したため経営が圧迫されている。
関西国際空港では、2020年4月15日時点で国際便の旅客便の発着が無くなった。これは2018年（平成30年）9月の台風21号以来 となる。また中部国際空港でも同年4月27日以降、国際線の発着が無くなった。
成田空港の2020年5月大型連休中の出入国者数は前年同期比99.0%減となった。
静岡空港・茨城空港では2020年5月1日時点で、岡山空港では5月7日時点で、国内線・国際線ともにすべての定期便が運休となり運航がゼロとなった。
ヴァージン・オーストラリアは2020年3月下旬に日本へ参入する予定だったが、延期を発表したまま任意管理手続きの適用申請に入った。
日本航空
2020年5月時点で国際線の94%を運休した。北米発はシカゴ週1便、ロサンゼルス週1便、バンクーバー週1便以外は、ハワイグアム路線を含めすべて運休。中国・韓国路線も大連発の週1便を除き、すべて運休となっている。5月7日から17日までの国内線の減便数は、99路線6,306便。
6月の国際線は計画していた60路線4680便のうち、96%にあたる60路線4513便を運休・減便。5月23日から31日までの国内線は計画の72%が減便となり、6月1日から14日までも72%の便が減便。秋ごろより回復し概ね30～50％の減便が続き、2021年の運航率は4月は66％、5月は72％、6月は64％、7月が71％、8月はお盆休みまでの期間中が77％。
全日本空輸
2020年5月時点で国際線の90%以上を運休した。また3月から5月末まで国内線の112路線16,146便対象に運休。
6月1日から30日までの国際線は73路線2597便のうち70路線2334便が運休、6月1日から30日までの国内線は約70%に当たる1万5963便を運休。また搭乗時にマスク着用を要請し着用しない人や、発熱など体調がすぐれない人は搭乗を断る場合があると発表した。
スカイマーク
2020年5月時点で、国内線の86%にあたる21路線1578便を運休した。仙台と成田、茨城、中部、長崎、奄美の6空港は全便が運休。6月の国内線運航予定は7路線の330便で、21路線1400便が運休に、成田～サイパン線は運休を7月31日まで延長。
スターフライヤー
2020年5月時点ですべての国際線を運休。国内線3路線1452便を運休。
エア・ドゥ
2020年5月の国内線9路線、1148便を運休。
フジドリームエアラインズ
2020年4月28日から全便運休。5月18日より一部路線で運行を再開。
ジェットスター航空
2020年5月6日 - 31日の国内線23路線1170便を運休。
エアアジア・ジャパン
2020年11月に破産。
外国キャリア
2020年5月時点で、カンタス航空グループ、フィリピン航空、マレーシア航空、ターキッシュ エアラインズ、タイ国際航空の日本便は全便運休。

### 船舶
2020年4月にはクルーズ客船によるツアーが多数中止となり、寄港地の経済に打撃を与えている。
- 郵船クルーズは2020年2月24日、同年3月・4月出発分のクルーズの中止を発表した。同社は当初「飛鳥II」の3月・4月出発分を予定通り運航すると発表したが、それに対して批判の声が上がっていた[103][104][105]。
- 「ルミナス神戸2」を運航するルミナスクルーズ（兵庫県神戸市中央区）は、コロナウイルスの感染拡大の余波でキャンセルが相次いだため、神戸地方裁判所に民事再生を申請、2020年3月2日に受理された[106]。
- JR九州高速船は、政府の韓国からの船舶による旅客運送停止要請を受け、高速船「ビートル」を2020年3月9日から同31日まで全便運休すると発表した[107][108]。運休期間はその後延長され、現在も当分の間運休とされている[109][110][111][112][113][114][115]。また、年内に投入予定だった新型船「クイーンビートル」の就航日も未定となっていた[116] が、2021年3月20日に沖ノ島遊覧コースにて初就航した[117]。
- 駿河湾フェリーは当初2020年5月31日まで全面運休を予定していたが、5月13日に6月末まで延長することを発表した[118][119]。6月15日、7月1日から運航を再開すると発表した[120]。
- 関釜フェリーは、政府の韓国からの船舶による旅客運送停止要請を受け、2020年3月6日から同年3月31日まで旅客の取り扱いを停止した。貨物については通常通り行う（活魚車両等運転手、温度管理者等の乗船はできない）としたため運航自体は通常通り継続している[121]。停止期間はその後延長され、現在は2020年12月末まで旅客取扱い休止を予定している[122][123][124][125][126][127][128][129][130][131]。

### 道路

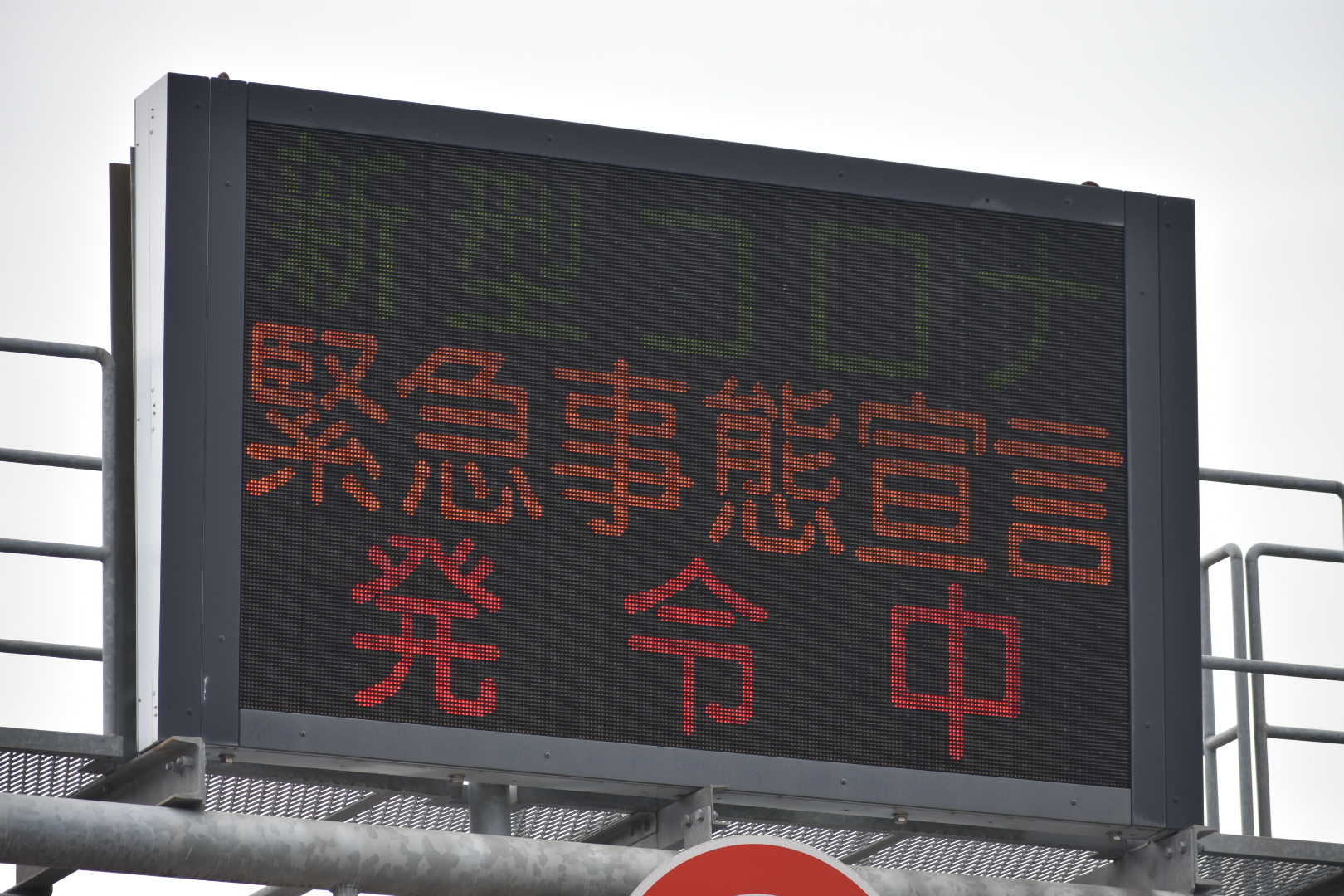
緊急事態宣言発表を受けて不要不急の外出を控えるよう呼びかける電光掲示板

都道府県境を越える不要不急の移動自粛を求められた。このため県外ナンバーの自動車に対する嫌がらせ行為などが発生し「自粛警察」「県外ナンバー狩り」などと呼ばれ、自治体も他県ナンバーの車に表示する在住確認書（カードやステッカーなど）を発行するなどの対応に追われることとなった。

#### 高速道路
- 土曜日・日曜日・祝日のETC休日割引が、2020年4月29日 - 6月14日の間は適用除外とされた[135]。
- 北陸自動車道小矢部川SA（富山県小矢部市）上り線は、商業施設を運営していた「小矢部サービスステーション」が赤字続きで経営が悪化していたところに、コロナ禍が追い討ちをかけたことで経営破綻し事業停止。2020年5月8日に商業施設の閉鎖を余儀なくされた[136]（その後、同年12月18日に営業再開）。

### タクシー
外出自粛によりタクシーの需要が大幅に減り業績が悪化する一方で宅配需要が高まっていることから、国交省は2020年4月、特例措置としてタクシーによる物資の配送を認める方針を打ち出した。また同時期には医療従事者の送迎など支援業務を開始した事業者もある。
2020年4月上旬には東京都江東区のタクシー会社・ロイヤルリムジングループが、新型コロナウイルスの感染拡大による業績悪化を理由に運転手ら約600人に解雇を通告したが、これについて整理解雇の要件を満たしていないのではないか、また雇用保険の不正受給ともなりうるという指摘もあり、解雇の規模の大きさからも話題となった。
2020年11月4日、国土交通省は、マスクを着けていない客を乗車拒否できると定めた東京都内10のタクシー事業者の運送約款を認可した。

### バス

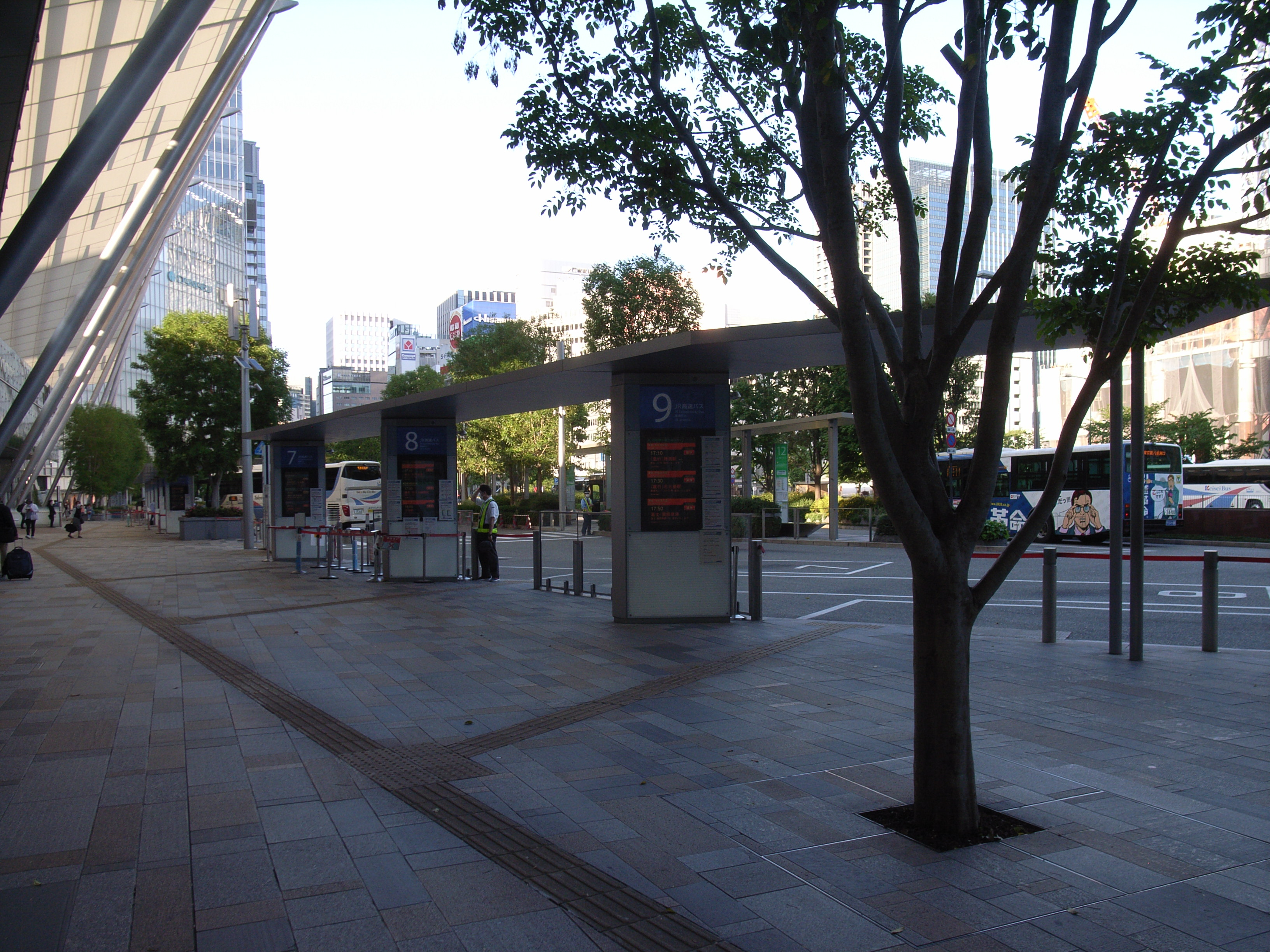
乗客の姿がない高速バス乗り場（東京駅八重洲南口）

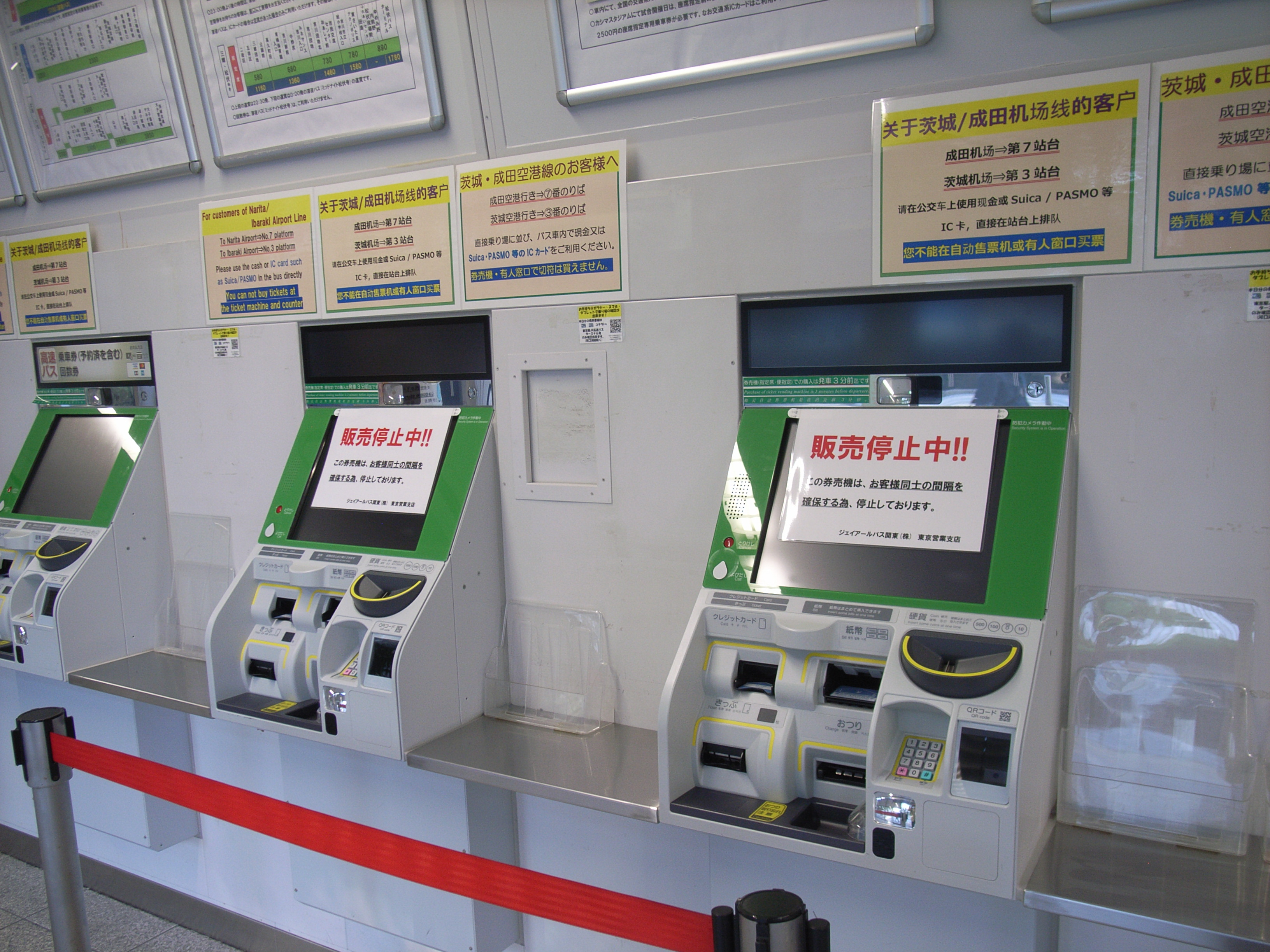
乗客減により販売停止中の高速バス乗車券自動券売機

日本バス協会のアンケートによると、2020年3月の貸切バスの実働率は10%、同年4月はほとんど動いていない。バス会社各社では都市間を結ぶ高速バスの減便や運休を行っている。
一般路線バスやコミュニティバス等においても減便や路線廃止を行うバス事業者があり、新型コロナウイルス感染症流行の影響による経営圧迫や乗務員不足から、運賃値上げ（実質的な値上げも含む） や深夜運賃の新設、その他サービス内容の変更に踏み切るバス事業者が相次いだ。その一例としてPASMO加盟バス事業者で2007年のサービス開始時より継続されてきた「バス利用特典サービス（バス特）」の廃止が挙げられる（詳細はPASMO#「バス特」取扱事業者を参照）。

#### バス事業者の経営破綻
- 丸建自動車は2020年5月19日、さいたま地方裁判所へ民事再生法の適用を申請し、同日付で監督命令を受けた。負債総額は約5億円[149]。もともと資金繰りが悪化していたところへ、新型コロナウイルス感染症の拡大によるバス需要減少で経営破綻。同年10月30日に民事再生手続廃止決定並びに保全管理命令を受けた[150]。同社が運行していた「けんちゃんバス」はスポンサー企業が設立した丸建つばさ交通へ2021年2月16日付で事業譲渡、9日後の2月25日にさいたま地方裁判所から破産手続開始決定を受け[151]、同年10月29日付で法人格が消滅した[152]。新型コロナウイルス感染症の影響による乗合バス事業者の倒産は同社が初となる[153]。
- 貸切バス事業者の総和観光（茨城県古河市）は、コロナ禍による訪日外国人旅行の制限によるインバウンド需要の激減に加え、東京オリンピック・パラリンピックの開催延期と無観客開催により予定していた会場送迎の需要も絶たれ、2022年1月19日付で水戸地方裁判所下妻支部から破産手続き開始決定を受け[154][155]、翌2023年12月22日付で清算結了し解散した[156]。
- 貸切バス・高速路線バスを運行していた株式会社森山（福岡県糸島市）は、総和観光と同様にコロナ禍の影響で業績が急速に悪化し、2022年1月31日付で事業停止[157][158]、同年2月9日付で福岡地方裁判所から破産手続開始決定を受け、2023年8月29日付で清算結了し解散した[159]。また子会社で同社の貸切バスの予約・手配業務を行っていた株式会社えーねっとも同時に連鎖倒産している[160]。

#### 高速バスへの影響
- ジェイ・アール北海道バスは当面の間、ポテトライナー・高速あさひかわ号を減便して運行しているほか[161]、高速えりも号・高速ひろおサンタ号の運行を一部曜日を除き取り止めている（2020年4月現在）[162]。
- ジェイアールバス東北は、あぶくま号・仙台 - いわき線・ドリーム盛岡号の一部便と一部の高速バス路線、定期観光バス路線を4月より当面の間運休しているほか[注 3]、みずうみ号・おいらせ号の全便を運休している（2020年4月現在）。なお、運休となるドリーム仙台・東京/横浜号の代替として5月1日よりドリーム仙台・新宿号を横浜駅まで延伸し、ドリーム仙台・新宿/横浜号として運行する[163]。
- ジェイアールバス関東は当面の間、多くの高速バス路線で減便を行っているほか[164]、一部の高速バス路線・定期観光バス路線を運休している（2020年4月現在）[注 4]。また、佐野プレミアム・アウトレットバス停・東京ディズニーリゾートバス停を経由する高速バス路線は、当面の間それらのバス停を通過[165]。一般路線についても一部路線でダイヤ変更が行われているほか、あみプレミアム・アウトレット直行バスと土浦リレー号は当面の間運休。
- ジェイアール四国バスは、多くの高速バス路線で減便を行っているほか、一部の高速バス路線を運休している（2020年4月現在）[注 5][166]。
- 西日本ジェイアールバスは当面の間、多くの高速バス路線を減便しているほか、一部の高速バス路線・定期観光バス路線の運行を休止している（2020年4月現在）[注 6][167]。また、舞子バスストップのりば待合室を2020年4月10日より当面の間閉鎖している（2020年4月現在）[168]。
- JRバス中国は当面の間、一部の高速バス路線を減便しているほか、多くの高速バス路線・定期観光バス路線の運行を休止している（2020年4月現在）[注 7][169][170]。また、広島市内循環バス「ひろしま めいぷる～ぷ」のオレンジ・グリーンルートは全便運休、レモンルートは減便を行っている（2020年4月現在）[171]。
- JR九州バスは、2020年4月8日から5月6日の間、本州方面の高速バス路線全路線を運休するほか[172]、九州管内の高速バス路線のうち一部路線については一時減便している（2020年4月現在）[173]。また桜島定期観光バスについても、2020年4月13日〜5月6日までの間運休[174]。
- WILLER EXPRESSは、2020年4月4日 - 4月30日までの間、共同運行路線を除く全便を運休[175]。共同運行路線についても「成田シャトル」は2020年3月19日から当面の間減便している（2020年4月現在）[176]。

##### 高速バス事業からの撤退

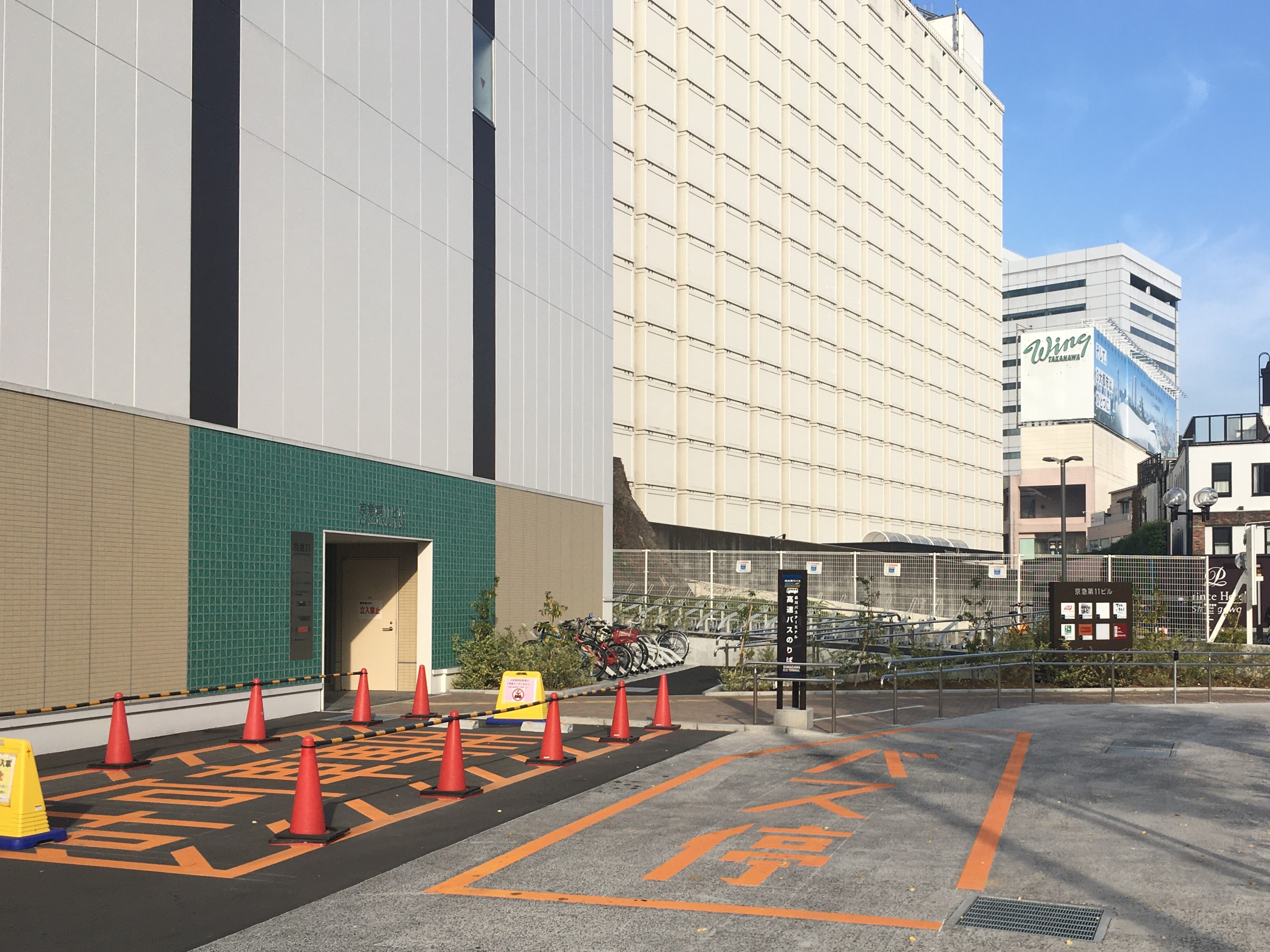
移転新設されたものの高速バスが乗り入れず、使用されていない品川バスターミナル（2020年11月）

新型コロナウイルス感染症の影響が長引くにつれ、大手バス事業者の中にも高速バス、特に夜行・長距離高速バスから撤退する事業者が出現している。
- 京浜急行バスは2021年3月15日をもって、ノクターン号[177] とビーム1号[178] からの撤退[179]、キャメル号の廃止[179][180][181]、エディ号の運行休止[179][182] により、夜行・長距離高速バスから全線撤退した[179][183]。
- また京浜急行バスの夜行・長距離高速バスからの撤退により、共同運行していたバス事業者では品川発着の取り止めが相次ぎ、品川駅高輪口へ移転した品川バスターミナルは、新設されたにもかかわらず休止路線しか残らず、都心の一等地にバスターミナルを造ったもののバスが走らないという異常事態となった。

#### 定期観光バスへの影響

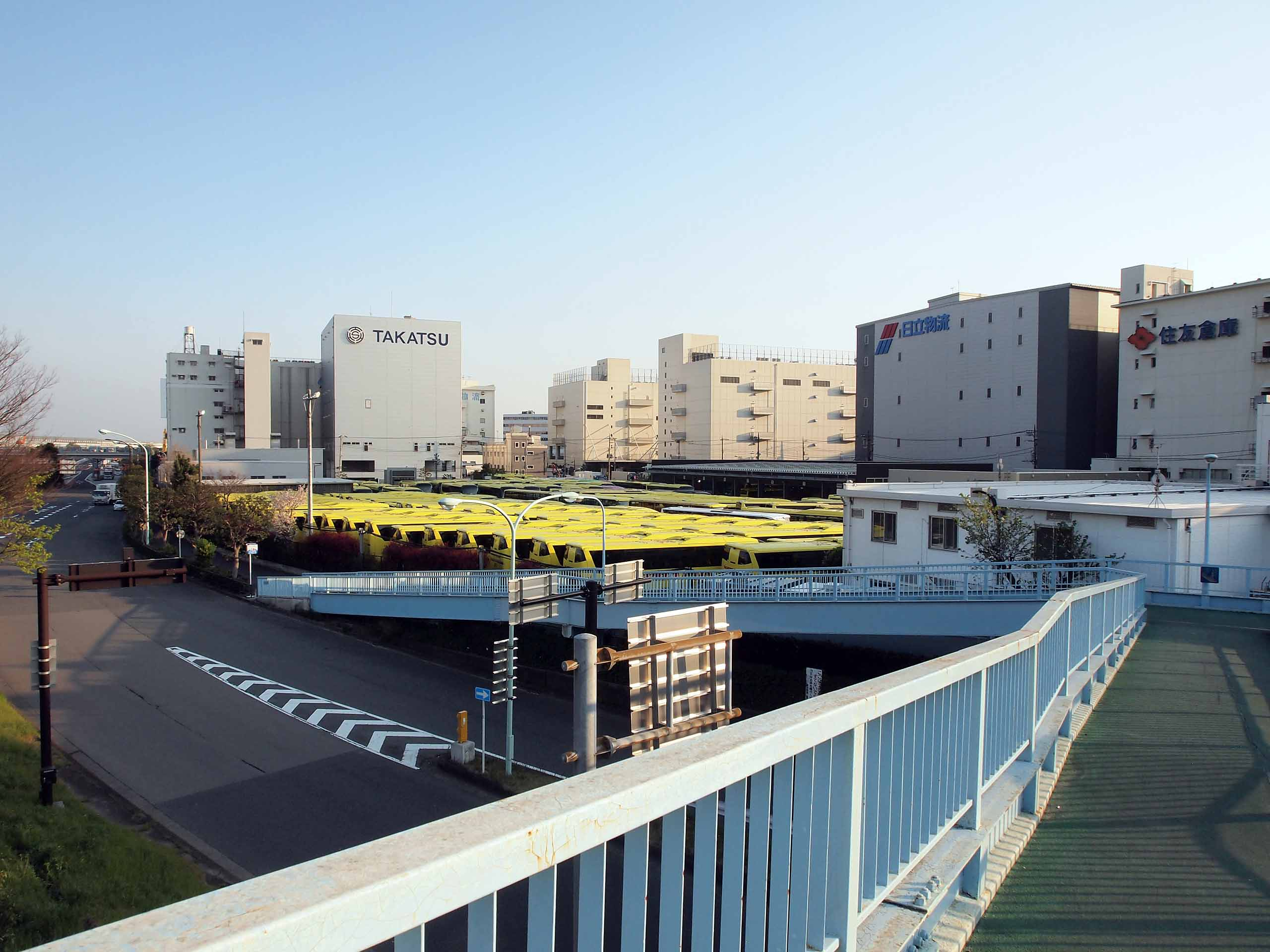
外出自粛要請の影響で東京都内の定期観光バスが運休、ツアーも催行中止になったため、バスで溢れるはとバス本社車庫（大田区平和島、2020年4月4日撮影）

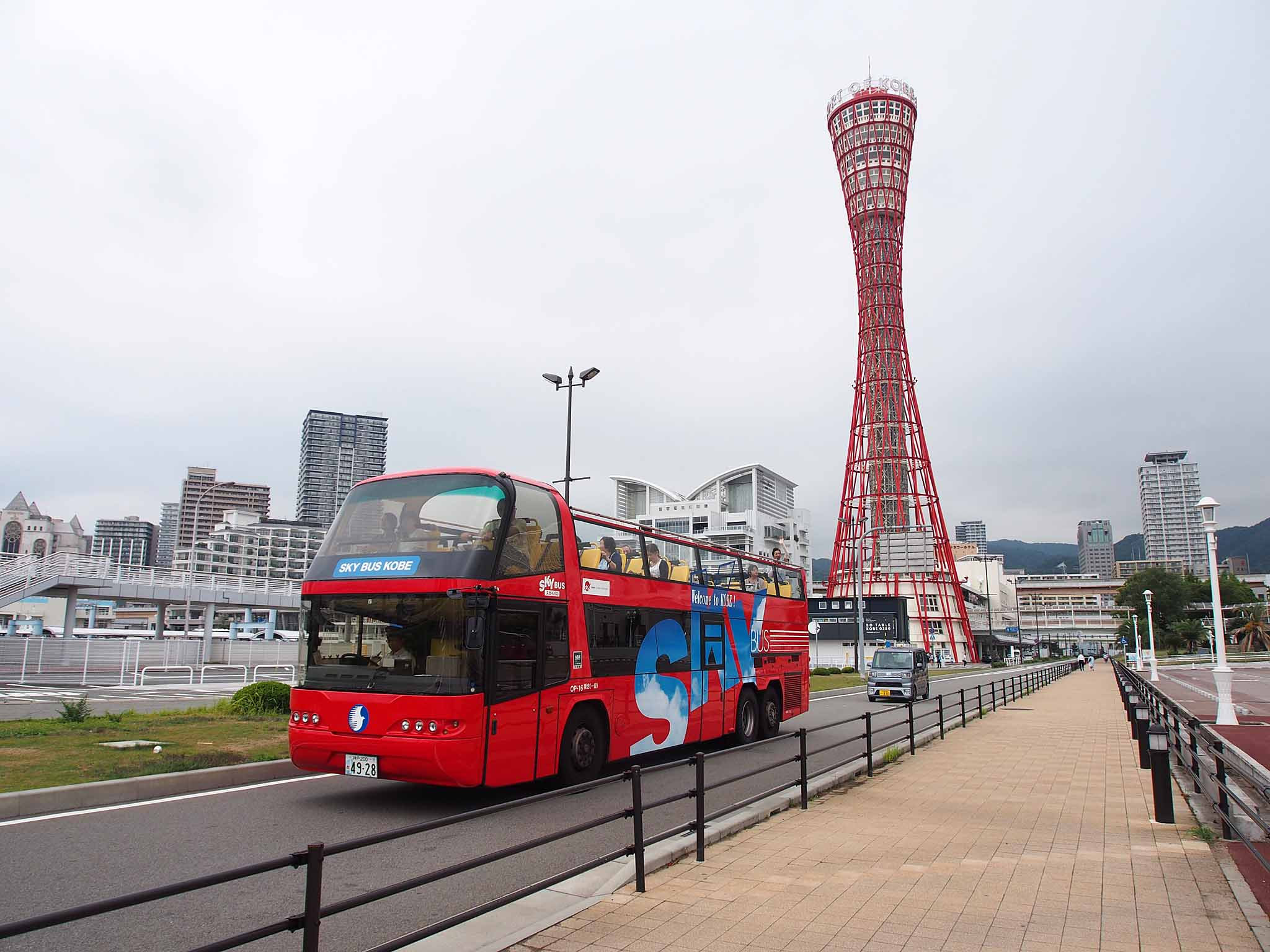
緊急事態宣言解除後の集客が見込めないとして、2020年6月をもって運行終了したスカイバス神戸（神姫バス）

- 東京都内で定期観光バスを運行するはとバスは、東京都による都民への外出自粛要請、及び周辺自治体における都内への移動自粛要請が2020年3月25日に出されたことを受けて、2020年4月10日までは定期観光・募集型企画旅行いずれも運行・催行コースを限定し土曜・日曜を運休[184]、更に4月7日の政府の緊急事態宣言を受けて全コースが運休となった[185]。2020年5月25日に緊急事態宣言が解除されたことで、定期観光バスは同年6月13日よりコース限定で運行を再開した[186][187]。この結果、はとバスの東京都内定期観光バスの年間利用者数は、2018年度の816,303名に対し、2019年度は447,154名と前年度比54%と大幅に減少した[188]。
  - はとバスでは、2021年にも1月8日から3月21日、4月25日の緊急事態宣言を受けて定期観光・募集型企画旅行がいずれも運休となり[189]、緊急事態宣言の期間延長に伴い運休期間は当初6月4日までを予定していた[190] が、更に6月25日まで延長された[191]。2021年5月24日の株主総会では、同年6月30日付で資本金を4億5000万円から1億円に減資することを決議した[192]。2021年7月3日にはオープントップバスで運行される都内定期観光バス「TOKYOパノラマドライブ」が運行を再開したが[193]、同年7月12日に発令された第4次緊急事態宣言では、TOKYOパノラマドライブおよび一部の日帰りツアーを除いて再び運休および催行中止となった[194]。
- 同じく東京都内で定期観光バス「スカイバス東京」を運行する日の丸自動車興業では、東京都による外出自粛要請が出されたことを受け、2020年3月28日より土曜・日曜・祝日を臨時に運休[195]、更に2020年4月8日の緊急事態宣言を受け、同年5月11日までの予定で運休[196]、同年5月4日には当面の間運休に変更された[197]。緊急事態宣言の解除に伴い2020年5月29日に、同年6月19日より月・金・土・日曜日に平日ダイヤで運行を再開[198]、7月18日より毎日運行を再開することを発表した[199]。スカイバス東京の車両を用いた観光路線バス「スカイホップバス東京」については2020年4月1日より7月1日まで運休された[200] のち、11月29日まで運行された[201]。
  - 日の丸自動車興業では、2021年4月23日に発令された緊急事態宣言を受けて同年4月25日より運休[202]、2021年6月20日に予定された緊急事態宣言の解除に伴い、同年6月21日より夜間コースを除いて運行を再開する[203]。スカイホップバス東京は2020年11月30日からの冬期運休を経て3月22日より運行を再開したが、同じく4月25日より運休、7月17日の運行再開を予定していた[204] が、2021年7月12日にも緊急事態宣言が発令されたことで、同年9月中旬まで運休期間が延長された[205]。
- 平成エンタープライズが東京都内で運行する「VIP View Tour」は、当初は集客が見込めないため2020年2月19日から3月19日まで運休していたが[206]、運休期間を同年3月22日まで延長[207]、2020年3月23日に運行を再開したが、東京都の外出自粛要請の影響で2020年3月27日から4月30日まで再度運休[208]、2020年4月24日には当面の間休業に切り替わった。2020年7月16日より運行を再開した。
- 京阪バスが運行する京都定期観光バス、および明星観光バスが運行するスカイバス京都では、2020年3月3日より一部コースを運休、同年4月13日より全便が運休された[209]。緊急事態宣言の解除に伴い6月5日よりコース限定で運行を再開した[210]。
- 北陸鉄道は金沢市内の定期観光バス「かなざわめぐり」および金沢発能登半島方面の定期観光バス「わじま号」を、2020年4月13日より運休、同年4月15日からは和倉温泉発の能登半島定期観光バス「あさいち号」「ななお号」「おくのと号」を運休した。緊急事態宣言の解除に伴い、2020年7月1日より全コースの運行を再開した[211]。
- 神姫バスがスカイバス東京の車両を借り入れて神戸市内で運行していた「スカイバス神戸」は2020年4月6日より運休、緊急事態宣言解除後の集客が見込めないため、2020年6月27日 - 28日の運行を最後に運行終了した[212]。

### 鉄道

JRおよび私鉄の輸送キロ推移（旅客/貨物）

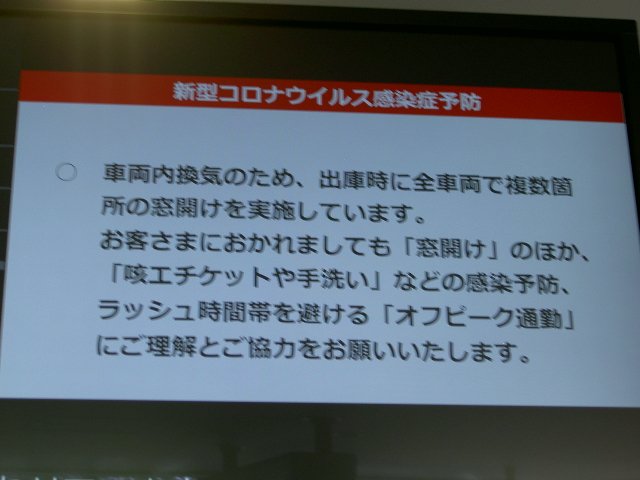
車内での感染防止のため、窓開け換気走行やオフピーク通勤を呼びかけている

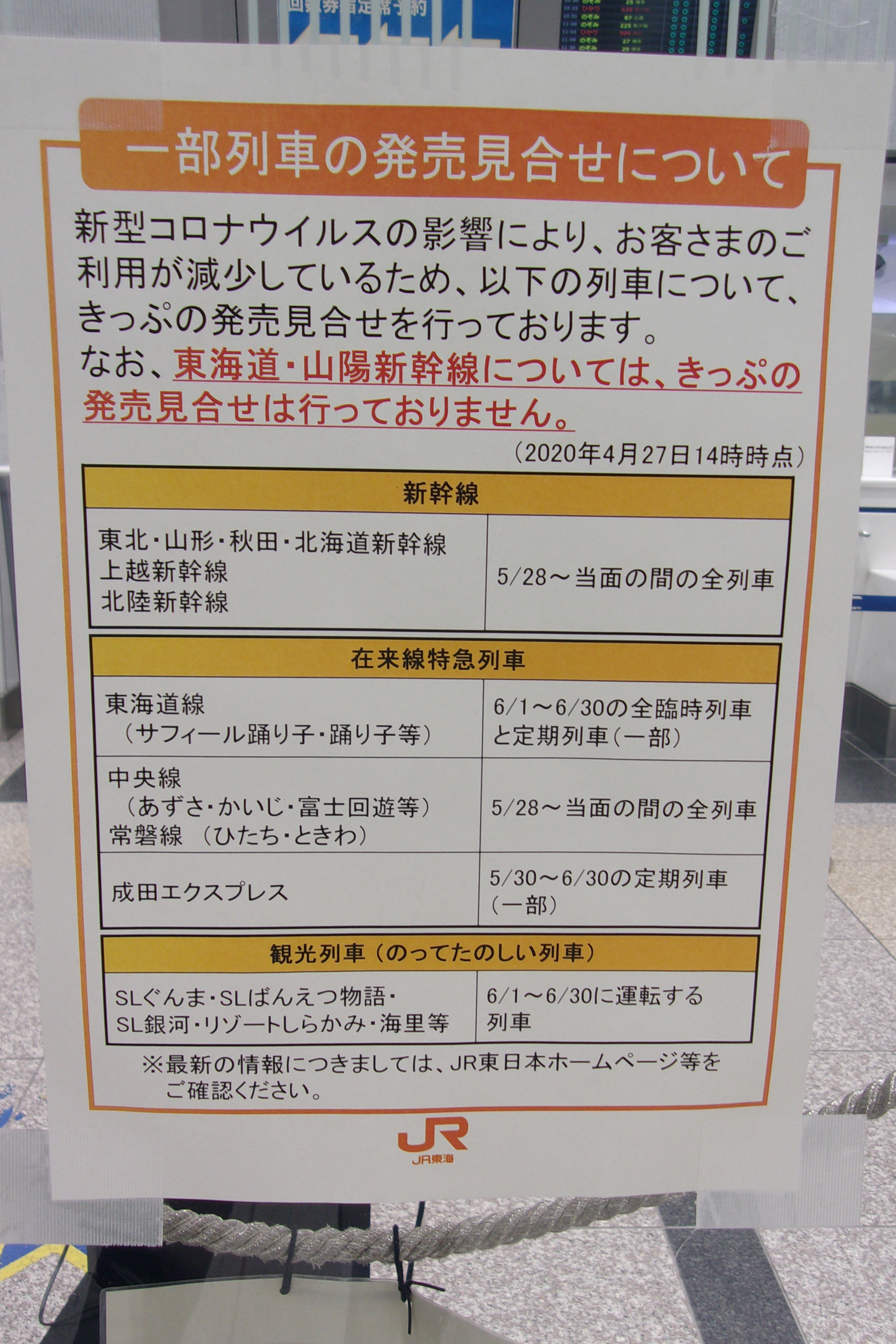
5月28日以降、JR東日本の新幹線や特急の指定券発売を見合わせる旨の告知
（JR東海による案内）

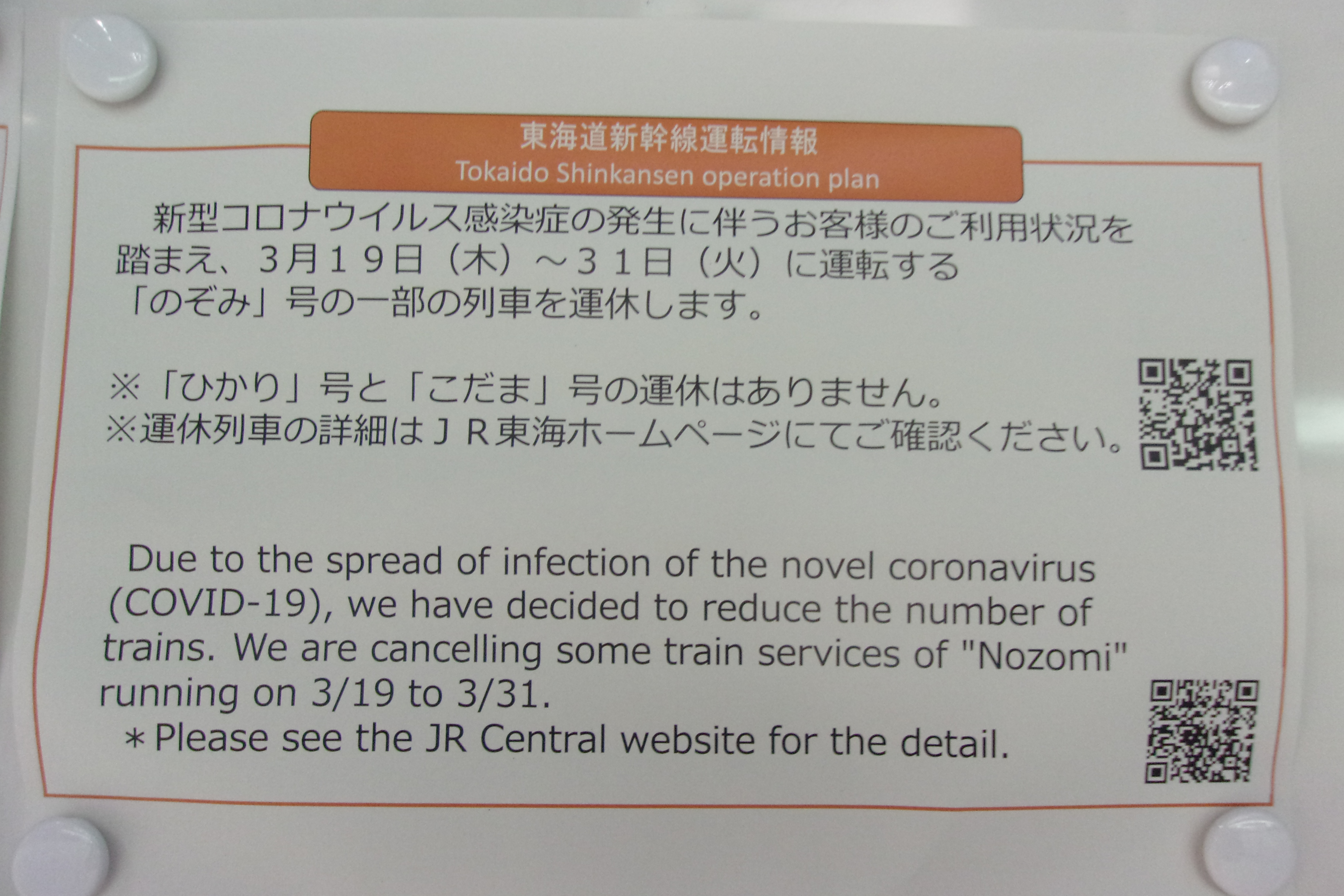
各駅に貼り出された東海道新幹線一部運休のお知らせ

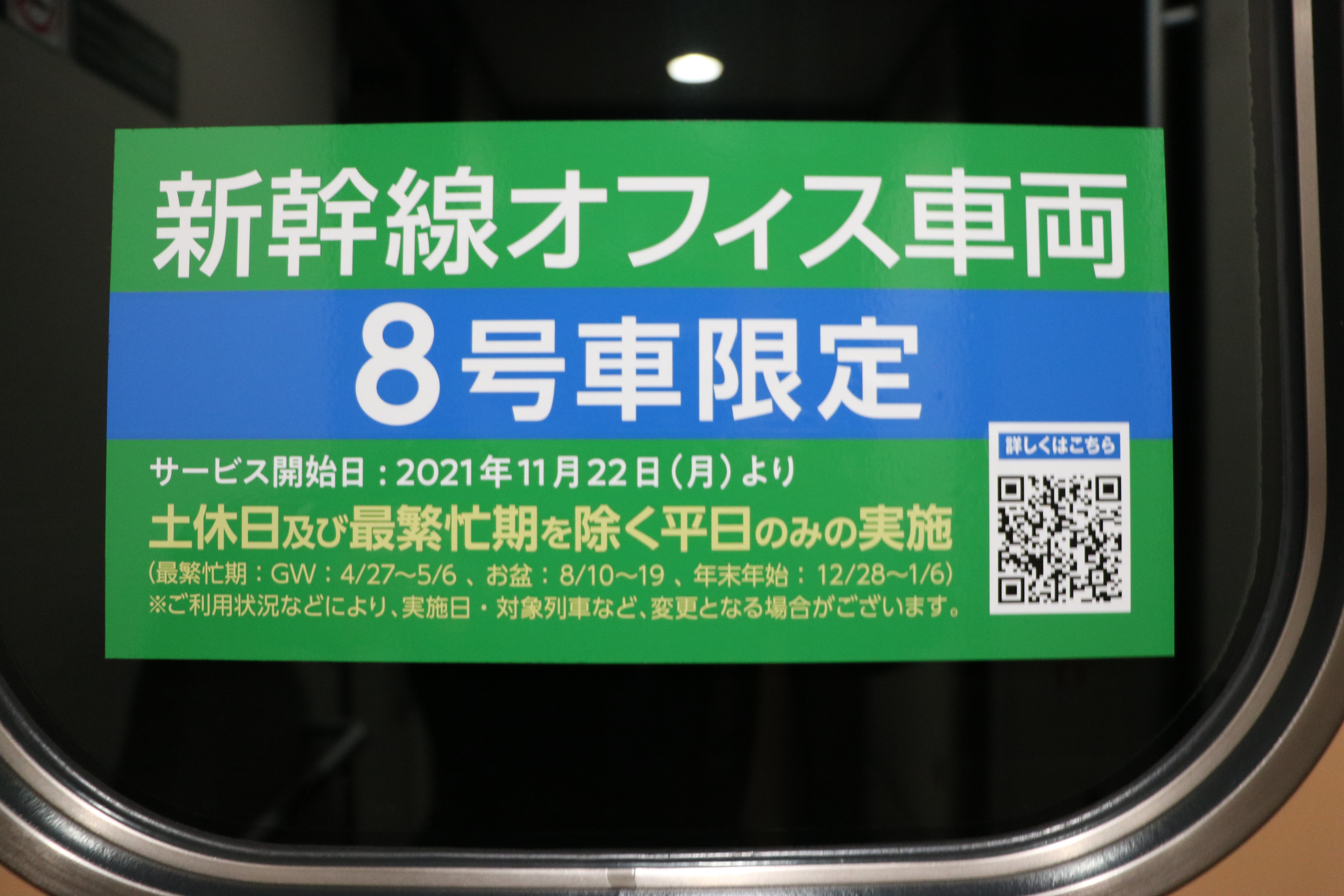
リモートワーク使用として設置された新幹線オフィス車両。
上越新幹線とき。2022年1月。

鉄道会社においては2020年3月頃より、感染拡大に伴う利用者減少を受け、各社で臨時列車を中心とした列車の減便や定期列車の区間運休などが行われている。
一部の駅では通常はドアカットやドアボタンによる開け閉めを行うが、コロナ対策のため、ワンマン運転を除きほとんどの駅ではドアカットやドアボタンの開け閉めを中止している。
2020年4月7日の緊急事態宣言発令 に伴い、各社で定期乗車券および回数乗車券の払い戻しの対応を行っている。
JR6社は4月14日、GW中の新幹線と特急の指定席の予約状況を発表、前年同期比10%でJR発足以来最低の出足となった。
2020年の年末年始の終夜運転は全ての鉄道で実施しない事が発表された。また、2021年は大半の鉄道では終夜運転を実施しない方針を固めている。
2020年～2021年の毎年恒例で行われている各鉄道イベントも開催中止やオンライン開催に変更も相次いだ。
- 北海道旅客鉄道
  - 感染拡大に伴う利用減少を受け、3月23日 - 4月23日にかけての札幌と函館、旭川、帯広などを結ぶ特急列車計656本の減便を発表。新型コロナウイルスの影響による定期路線の減便は、全国のJR各社で初[216]。
  - 4月9日 - 6月30日までの間、グランクラスの車内サービスと営業を休止。5月9日からは全列車のグランクラスの営業を休止[217][218][219]。
  - 5月7日をもって廃止される札沼線の北海道医療大学 - 新十津川間について、定期列車の最終運行日を当初予定していた5月6日から4月24日へ繰り上げを決めていたが[220]、4月17日へさらに繰り上げられた[221]。
  - 臨時列車は運休。特急も減車減便。
  - 北海道新幹線は5月28日以降、定期列車の一部についても運休し、臨時ダイヤで運転するとしたが[222]、5月22日に北海道新幹線区間のみ運休とし、東北新幹線区間は通常運転とした[223]。
- 東日本旅客鉄道
  - 3月14日に予定していた高輪ゲートウェイ駅の開業記念セレモニーを中止[224]。
  - 4月1日開始の群馬デスティネーションキャンペーンに合わせて運行する予定であった臨時列車は運行中止[225][226]。
  - 4月9日 - 6月30日までの間、グランクラスの車内サービスと営業を休止。5月9日からは全列車のグランクラスの営業を休止[219]。在来線においても4月9日 - 5月31日までの間、特急「サフィール踊り子」の車内サービス、および新幹線・在来線特急列車・普通列車グリーン車の車内販売を休止[217][218]。臨時列車は運休。
  - 東北・北海道・秋田・山形・上越・北陸新幹線は5月28日以降、定期列車の一部についても運休し、臨時ダイヤ（約6割）で運転するとした。また、中央線・常磐線特急「あずさ」「かいじ」「富士回遊」「ひたち」「ときわ」についても、5月28日以降、一部列車を運休（約8割運転）としたが[227]、5月22日に撤回した[228]。
  - 毎年5月に行われている鉄道のまち大宮 鉄道ふれあいフェアなどを始めとする車両基地・車両工場の開放イベントを2020年の開催は全て中止。
- 東海旅客鉄道
  - 3月8日に予定していた東海道新幹線における新幹線700系電車の最終運行列車となる「のぞみ315号」を運休。同時に開催を予定していた記念式典等も全て中止[229]。
  - 御厨駅の開業を記念して3月28日に運行を予定していた特急「御厨」号を運休。現地での記念乗車券の販売も中止[230]。
  - 3月末以降に運行を予定していた臨時列車運休。期間中のさわやかウォーキング等の関連イベントも全て中止。
  - 3月19日 - 3月31日まで利用の減少を見込み、東海道新幹線の臨時列車を中心に一部列車を運休。切符の払い戻し手数料は徴収しない[231]。
  - 東海道新幹線は5月11日以降、定期列車の一部についても運休とした。「のぞみ」は1時間あたり3本程度とし、このうち山陽新幹線に直通する「のぞみ」は1時間あたり1 - 2本程度とした。なお、「ひかり」「こだま」は全ての定期列車を運転する[232]。6月1日以降は全ての定期列車を運転するとした[233]。
  - ムーンライトながらは夏の運行を中止。10月16日には冬の運行も中止すると発表した[234]。
- 西日本旅客鉄道
  - 4月9日 - 6月30日までの間、グランクラスの営業[218][219]、新幹線の車内販売を休止[217]。
  - 5月8日に予定していた特急「WEST EXPRESS 銀河」の運行開始日を無期限延期[235]。
  - 臨時列車は「ビジネスサンダーバード」を除き運休[217][235]。
  - 「はるか」は定期列車の半数が運休。運行される列車も6両編成に減車されるため、増結用車両として導入した271系電車がわずか2週間で使用中止となった。
  - 5月16日から1日当たり約1400人が順番で一時帰休する[236]。
  - 山陽新幹線は5月11日以降、東海道新幹線に直通する「のぞみ」を1時間あたり1 - 2本程度運転し、九州新幹線に直通する「みずほ」「さくら」を1時間あたり1本程度運転するとした。なお、山陽新幹線内で運転する「ひかり」「こだま」は全ての定期列車を運転する[237]。6月1日以降は全ての定期の「のぞみ」を運転し[238]、6月13日以降は九州新幹線と直通する全ての定期の「みずほ」「さくら」を運転するとした[239]。
- 四国旅客鉄道
  - 3月7日 - 5月31日までの間、特急「うずしお」「剣山」における「ゆうゆうアンパンマンカー」の増結を取り止めた[240]。
  - 4月18日に予定していた観光列車「志国土佐 時代の夜明けのものがたり」の運行開始日を無期限延期[241]。
  - 臨時列車の運休[217][240]。
- 九州旅客鉄道
  - 3月16日より九州新幹線・在来線特急の臨時列車、3月20日より九州新幹線・在来線特急の定期列車、快速列車・普通列車の減便・運転区間短縮・減車を実施[242]。
  - 有田陶器市の延期に伴い、開催期間中に運行が予定されていた臨時列車（特急列車28本・普通列車105本）および同期間中の定期普通列車1列車の運転を取り止めた[243]。
  - 4月21日、4月16日に緊急事態宣言が全国へ拡大されたことを受け、ゴールデンウィーク期間中の在来線特急列車の運休を決定した。5月2日 - 5月6日までの間、JR九州管内の全ての特急列車の運転を取りやめる[244]。
  - 臨時列車の運休[217][245]。
  - 九州新幹線は5月11日以降、山陽新幹線に直通する「みずほ」「さくら」を1時間あたり1本程度運転し、九州新幹線内で運転する「つばめ」の一部についても運休や運転区間の変更を実施する[246]。
- 函館市企業局交通部
  - 4月15日から当面の間、箱館ハイカラ號の運転を取り止めた[217]。
- 小田急電鉄
  - 4月8日から当面の間、箱根フリーパス、江の島・鎌倉フリーパス、丹沢・大山フリーパス、小田急東京メトロパス、江の島1dayパスポート、宮ヶ瀬ダムハイキングパス、箱根旧街道・1号線きっぷ、日帰り温泉箱根湯寮クーポン、1日全線フリー乗車券、小江戸・川越フリークーポンの販売を中止[247]。
- 東武鉄道
  - 4月10日から当面の間、一部の企画乗車券の販売を中止[248]
  - 4月11日から当面の間、特急の車内販売を休止[249]
  - 4月11日 - 5月5日までの間、SL「大樹」の運転を取り止めた[217]。
  - 2020年3月28日に予定していた東武東上線キッズフェスタは開催を無期限延期。更に東武ファンフェスタも同年の開催は中止。
- 西武鉄道
  - 4月8日から当面の間、秩父フリーきっぷ、秩父漫遊きっぷ、小江戸・川越フリークーポン、川越アクセスきっぷ、西武線発 みさきまぐろきっぷ、西武横濱中華街グルメきっぷ、西武横浜ベイサイドきっぷ、西武東急線トライアングルパス、江の島・鎌倉フリーパス、箱根フリーパス、およびインバウンド向け企画乗車券の販売を中止[250]。
  - プロ野球公式戦延期に伴い、4月10日 - 4月30日までの間、ドームの運転を取り止めた[251]。
  - 4月11日 - 5月5日までの間、西武 旅するレストラン「52席の至福」の運転を取り止めた[217]。
- 京王電鉄
  - 4月8日から当面の間、高尾山きっぷ、新選組のふるさと巡りきっぷ、京王アミューズメントパスポートの販売を中止[252]。

- 東急電鉄

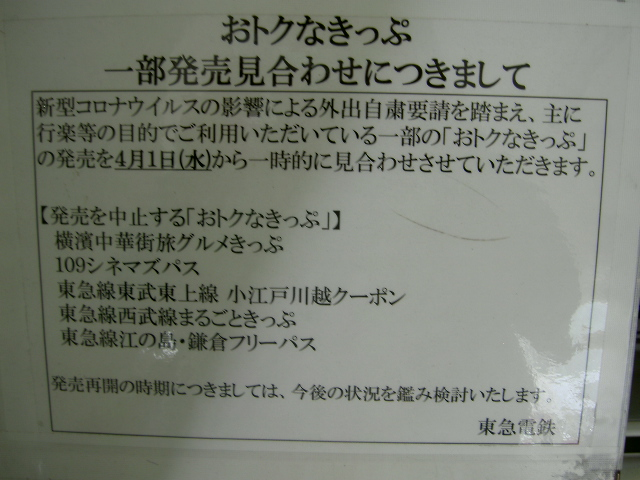
東急各種きっぷの販売中止通知

  - 4月1日より当面の間、横濱中華街旅グルメきっぷ、東急線東武東上線小江戸川越クーポン、東急線西武線まるごときっぷ、東急線江の島・鎌倉フリーパス、109シネマズパスの販売を中止[252]。

- 京浜急行電鉄

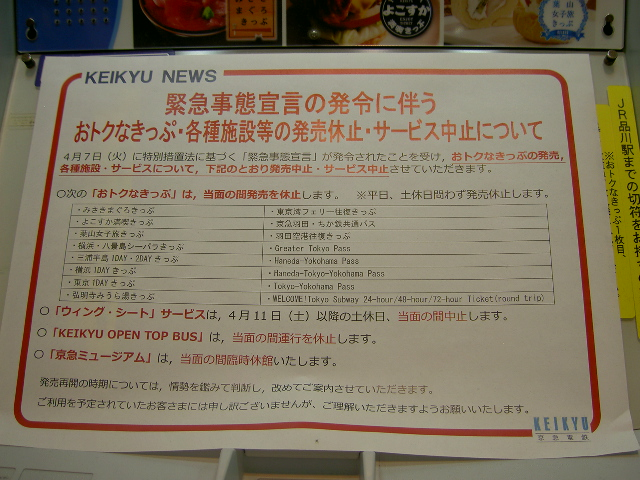
京急各種きっぷの販売中止通知

  - 4月8日から当面の間、みさきまぐろきっぷ、よこすか満喫きっぷ、葉山女子旅きっぷ、横浜・八景島シーパラきっぷ、横浜1DAYきっぷ、東京1DAYきっぷ、弘明寺みうら湯きっぷの販売を中止[253]。
  - 京急ミュージアムの営業を当面の間休止[253]。
  - 4月8日から当面の間、KEIKYU OPEN TOP BUS 三浦およびKEIKYU OPEN TOP BUS 横浜の運行を中止[253]。
  - 4月8日から当面の間、Keikyu Tourist Information Centerの営業を休止[253]。
  - 4月11日から当面の間、「ウィング・シート」サービスを中止[253]。
- 真岡鐵道
  - 3月7日 - 5月6日までの間、SLもおかの運転を取り止めた[217]。
- 秩父鉄道
  - 4月13日から当面の間、急行「秩父路」・西武鉄道直通列車の全列車と一部の普通列車を運休し、一部始発列車繰り下げ・最終列車を繰り上げを行う。また当分の間は平日・土休日にかかわらず平日ダイヤで運行する[217]。
- 小湊鉄道
  - 4月2日から当面の間、里山トロッコの運行を取り止めた[217]。
- わたらせ渓谷鐵道
  - 臨時列車の運休状況は以下の通り[217]。
    - トロッコわっしー号：4月6日 - 5月8日
    - トロッコわたらせ渓谷号、トロッコ連絡列車：4月11日 - 5月6日
- 伊豆急行
  - THE ROYAL EXPRESSの4月分の運転を取り止めた[217]。
- 大井川鐵道
  - 4月10日 - 5月29日までの間、SLかわね路号・ELかわね路号の運転を取り止めた[217]。
  - 4月14日 - 5月29日までの間、井川線全線を運休[254]。
- 名古屋臨海高速鉄道
  - 金城ふ頭地区で開催予定のイベント等が中止されたことにより、4月中に運行予定だった臨時列車の運行を全て取り止めた[255]。
- 長良川鉄道
  - 4月10日 - 5月10日までの間、ながらの運転を取り止めた[217]。
- 富士急行
  - 臨時列車の運休状況は以下の通り[217]。
    - 富士山ビュー特急（スイーツプラン）：3月14日 - 4月29日
    - 富士登山電車：4月9日から当面の間（一般車両に変更して運転）
- しなの鉄道
  - 4月10日 - 5月11日までの間、ろくもんの運転を取り止めた[217]。
- 北越急行
  - 4月19日から当面の間、「ゆめぞらII」内での上映を中止[217]。
- えちごトキめき鉄道
  - 4月10日 - 5月10日までの間、えちごトキめきリゾート雪月花の運転を取り止めた[217]。
- あいの風とやま鉄道
  - 4月11日 - 6月14日までの間、一万三千尺物語の運転を取り止めた[217][256]。
- のと鉄道
  - 4月13日から7月3日までの間、のと里山里海号の運転を取り止めた[217][257]。
- 近畿日本鉄道
  - 3月22日に予定していた高安検車区青山町車庫での鮮魚列車と「伊勢志摩お魚図鑑」を並べた撮影会を中止した[258]。（当初は延期と発表していた[259]。）
  - 4月29日 - 5月6日までの間、生駒鋼索線（生駒ケーブル）山上線（宝山寺 - 生駒山上間）を終日運休とした[260]。
  - 4月29日 - 5月10日までの間、葛城索道線（葛城山ロープウェイ）を終日運休とした[261]。
- 阪急電鉄
  - 4月11日 - 5月6日までの間、京とれいん・京とれいん雅洛の運転を取り止めた[217]。

- 嵯峨野観光鉄道
  - 4月8日 - 5月6日にかけて運休[217]。

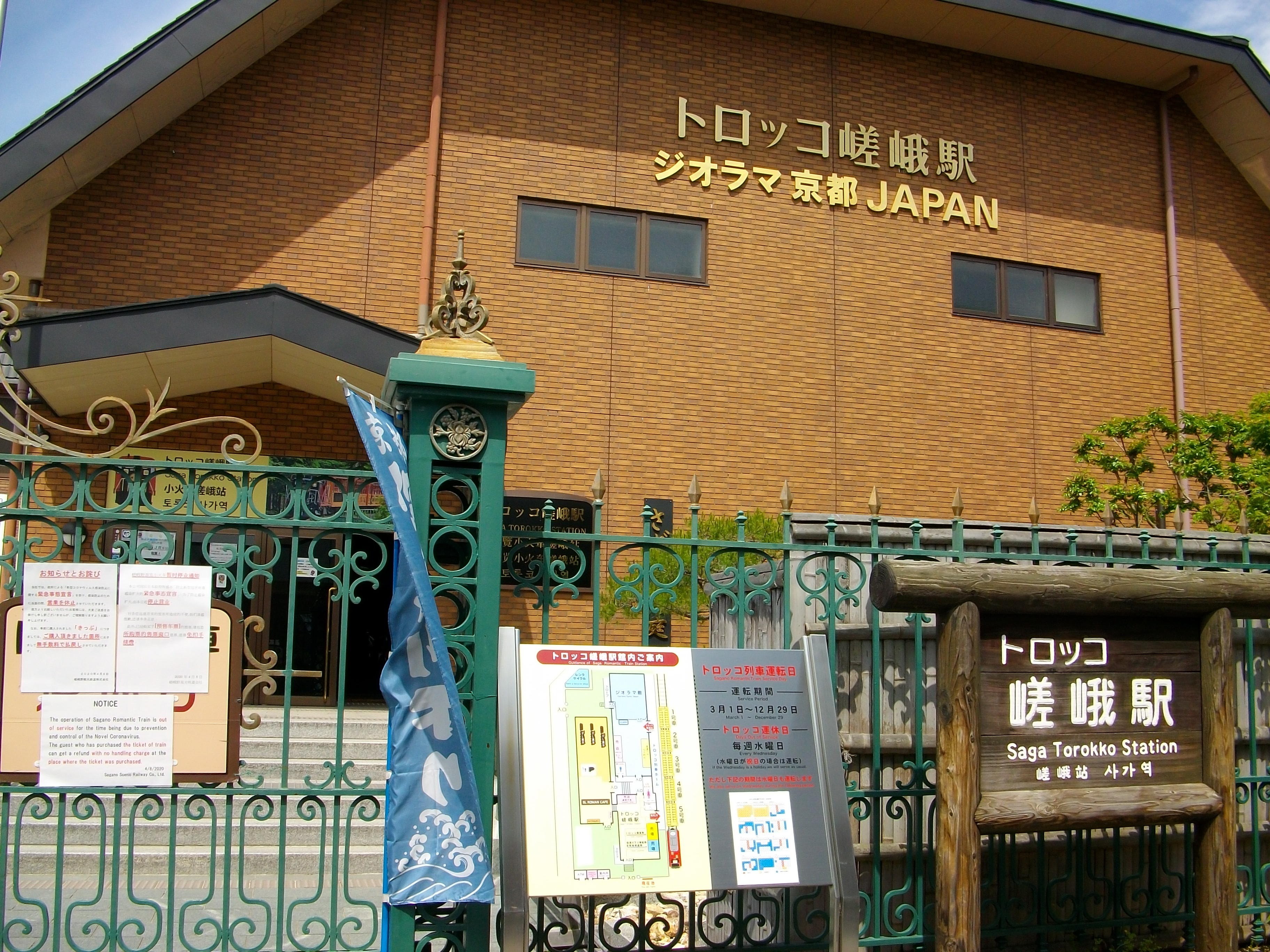
休業封鎖されたトロッコ嵯峨駅

- WILLER TRAINS（京都丹後鉄道）
  - 臨時列車の運休状況は以下の通り[217]。
    - 丹後あかまつ号：4月2日 - 5月29日までの運転日
    - 丹後くろまつ号（大人のスイーツコース、地肴コース）：4月4日 - 5月31日までの運転日
- 平成筑豊鉄道
  - 臨時列車の運休状況は以下の通り[217]。
    - レストラン列車「ことこと列車」：4月6日 - 4月26日までの運転日
    - トロッコ潮風号：3月25日から当面の間
- 西日本鉄道
  - 4月17日 - 5月6日までの間、THE RAIL KITCHEN CHIKUGOの全コースの運転を取り止めた。並びに開催予定だった「1周年記念イベント」についても中止した[217]。
- 肥薩おれんじ鉄道
  - 4月17日 - 5月6日までの間、おれんじ食堂の運転を取り止めた[217]。
- 伊予鉄道
  - 坊ちゃん列車は運休[262]。

## 製造業
- 感染拡大の影響によるマスクの品薄状態を受け、電機メーカーのシャープは、三重工場[注 8] の生産ラインの空きスペースでマスクの生産を開始[263][264]。また、アイリスオーヤマでは、既存の中国の2工場に加え、2020年6月、新たに国内（宮城県・角田工場）にマスクの生産設備を導入、安定供給を目指して生産を行う[265][266]。琉球畳のゴザを使ったマスク[267] や水着、女性用下着のカップを使ったものも作られた。
- 4月9日、花王はマスクと同様に品薄の状態が続いているアルコール消毒液[注 9] を、これまでの20倍以上に増産することを発表した[268]。
- キヤノンは、都内の本社と川崎市にある4つの事業所を4月7日から4月17日までの間、臨時休業にすることを発表した。休業中は手当を支払い、一部ではテレワークで対応する[269]。
- 東芝は、 工場などを除いてテレワークを実施しているのに加え、4月20日から5月6日まで約7万6000人に上るグループすべての従業員を対象に原則として休業とすることを決めた[270]。
- 4月17日、バンダイの子会社であるシーズは、医療現場支援のため飛沫防護マスク（フェイスシールド）の生産を4月末より始めることを発表した。グループがおもちゃ製造で培ったノウハウを生かす[271]。
- 4月17日、ホンダは、埼玉県に新型コロナウイルスの軽症患者搬送用の運転席と後部座席に仕切りを設けた、ワゴン車4台を無償貸与した。同社生産統括部埼玉製作所所長は「海外では、患者の搬送車両が不足していると聞き、会社の技術を使って考えた」と話していた[272]。
- 4月18日、和歌山県有田市は、市内の全世帯にマスク50枚を配布すると発表した。市内の作業用品を製造販売する企業「ユニワールド」からマスク58万8千枚の寄付を受け、1万1740世帯に自治会を通じて配布する[273]。
- 4月19日、OSGコーポレーションは、新型コロナウイルスの感染拡大による、緊急事態宣言が発令された7都府県に「弱酸性除菌水」計1万ケースの無償提供を開始した[274]。
- 4月21日、新潟大学の榛沢和彦特任教授は、長岡市のスポーツアパレル会社「オンヨネ」と協力し、洗って繰り返し使えるマスクを発表した。ウイルスの不活化が期待できる「光触媒」を活用し、100回ほど洗っても効果が持続するという[275]。
- トイレットペーパーやティッシュペーパーの衛生用紙の3月の国内出荷量が前年同月比27.8％増の20万522トンになり、開始した1989年以来単月で過去最高となった。これまでの最高は2005年12月の17万8,535トン[276]。
- 20日、環球時報によると、マスクの原料のメルトブロー不織布が1トンあたり約1060万円で半年前と比べ約40倍となったが、新規参入が多くなり200サンプル品の内2つしか医療用の基準に適合しない場合もあった[277]。
- 5月8日、IHIはウイルスを不活化させる機能を持つ空気清浄機を備えた隔離用テントを販売[278]
- 5月15日、レナウンが民事再生手続きに入ることが分かった。外出自粛で衣料品の販売が急減して資金繰りに行き詰まった[279]。

## 食品
コロナウイルスの流行によって、土産物として販売されている菓子の中には製造停止に陥ったところもあった。たとえば、北海道の菓子メーカーである石屋製菓は代表的な製品である白い恋人の製造をコロナウイルスによる観光客激減を理由として製造を30日間停止する。また、3月12日には「うなぎパイ」を生産販売する春華堂は売り上げが半減していることを受け13日から21日の間生産を休止することを発表した。その後SNSなどを通じての支援により予定を早めて再開したものの、同年4月10日以降より再び生産を休止し、2021年の緊急事態宣言の再発令による需要減が見込まれるため、生産量を減らすことになった。
一方、自宅待機に備え保存が出来る冷凍食品の売り上げが伸びたほか、健康志向の高まりや保存性の高さからオートミールにも人気が集まった。また、ホットケーキミックス等の粉ものも人気が集まった一方、使いさしにダニがわくというトラブルが指摘されたほか、転売する者も出てきた。

### 酒造会社の対応
- 消毒用アルコールの需要が急増し在庫の不足が深刻化したが、「消毒用」のアルコールは薬機法により製造許可を得るまで時間がかかることから、菊水酒造や宝酒造などのエタノールの製造設備を有する酒造メーカーが消毒用と同等の度数のスピリッツを「酒」として販売することで合法的に消毒用に使えるアルコールを供給する動きが見られた[288]。厚生労働省は医療機関がアルコール濃度が70％から83％の酒類を、消毒用アルコールの代用とすることを特例として容認し[289]。さらに条件次第でラベルに「手指消毒に使用可能」と表記することも認めた。国税庁も「消毒用の酒製造は問題ない」との文書を出している[290][291]。
- 沖縄県では泡盛を製造する請福酒造が濃度が77％の「請福77」を製造していたが、酒造組合は消毒用になる高濃度アルコールの製造を県内の酒造会社に依頼した[292]。
- 4月15日、新型コロナウイルスの感染拡大で需要が増していることをうけ、サントリーホールディングスは、95度のエタノールを生産し医療機関向けに無償で提供すると発表した。厚労省などを通じて医療機関や高齢者施設などに供給する[293][294]。また、焼酎やチューハイも50品目、在庫分限りで一時休売することも発表している[295]。
- 4月17日、笹一酒造は、新型コロナウイルスの感染で消毒用アルコール不足の状況から、消毒用アルコールと同等の77%のスピリッツ「笹一アルコール77」の製造を決めた。厚労省などを通じて医療機関や高齢者施設などに供給する[296]。
- 4月下旬、政府は、消毒液“代替”の酒は飲料用ではないとラベルで示せば酒税を課さない方向で調整しているとNHKが報道[297]。
- 5月1日、国税庁は、『新型コロナウイルス感染症の発生に伴う「高濃度エタノール製品」に係る酒税の取扱いについて』を発表[298]。「高濃度エタノール製品」に該当する酒類のうち、厚生労働省が定める取扱いに従って、手指消毒用エタノールの代替品として使用されるもので、容器に「飲用不可」の表示や、販売先を管理するための番号等の表示を付すこと等の条件をみたしたものを、酒税法上の不可飲処置が施されたものとして承認する（＝酒類でなくなる）ことにより酒税が課されないとした[298](p1)。

## 飲食店

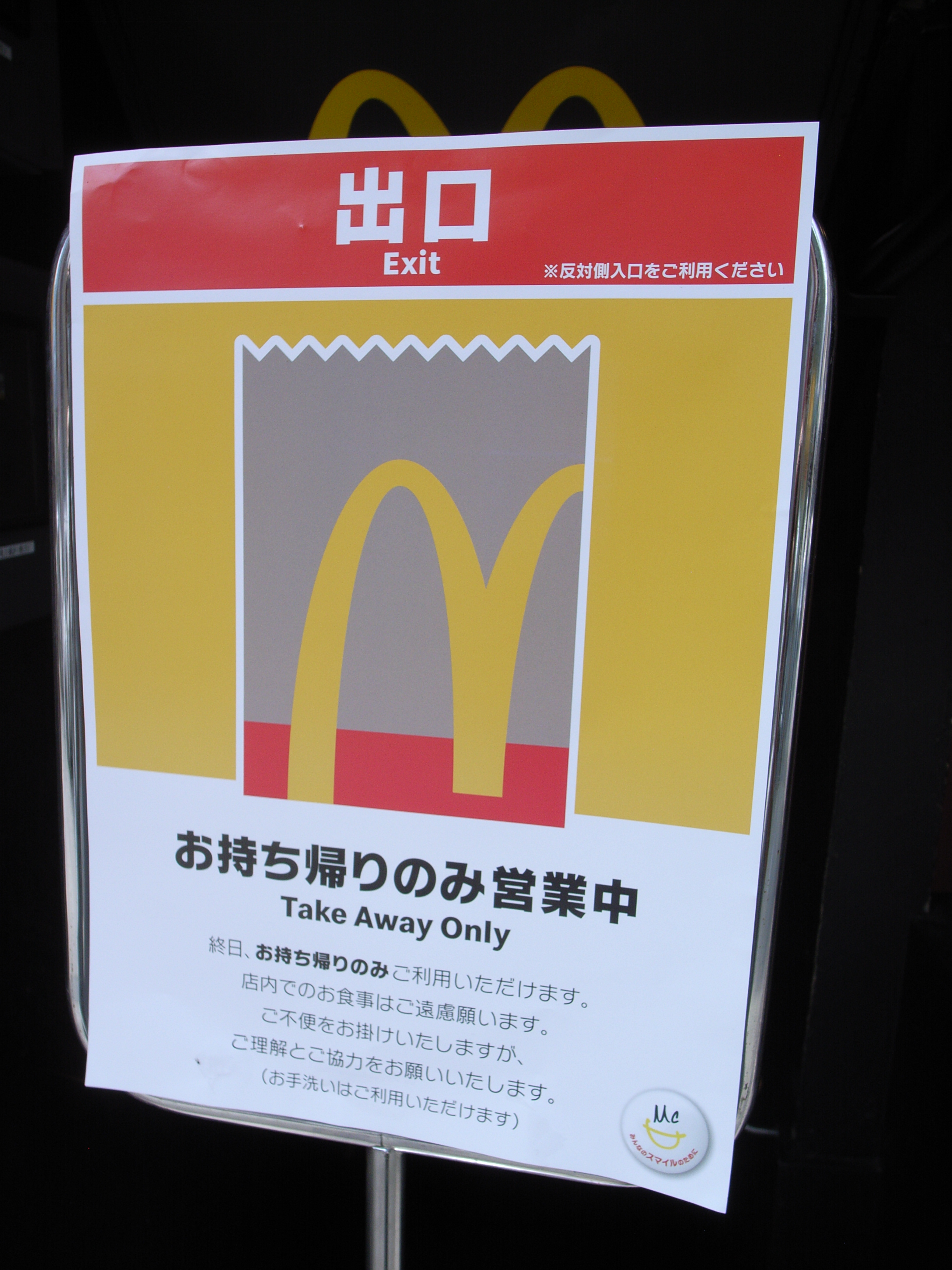
一部のマクドナルドはテイクアウトに特化

マスクを着用したカーネル・サンダース像

2020年3月時点で、バイキング形式のコーナーがあるレストランでは一部営業形態を変更するなどの対応を取った。4月に入り、臨時休業とする居酒屋チェーンが相次いだ。 日本フードサービス協会の発表によると、3月の外食の売り上げは前年同月比17.3%減で1994年1月以降最大の減少率となった。一方、4月1日、客が前払いでチケットを購入することで、コロナ禍による影響を受けた経営難に苦しむ飲食店の運転資金を支援する「未来チケット」の印刷が始まり、広島市の飲食店12店舗から発行が始められた。
他方、コーヒーチェーンのスターバックスコーヒージャパンは首都圏の店舗の営業を制限していたが、緊急事態宣言発出後の4月8日、宣言の対象である7都府県にある約850の店舗を休業し、それ以外の地域においても営業時間を短縮したり、座席の間隔をあけるなどの対応をとると発表した。それから2週間後の4月18日には、休業対象を北海道や愛知県、京都府など6道府県を加えた13都道府県の店舗に拡大した。政府が新型コロナウイルス対策を重点的に進める「特定警戒都道府県」として、緊急事態宣言を先行させた7都府県に6道府県を加えたことを受けた措置で、休業数は全国の約7割の計1100店舗に上る。5月19日朝より緊急事態宣言が解除されていない東京や大阪、兵庫など8都道府県の店舗では持ち帰りのみ、それ以外の店舗では 座席の間隔を広げて営業を再開した。
また、4月19日、日本マクドナルドは、「特定警戒都道府県」にあるすべての店舗について、20日午前5時から5月6日まで店内にある客席の利用を終日、中止することを決めた。対象は1910店舗で、すでに臨時休業している一部の店舗は除く。28日には、対象を全国約2,900店舗に広げた。
感染拡大による外食控えなどで業績が悪化し、チェーン展開する事業者の中には、ロイヤルホールディングスやジョイフルのように一部店舗を閉鎖したところもあった。
ナイトクラブやキャバクラなど接待飲食業に対する休業要請解除の見込みが立たないことから、5月22日に業界団体「日本水商売協会」が会見を開く事態となった。
コロナウイルスの流行は店舗の営業以外の面でも影響を与えた。たとえば、 串カツはこれまで「二度付け禁止」というルールの元で共有のステンレス容器からソースをつけていたが、感染拡大により、ソースをボトルで提供する店が増えたほか、おばんざいでは大皿からの取り分けから小皿での提供に切り替えられた例もあった。
さらに、感染拡大で内食需要が高まる中、それまで行っていなかったテイクアウト販売を始める飲食店も増えており、2020年には「テイクアウトグルメ」が「今年の一皿」に選ばれたほか、ドーナツ店やおにぎりなどテイクアウトの需要の高まりによって成長した分野もあった。だが、食品衛生法により、飲食店の営業許可においては、「ごはん」と「おかず」がセットになった弁当のみが販売を許可されており、惣菜のみを販売する場合は「総菜製造業」の申請・許可が必要となる。焼肉店においても、生肉を売る場合には「食肉販売業」と「食肉製品業」の営業許可が必要となる。ラーメン店が自家製チャーシューを別売りする場合にも「食肉製品製造業」の営業認可が必要となる。また、真夏の高温下でのテイクアウトやデリバリーによる食中毒の不安も懸念されている。ビュッフェやセルフサービス、手渡しのおしぼりなども中止となっている。
また、2021年12月にはコロナウイルスの流行による物流網の混乱を理由に、マックフライポテトの一部サイズの販売を休止した。

## 出版
- 栃木県足利市の日刊新聞『両毛新聞』（1946年創刊）は、以前から部数減などで経営難に陥っていたが、新型コロナウイルスの流行による広告収入の激減がとどめとなり、2020年5月9日付をもって休刊した[320]。
- ネコ・パブリッシングが不定期刊行するバス趣味雑誌『バスグラフィック』は、新型コロナウイルス感染症の流行の影響で、2020年4月に第42号を発行後、約2年にわたり事実上の休刊状態となり、2022年4月に2年ぶりに第43号が発行された[321]。
- 2020年、講談社はCOVID-19流行歌の日本を題材としたリレー小説企画「Day to Day」および、子ども向け掌編小説を夏休みの子供たちに向けて連載する「Story for you」を展開し、2021年3月25日に書籍として刊行した[322]。

### 漫画
COVID-19の感染拡大により、複数の漫画雑誌において発行スケジュールの変更が相次いだ。
- 2020年4月8日、週刊少年ジャンプを出版する集英社は同誌編集部に勤務する40代社員に新型コロナウイルス感染の疑いがあることと、20日発売予定の同誌21号（紙・デジタル版）の発売を1週間延期することを発表した。週刊少年ジャンプ21・22合併号と号数を変更したうえで27日に発売し、同誌20号は予定通り13日に発売する[323]。
- 2020年4月14日、講談社は別冊少年マガジンや月刊ヤングマガジンなど計10誌を延期した[324]。
- 2020年5月27日、週刊少年サンデーを出版する小学館は同誌連載陣の執筆作業を緩和させることを図るために臨時合併号を2度発売していくことを発表した。同誌27・28臨時合併号は6月3日に、同誌31・32臨時合併号は7月1日に発売する[325]。

また、連載作品を持っていた漫画家が雑誌への掲載を見合わせるケースもあった。たとえば、2020年5月8日、小学館の漫画雑誌「ビッグコミック」11号（5月25日発売）より当面の間、『ゴルゴ13』（さいとう・たかを）の新作の掲載を見合わせるとし、穴埋めとして12号より3号に渡って「病原体・レベル4」（1995年発表）が再録された。さいとうは1968年に連載が始まった同作において、休載は今回が初めてだとしており、その理由として複数のスタッフを一か所に集めて作業を進める現在の方法では3つの密にあたるため、作品の制作が困難になったと述べている。
また、週刊少年ジャンプ編集部は2020年5月11日の声明の中で、連載を持っている漫画家に可能な限り感染リスクの少ない執筆方法を指示しているため、原稿の完成までに時間がかかってしまい、休載となるケースが増えるだろうと述べている。
漫画の研究家である竹内美帆はメディア芸術カレントコンテンツに寄せた記事の中で、複数の人間が集まって共同で制作をする方法では密となるため、人数を減らすといった「新しい生活様式」にのっとった方法を模索するか、すでに一部の漫画家が導入している制作のデジタル化ならびにオンラインでのやり取りが主流となるだろうと推測しており、その対応の中で作品制作や編集に時間がかかってしまい、過密な制作スケジュールで進んでいた週刊連載という形式の継続が危うくなる可能性もあるだろうとしている。
また、3月の一斉休校以降は漫画の無料公開も相次いだ。
過去に発表された作品のうち、感染症（例：『リウーを待ちながら』、『エマージング』）や、パンデミック後の日常生活（例：『がっこうぐらし!』)
、菌やウイルス（『もやしもん』）を題材とした作品や、東京オリンピックのイメージが登場する『AKIRA』などにも注目が集まった。
また、漫画家による啓発活動も行われたほか、プロ・アマ問わずCOVID-19を題材とした漫画の発表が相次いだ。
2020年4月の緊急事態宣言を受け、ちばてつやら110組の漫画家たちは「この“日常が変化した瞬間”を忘れずに前へ進むため、作家と出版社にできることをしよう」という思いから、「MANGA Day to Day」というリレー漫画の企画を立ち上げ、企画の公式アカウント上で漫画を発表し、のちに講談社から単行本化された。
この企画の参加者の一人である弘兼憲史は、彼の代表作「島耕作」シリーズを例に、作中の登場人物にマスクをさせると表情がわからなくなってしまうという苦悩を描いている。竹内は漫画の研究家である岩下朋世のアドバイスであるとしたうえで、日本の漫画ではキャラクターの表情のクローズアップを通じて様々なことを伝えているため、キャラクターがマスクをすると作風によっては表情がわかりにくくなり、描きわけも難しくなるためだと説明している。
また、週刊少年ジャンプ33・34合併号（2020年7月20日発売）に読み切りとして掲載された『こちら葛飾区亀有公園前派出所』（秋本治）では、オリンピックが開く年だけに眠りから覚める日暮が、東京オリンピックの中止を知らず、マスクをつけた人々に戸惑う場面が描かれている。この回について、竹内は漫画におけるリアルの問題を考える上でも興味深い事例として取り上げている。

## 小売業
- 4月7日に発令された緊急事態宣言を受け、デパートなどは以下のような対応を取った[332]。
  - 三越伊勢丹は、首都圏の大型店舗含む33店舗を4月8日から緊急事態宣言解除まで臨時休業。
  - 大丸松坂屋百貨店は、大丸の大阪府にある梅田店と心斎橋店、兵庫県にある神戸店と芦屋店、東京都にある東京店、松坂屋の上野店を4月8日から当面休業。大丸須磨店と松坂屋高槻店は食料品の売り場のみ時間を限定して営業。
  - 髙島屋は、首都圏の各店舗で4月8日から当面、食品フロアのみで営業。大阪府にある大阪店・堺店・泉北店を食料品の売り場を除き当面休業。
  - そごう・西武は、首都圏の各店舗で4月8日から当面、食品フロアのみで営業。
  - 阪急阪神百貨店は、阪急メンズ東京と博多阪急について、4月8日から5月6日まで全館で臨時休業。大阪府・兵庫県の複数店舗では4月8日から5月6日までの予定で食料品の売り場を除き休業。
  - 松屋は、銀座本店と浅草店を4月8日から当面全館で臨時休業。
  - 東武百貨店は、池袋本店と船橋店を4月8日から5月6日まで一部の食品フロアのみで営業。
  - 京王百貨店は、新宿店と聖蹟桜ヶ丘店で4月8日から当面全館で臨時休業。
  - 小田急百貨店は、新宿店と町田店を4月8日から5月6日まで、食品フロアのみで営業。土日は食品フロアも休業する。
  - 東急百貨店は、渋谷区の本店の全館を4月8日から当面臨時休業。ほか首都圏の店舗では当面、食品フロアのみで営業。
  - パルコは、池袋、渋谷、上野にある3店舗で、4月8日から当面全館を臨時休業。ほか首都圏の店舗では4月8日から当面、食品を販売する店舗や診療所のみ営業。
  - 丸井は、首都圏の8店舗で、4月8日から当面食品フロアのみ営業。ほか全国22の店舗では、診療所やドラッグストアなどを除き原則として全館で臨時休業。
    - 元々5月末に閉店する予定だった京都マルイは、新型コロナウイルスの影響で閉店が早まり、店舗を休業したまま5月12日に閉店となった[333]。

  - アトレは、1都3県にある22の店舗で4月8日から当面、食品売り場など一部のフロアのみなで営業。
  - SHIBUYA109は、4月8日から5月上旬まで全館で臨時休業。
  - 近鉄百貨店は、大阪府の5店舗を食料品の売り場やドラッグストアなどを除き当面休業。
- ライフコーポレーションは新型コロナウイルスの影響で来店客が増加し業務量が増えたことに対する手当として、全国のすべての従業員4万人に対し、総額でおよそ3億円の一時金を支給することを決めた。総額を人数で割った単純計算では1人当たり7500円の支給になる[334]。イオンは7都府県の正社員以外の十数万人に一律一万円を、ハローズは8300人に4500万円、島忠は6200人に4.5億円、トモズは2万円か1万円を3800人に、スギ薬局は2万6千人に特別手当[335]。
- セブン-イレブン・ジャパンは2020年7月29日、店員が商品のバーコードを読み取り、客がレジに現金を投入したり、電子マネーをかざして決済するセミセルフレジを全国の店舗に9月から順次導入すると発表。ほぼ全店に当たる約20,000店で導入される見込み。客と店員の現金の手渡しが無くなり2019年新型コロナウイルス感染防止策になる。客が自分でバーコードを読み取るセルフレジは、客の年齢確認ができず、酒類やたばこの販売に使えないが、セミセルフレジは酒類やたばこの販売もバーコード読み取りが店員のため使える[336]。
- 小売店では、試供品試食販売が中止され、レジでの現金授受はウイルス付着の感染不安があることからキャッシュレス決済が促進[337]。また、レジに並ぶ客が間隔を開けるように床に立ち位置のマークがなされ、レジやカウンターなど対面接客が必要な場では、飛沫防止のため透明のアクリル板やビニールシートが設置されている。現金の授受は手渡しではなくトレイを介して行うことが推奨され、飛沫発生抑止のためレジでの品目読み上げを取りやめる店も多い。ビュッフェ式の惣菜販売やトングで取り分ける方式のパンなどは、予め包装された状態で陳列されるようになっている。
- 2021年の3度目の緊急事態宣言発令時に、日本ショッピングセンター協会・百貨店協会は、営業継続を政府などに要請している[338] 一方で休業要請で百貨店では20万円。テナント料で2万円支給する見通しである[339]。
  - 3度目の緊急事態宣言では、当初は百貨店に対して生活必需品の売り場を除き休業が要請され、その後5月に入り緊急事態宣言期間の延長に伴い、政府は百貨店の営業について緩和する方針をとったが、感染状況が悪化している東京都・大阪府はそれぞれ生活必需品の売り場を除き休業を要請するなど、自治体により対応が分かれている[340][341][342]。
  - この休業要請に対し、特に東京都にある百貨店では生活必需品を拡大解釈する動きが見られ、高級衣料品など豪奢品の販売を再開する百貨店やまた上層のフロアで販売していた鍋や洗剤なども「生活必需品」だと判断して、1階まで移動して販売する百貨店もある。豪奢品などの販売の背景には、休業協力金が支給されても百貨店の「売り上げに見合わない」「協力金も桁が足りない」などといった理由があるとされる。一方で小池百合子東京都知事は「高級衣料品など、いわゆる豪奢品は生活必需物資には該当せず、この取り扱いは国からも明確に示されております」と発言し、知事の発言を受ける形で都側は豪奢品を販売するフロアの休業を百貨店側に要請しており、営業範囲を巡って百貨店側との意見の齟齬が見られ、「豪奢品の線引きと人流抑制は、何が関係するのか」と、小池や都側の対応に疑問を呈す声もある[343][344][345][346]。

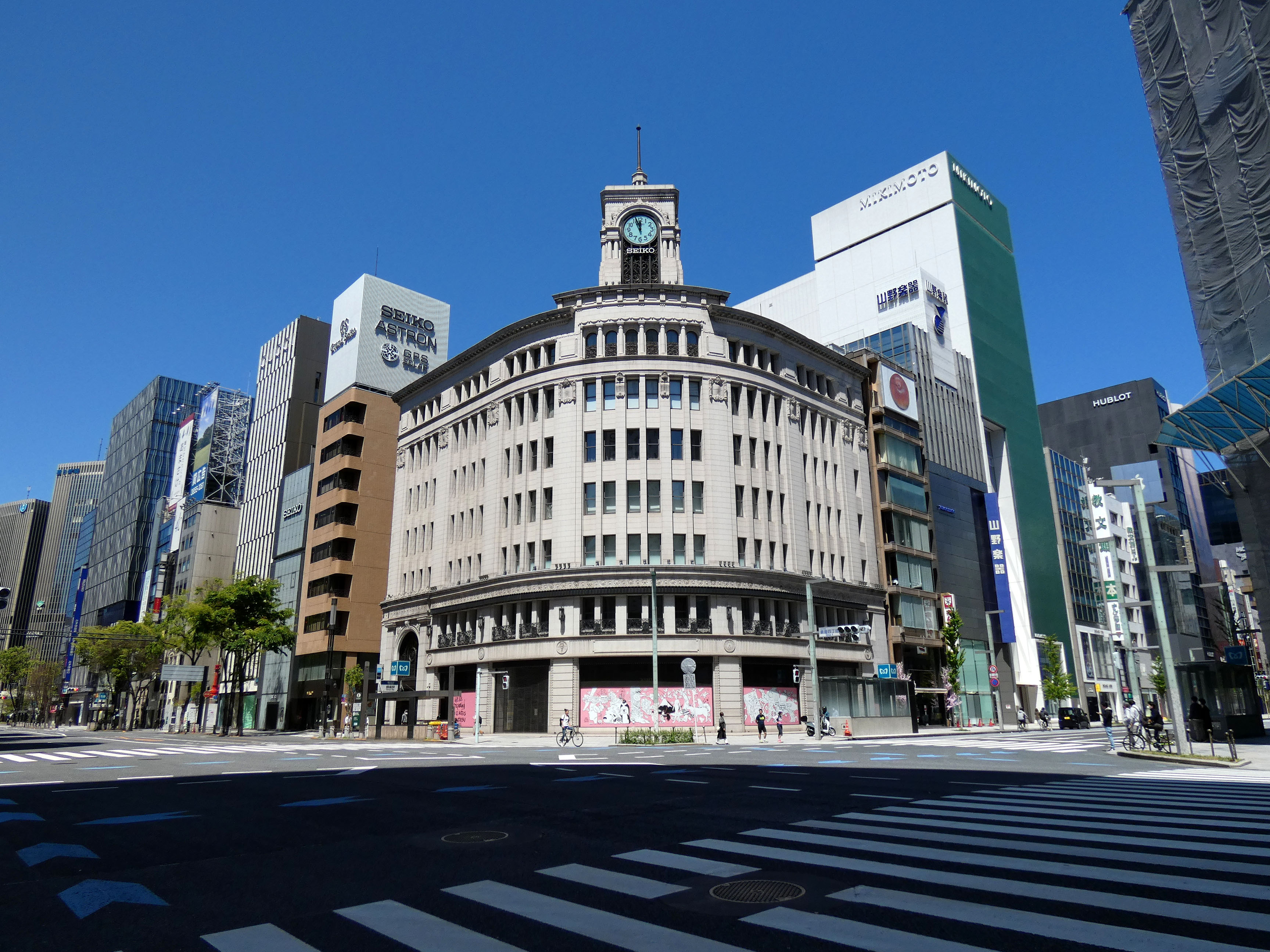
緊急事態宣言発令中の休日の銀座四丁目交差点（2020年4月19日撮影）
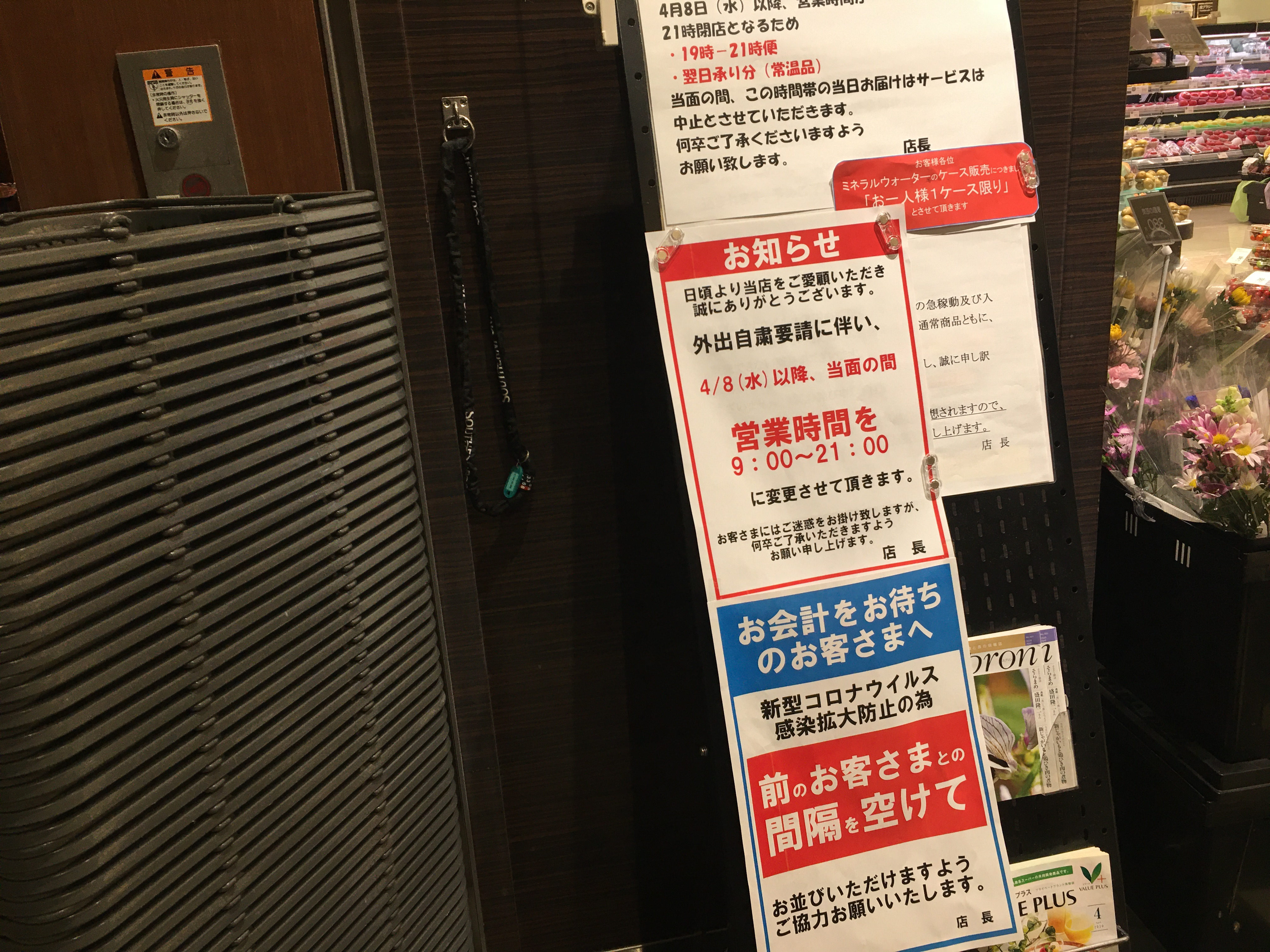
緊急事態宣言の影響により、東京都内のスーパーマーケットの営業時間を短縮する旨の張り紙（2020年4月10日撮影）
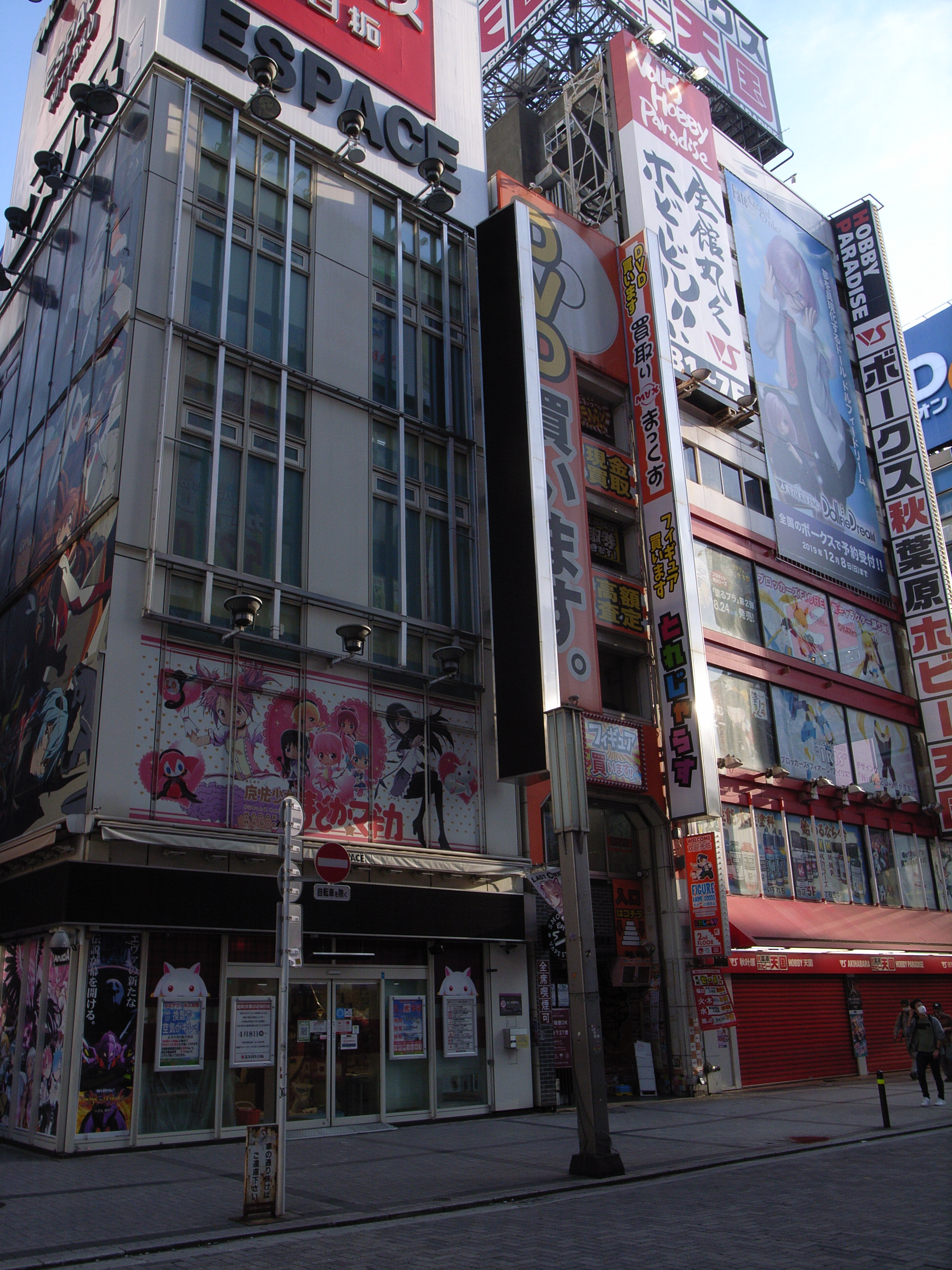
秋葉原のホビーやアイドルショップも軒並休業 （2020年5月7日撮影）
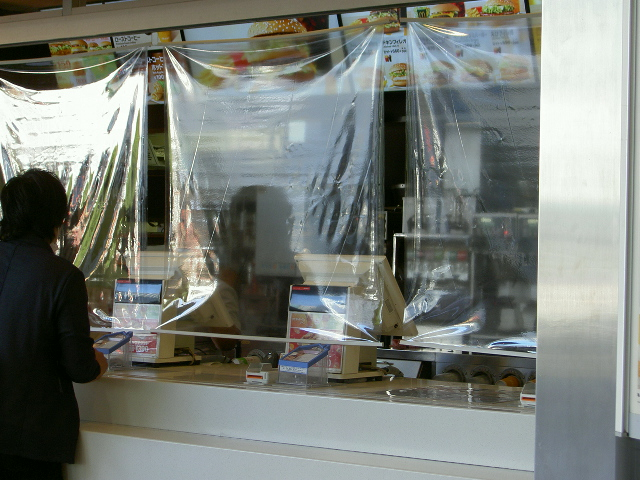
対面販売での感染を防ぐ工夫としての飛沫防止シート （2020年5月3日撮影）

## 広告業

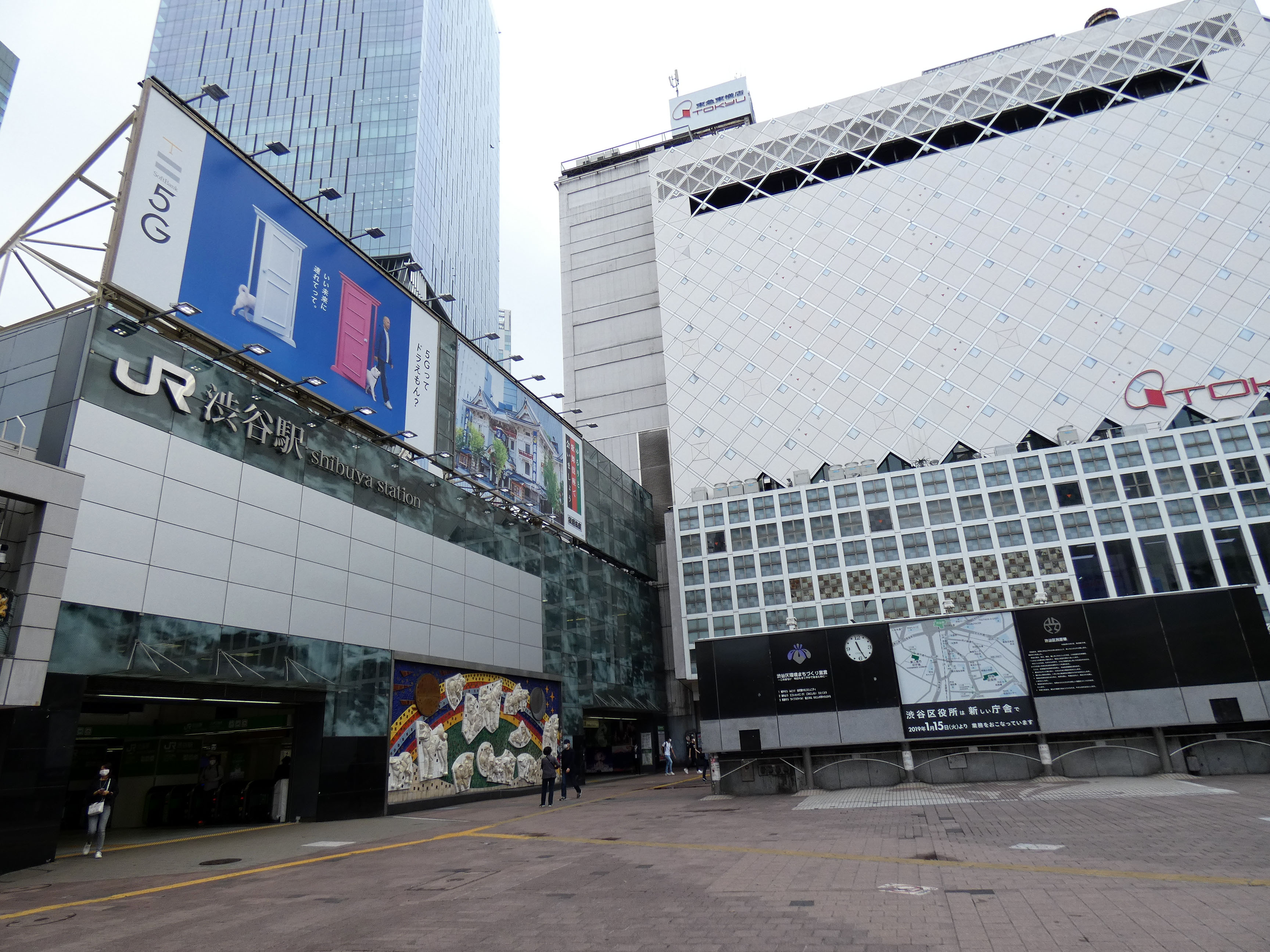
屋外広告が減った渋谷駅ハチ公口

- 集客による「密」状態を避けるため広告出稿を自粛したり、施設の休業やイベントの中止により広告を取り下げる例が相次いだ[347]。また緊急事態宣言などで外出機会が減少したことにより、宣伝効果の薄れた屋外広告や電車内広告の出稿減少が見られた[347]。一方テレビCMにおいても、業種あるいは時節にそぐわない表現によっては出稿が取り下げられ、ACジャパンのCMに差し替えられるといった例が見られた[348]。
- 未だ治療法や予防法が確立していないにもかかわらず、根拠のない予防効果などを謳った商品のチラシやネット広告が相次ぎ、消費者庁が注意を呼び掛けた[349]。

## 見本市・展示会
- 2020年2月17日、東京国際フォーラムで2月19日に開催予定だった「江戸TOKYO技とテクノの融合展2020」について、主催する東京信用保証協会ビジネスフェア実行委員会事務局は中止を発表した[350]。
- 2月14日、パシフィコ横浜で2月27日から4日間開催予定だった日本国内最大のカメラ展示会「CP+ 2020」について、主催するカメラ映像機器工業会は中止を発表した[351][352]。
- 2月19日、夢メッセみやぎで2月22日から2月24日まで開催予定だった「第12回 東北モーターショーin 仙台 2020」について、主催する日本自動車販売協会連合会宮城県支部は中止を発表した[353][354]。
- 2月19日、パシフィコ横浜と横浜ベイサイドマリーナで3月5日から3月9日まで開催予定だった「ジャパンインターナショナルボートショー2020」について、主催する日本マリン事業協会は中止を発表した[355][356]。
- 2月21日、東京ビッグサイトと幕張メッセで3月3日から6日まで開催予定だった「日経メッセ 街づくり・店づくり総合展」について、主催する日本経済新聞社は中止を決定した[357]。
- 2月21日、パシフィコ横浜で3月19日から21日まで開催予定だった「第54回ジャパンゴルフフェア2020」について、主催者が中止を発表した[358][359]。
- 2月25日、幕張メッセで3月19日から21日まで開催予定だった「第20回JAPANドラッグストアショー」について、主催する日本チェーンドラッグストア協会は中止を発表した[360]。
- 2月27日、東京ビッグサイトで3月21日から24日まで開催予定だった「AnimeJapan 2020」について、主催する一般社団法人アニメジャパンは中止を発表した[361]。
- 4月7日、新宿御苑で6月6日～7日に開催を予定していた「エコライフ・フェア2020」について、環境省は開催の延期を発表した[362]。
- 4月9日、新潟会場で4月25日から5月17日まで開催予定だった「TVアニメ「鬼滅の刃」全集中展」の延期を発表した[363]。また同じく今年予定されていた東京会場の方は中止となり、来年の春に開催を予定としている[364]。
- 4月23日、パシフィコ横浜で5月20日から22日まで、およびポートメッセなごやで7月8日から10日まで開催予定だった「自動車技術展:人とくるまのテクノロジー展」について、主催する公益社団法人自動車技術会はいずれも中止を発表、オンライン開催した[365]。
  - 2021年は当初はパシフィコ横浜で5月26日から28日まで、ポートメッセなごやで6月30日から7月2日まで開催予定であったが、いずれも実地での開催が中止され7月30日までのオンライン開催のみとなった[366][367]。
- 4月28日、パシフィコ横浜で5月28日から30日まで開催される予定だった「ジャパントラックショー2020」について、主催する一般社団法人国際物流総合研究所は開催中止を発表した[368]。
- 9月10日、第12回さっぽろオータムフェストがオンライン開催となることが発表された[369]。
- 11月20日、インテックス大阪で2021年2月12日から14日まで開催予定だった第25回大阪オートメッセ2021について、主催するオートメッセアソシエイションは開催中止を決定した[370]。
- 12月23日、幕張メッセで2021年1月15日から17日まで開催予定だった東京オートサロン2021について、東京オートサロン事務局は開催中止を決定した[371]。オンラインイベント「バーチャルオートサロン」については5月31日まで公開される[372]。
- 2021年4月22日、日本自動車工業会は同年秋に開催する予定だった東京モーターショー2021の中止を決定した。オンラインイベントの開催は行わない[373]。

## 医療・介護

### 救急医療
医療従事者は新型コロナウイルス感染症やその感染リスクを警戒しながら他の傷病者の診療にあたっている。これにより人手や病床が逼迫。救急患者の搬送先がなかなか決まらない搬送困難事案が2020年4月～2021年4月25日で8万5851件（全国52消防本部合計）と前年同期の1.46倍に増えたと消防庁が集計している。

### 医療従事者らの感染
医療機関や介護施設を中心に、業務中に新型コロナウイルスに感染して、労働者災害補償保険（労災保険）の支給対象となったケースが2021年8月時点で1万件を超えた。

### 空床補償
- 確保した病床が埋まらなかった場合
- 病床確保のために人手不足となり、休止病床がある場合

上記いずれかに該当する場合、以下の補償額が国から支給される（2020年度で1兆1,424億円の予算を計上）。
- 重症用の集中資料室（ICU） 43万6,000円/日
- 中等症用の高度治療室（HCU） 21万1,000円/日
- その他病床　　　　　　　　　　7万4,000円/日

### 医療品
- 4月15日、NISSHAはフェイスシールドを独自に作り受注予約を始めた。当面は国内10万枚、海外7万枚を目指す[376]。帝人は医療用ガウンを6月末までに900万着を供給する計画[377]。
- 4月15日、検温を義務付ける事業者が増えて来てオムロンでは3月の体温計の受注数が前年同月比2.7倍になり休日出勤などで増産している[378]。
- 4月16日、大阪府では医療用ガウン代わりの雨具の寄付を呼び掛けた[379]。
- 4月19日、IHIは、カメラの前を通る人の表面温度を瞬時に測定し、発熱者を検知するシステムを販売する。新型コロナウイルスに感染した疑いがある人の検知に役立てる。赤外線カメラで表面温度を測定する技術と、人工知能で顔認証技術を組み合わせて商品化した[380]。
- 5月25日、厚生労働省は、国が医療機関に供給したアルコール消毒液について、「濃度が低く、医療用に使えない」など、苦情が寄せられたことを明らかにした。厚労省は、品薄の消毒液を医療機関が購入できるよう業者との間を仲介した。手術には濃度70-80%台を使うが、50%台のケースも確認された。1リットル当たり2000円の価格差があり、医療機関側は製品を選べず、返品もできなかった。「濃度が低い」「詐欺では」と苦情が相次ぎ、受け取りを拒否する医療機関もあった。厚労省は、「緊急で価格や濃度に差があることを自治体や医師会を通じて知らせた」と話している[381]。
- これまで主に飲食店において使用されていた透明プラスチックマスクの用途が拡大した。飛沫拡散を抑制しつつ、表情や口の動きを見せる目的で手話通訳者[382] や劇団員、一部の公共交通事業者[383][384] に導入されたほか、熱中症やメイク崩れ対策として、また通常のマスクが着用できない感覚過敏者にも活用された。

### アルバイト診療
- 5月2日、東京女子医大病院は4月6日付で、アルバイト診療（外勤）中止を求める文書を医師に配布した。感染者が多い東京都の大学病院で、感染対策のため他の病院でのアルバイト診療を制限する動きが出ている。派遣先で感染者を診たり、適切な予防策もなく感染者を診ていれば中止させる。[385]
- 5月2日、日本大学病院は4月10日、大学病院から感染が広がるリスクを避けようと、アルバイト診療（外勤）中止を派遣先に告知した。派遣先は「人手不足で地域医療が崩壊する」と悲鳴を上げ、生活がかかる医師からも苦情が出た。高山日大医学部長は「当初は関連病院からクレームが出たが、各病院も感染拡大のリスクを考え、必要な対応だと理解してくれた」と話す。[385]

### その他
- 4月18日、厚生労働省は、インフルエンザの流行が終息とし、患者の発生状況の公表を終了した。例年より1-2カ月早く、「新型コロナウイルス感染拡大で感染防止対策を徹底した効果ではないか」としている[386]。

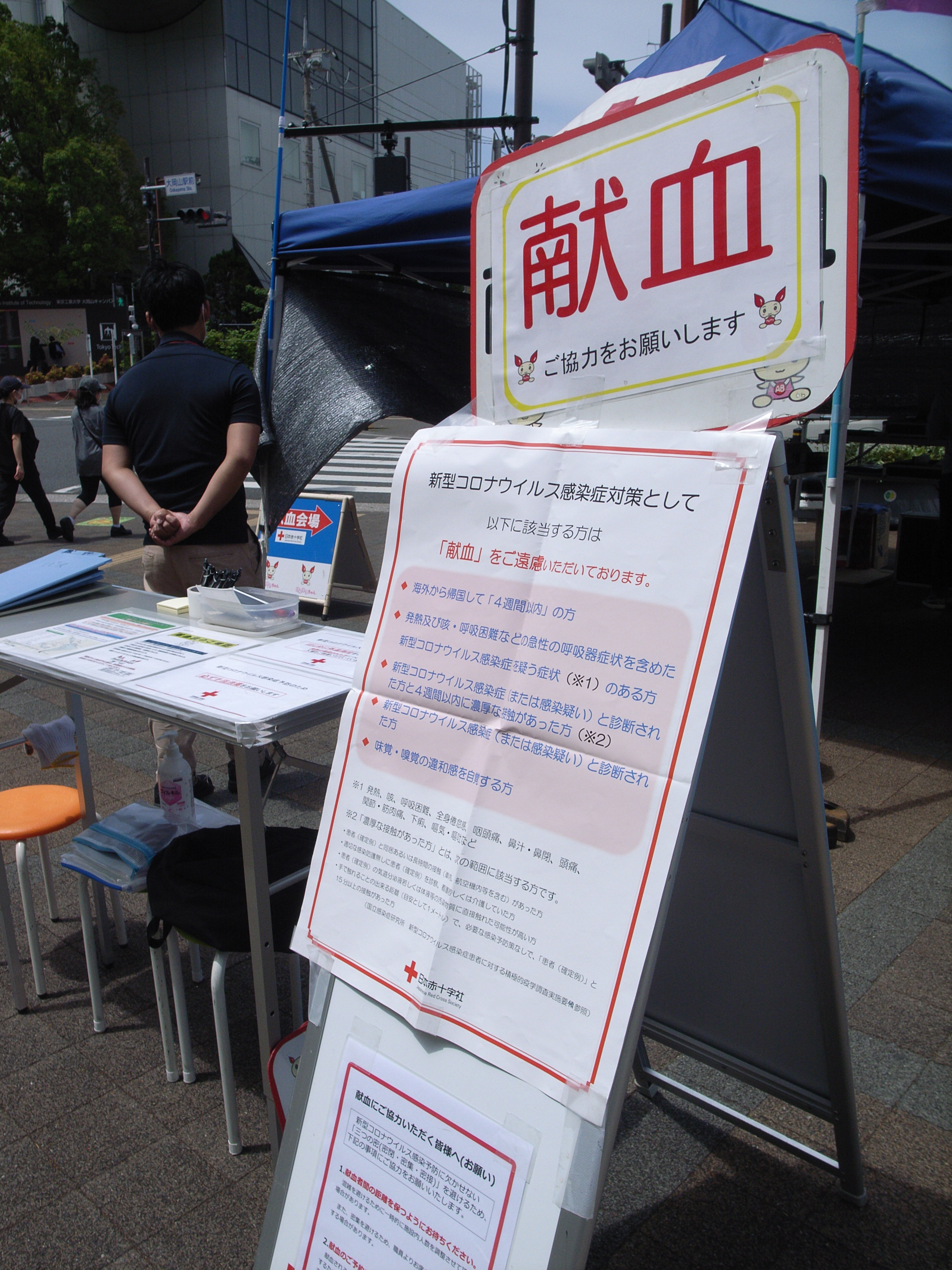
献血に際しても感染（血液汚染）を疑い条件を設定

- 4月21日、緊急事態宣言発令の影響で、献血ルームに訪れる人が減少している。医療用血液の不足が懸念され、日本赤十字社などは「献血は不要不急の外出に当たらない」と、協力を呼びかけている[387]。なお、献血者が新型コロナウイルスに感染していた場合は汚染血液となるため、新型コロナウイルス感染者（感染の疑いがある人を含む）、発熱・咳など新型コロナウイルス感染症が疑われる人、味覚・嗅覚に違和感を自覚する人には辞退してもらい、採血前に検温を行い発熱が確認された場合には遠慮してもらうといった措置を採っている[388]。
- 4月23日、政府は、医薬品や医療機器の2業種を事前届け出審査の「指定業種」に加え、日本企業が外国企業に買収されないよう外国為替及び外国貿易法の規制を強化する方針。公衆衛生確保などの観点から買収を阻止するようにする[389]。
- 5月6日、茨城県保険医協会は、会員の医療機関898カ所にアンケートを実施、回答した285機関のうち、42機関 (14.7%)が「風評被害があった」と答えた。慢性疾患患者が受診を控えるリスクも浮き彫りになった。「コロナ患者が出た」と虚偽の情報による問い合わせや、看護師の家族が「子どもを学校に通わせるべきではない」と求められた[390]。
- 5月18日、日本病院会、全日本病院協会、日本医療法人協会は、全国の4332病院を対象に、コロナ患者受け入れ病院の利益率を調査、平均で10%超の赤字が判明した。要因は患者数の減少、外来の初診患者数は1年前の4割減、コロナ患者受け入れ病院は病床利用率が67.1%と1年前より10ポイント落ち込んだ[391]。
- 5月21日、厚生労働省は、病院や保健所の人手不足に対応の医療関係者求人情報ウェブサイトを新設する。求人対象は、医師や看護師、臨床検査技師、臨床工学技士、保健師など。全国約8500か所の医療機関・保健所が利用し、施設からの求人情報を「医療人材マッチングセンター」のウェブサイトに載せ、サイトから応募できる[392]。
- 5月23日、厚生労働省は、感染重症患者の治療にかかる病院の診療報酬を、特例で3倍とする方針。4月18日から診療報酬を2倍に増額していたが、病院経営の悪化を支援する狙いがある。感染患者は他の重症患者と違い人手が必要で、特別な報酬が必要だと判断した。日本病院会など3団体の調査では、4月の269病院の利益率はマイナス11.8%だった。中等症の患者も、入院1日あたりの報酬を増額する[393]。
- 6月4日、読売新聞は、全国の自治体が公表の「医療関係者」のコロナウイルス感染者を集計、5月31日現在で1590人であることが分かった。職種が明らかな医療関係者の816人の内訳は、「看護職」は61%の498人（男性59人、女性432人、不明7人）で、年代別で見ると最も多いのは144人の20歳代である。医師は223人で、医療事務職員が44人、歯科医や薬剤師、理学療法士の感染ケースもある。順天堂大学の堀教授は、「各地で感染が拡大し、感染症診療に不慣れな病院が出てくる、国と自治体は人と物の両面で支援が必要」と述べた[394]。
- 6月4日、大阪府は、コロナ専用病床の約80%が空いていて、専用病床の取り扱いの問題が発生している。第2次感染拡大への備えの考慮も必要とされるが、重篤な救急診療や手術も中止しているなど、地域医療に影響が出ており厳しい判断を迫られている[395]。

## 観光
旅行者の減少により、宿泊施設 や貸切バス のキャンセル、国内外航空便の減便 などの影響が出ている。また、訪日外国人客数は記録的な落ち込みとなった。2020年1月は266万人だった のに対し、同年4月は記録開始以降で最少となる2900人、5月は最少をさらに更新して1700人、6月も2600人となった。2020年4月から6月のいずれも前年同期比で-99.9%である。
- 2020年4月1日から6月まで群馬デスティネーションキャンペーンが開催されているが、各地域で開催予定のイベントの中止・延期が相次いだ[402]。

### 宿泊施設
- 愛知県蒲郡市の西浦温泉にある老舗旅館「冨士見荘」では中国人観光客のキャンセルが相次ぎ、2020年2月に経営破綻した。この旅館は数年前の経営悪化後、中国人ツアー客の受け入れに注力していた。新型コロナウイルスによる経営破綻は日本では初めて[403]。
- 森鷗外の旧邸を敷地内に有する「水月ホテル 鴎外荘」はキャンセルが相次ぎ売り上げが激減したため、倒産して旧邸を保全できなくなる前に、2020年5月31日での閉館を決定した[404]。同館は鷗外が「舞姫」を執筆した場として知られる。その後、クラウドファンディングにより寄付が集まり、2021年1月より素泊まり宿として営業を再開した[405]。
- 2020年4月27日、城崎温泉旅館協同組合は同年5月末までの休業を決めた。外湯は豊岡市民のみ利用可[406]。
- 中国人旅行者の宿泊が多かった都シティ 津[407] は宿泊・宴会需要の減少のため、2020年9月1日より無期限休業となった[407][408][409] 後、2021年2月28日をもって営業を終了した[410]。
- 那須塩原市は観光関係者に毎月PCR検査を実施する費用の原資とするため[411]、2020年12月1日に入湯税の引き上げを実施した[412]。
- 宇都宮グランドホテルは、収益の柱であった婚礼・宴会需要が激減し、業績回復の見通しが立たないことから、2021年7月31日に閉館を決定した[413][414][415]。
- 株式会社京王プラザホテルは2021年12月21日、京王プラザホテル多摩（東京都多摩市）の営業を2023年1月15日をもって終了すると発表[416][417][418][419]。サンリオピューロランドに隣接する同ホテルでは、コロナ禍で急減した客室稼働率が東京都の緊急事態宣言解除後の2021年末でも回復に至らず[418]、建物の老朽化もあり営業終了を決定した[417][418]。

### 世界遺産
世界遺産を観光資源として活用するヘリテージツーリズム（遺産の商品化）を推進するユネスコが、「世界遺産がクラスターになることはあってはならない」とし、その国を代表する観光地として人が集まりやすい世界遺産の閉鎖や宗教施設の世界遺産における礼拝を制限するよう世界遺産所有国へ依頼。この通達と呼応して、国内情勢を鑑み拝観休止や来訪自粛要請する日本の世界遺産が相次いだ。
- 法隆寺地域の仏教建造物の法隆寺と法起寺が2020年4月23日～5月6日まで拝観を停止[421]。その後、緊急事態宣言の延長をうけて5月20日まで拝観停止を延期したが[422]、奈良県の緊急事態宣言解除に伴い5月21日より拝観を再開した[423]。
- 姫路城は4月9日～5月10日まで休城としていたが、緊急事態宣言の延長をうけて5月31日まで休城期間を延期した[424]。その後、兵庫県の緊急事態宣言解除に伴い5月28日から部分的に再開し、天守閣登城を6月15日から全面再開する[425]。
- 古都奈良の文化財の東大寺・興福寺・唐招提寺・薬師寺は4月下旬から5月6日まで拝観を停止したが、緊急事態宣言の延長をうけて5月末まで延期した[422]。6月1日から拝観を再開する[426]。
- 白川郷・五箇山の合掌造り集落の白川郷はゴールデンウィーク中の来村自粛を求め、4月21日には観光利用主体で名古屋と直通する高速バス白川郷線の運休や自家用車駐車場の閉鎖も決めた[427]。その後、緊急事態宣言の延長をうけて5月末まで来村自粛要請を継続し、村内の民宿の営業も停止[428]。6月1日から規制を解除した[429]。
- 日光の社寺では4月14-22日まで日光東照宮・日光二荒山神社・日光山輪王寺の二社一寺の拝観を停止したが[430]、緊急事態宣言の延長をうけて5月31日まで拝観停止を延期[431]。6月1日から拝観を再開する[432]。
- 琉球王国のグスク及び関連遺産群の首里城は2月29日～3月22日まで休城としていたが、当面の間休みを延長することとした[433]。その後、6月1日に再開した[434]。また、2019年10月31日未明に発生した火災で焼失した正殿（再建であり厳密には世界遺産登録対象ではない）の解体撤去が3月30日に始まり、正殿地下構造（世界遺産）が露出した段階に合わせ、ゴールデンウイークに特別公開を行う予定であったが、こちらも中止となり[435]、6月12日から公開されることになった[436]。
- 紀伊山地の霊場と参詣道の高野山がある高野町では感染者0を維持していることもあり[437]、金剛峯寺・壇上伽藍・奥之院などを和歌山県の緊急事態宣言が解除されるまで拝観休止とし[438]、5月14日に宣言が解除されたことをうけ同16日から金剛峯寺・奥之院、21日から壇上伽藍の拝観を再開することになった[439]。
- 石見銀山では龍源寺間歩が4月10日～5月24日まで、羅漢寺が4月10日～5月31日まで、熊谷家住宅が4月11日～5月31日まで休業とした[440]。その後、緊急事態宣言の解除に伴い5月25日から営業を再開した[441]。
- 平泉（平泉―仏国土（浄土）を表す建築・庭園及び考古学的遺跡群―）の主要構成資産である中尊寺や毛越寺は5月6日まで拝観を停止していたが、4月末時点で感染者0の岩手県は先行きを見越し、5月末まで延長することとした[442]。その後、5月25日から混雑時に入場制限を設けるなどの対応をとりつつ一部拝観を再開し、6月1日から通常に戻す[443]。
- 小笠原諸島では当面の間の来島自粛を求めた[444]。

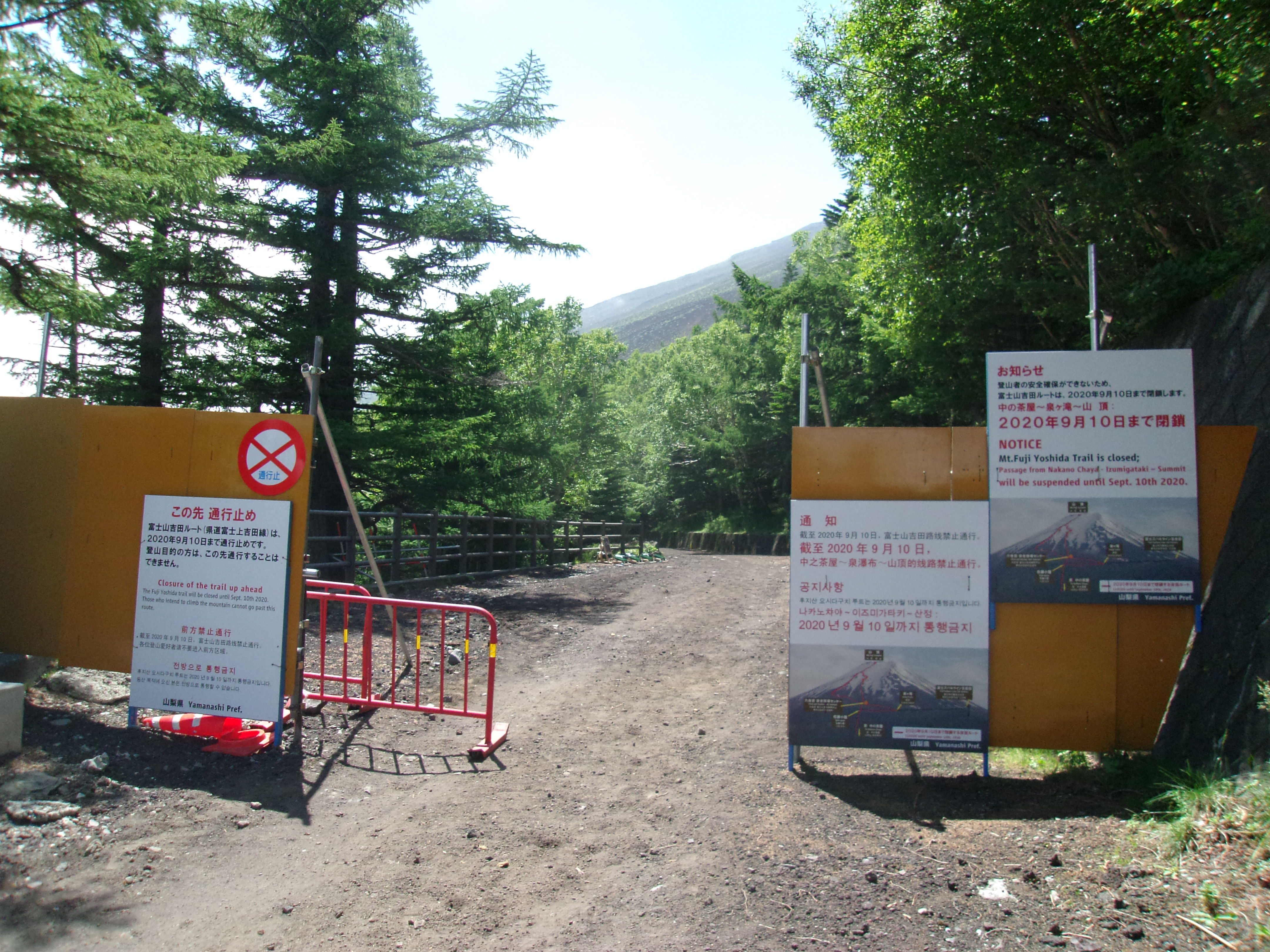
登山道を封鎖した吉田口5合目

- 富士山（富士山-信仰の対象と芸術の源泉）の周辺自治体では「ゴールデンウイーク中の来訪をお断りします」という強い共同宣言を発し、5月いっぱい静岡側では5合目に向かう富士山スカイランを、山梨側も富士スバルラインを通行止めにして富士登山バスも運休とした[445]。さらにふじあざみラインや静岡県道152号富士公園太郎坊線の閉鎖も決まったため今夏は5合目まで行くことができなくなったことをうけ、登山道も閉鎖し、入山料（保全協力金）の徴収も行わず、今季の山小屋の営業も休止とした。このような措置は史上初のこととなる[446]。その後、山梨側は6月15日からスバルラインを開通させ、五合目までは行けるようにした[447]。富士登山#新型コロナウイルスによる閉山も参照。
- 富岡製糸場と絹産業遺産群の富岡製糸場は3月29日～4月23日まで休業としていたが[448]、その後5月31日まで休業期間を延期[449]。5月14日に群馬県を含め緊急事態宣言が解除されるにあたり、富岡製糸場を訪れる7割が東京・埼玉・神奈川・千葉の宣言解除から除外された特定警戒指定地域からであることから、引き続き状況を見極めてゆくとし[450]、6月1日より再開する[451]。また、世界遺産条約に基づき設置するガイダンス施設の群馬県立世界遺産センター「世界を変える生糸(いと)の力」研究所が3月27日にオープン予定であったが延期となり[452]、6月2日に一般公開が決まったが6月中は事前予約制とし混雑を緩和する措置を講じる[453]。
- 明治日本の産業革命遺産 製鉄・製鋼、造船、石炭産業のグラバー邸や軍艦島はゴールデンウイーク中まで閉鎖していたが、緊急事態宣言の延長をうけて5月末まで閉鎖を延長[454]。6月1日から再開を決定したが、軍艦島へ向かうクルーズ船は船内での3密状態が回避できないとして6月中は運休とした[455]。
- 国立西洋美術館（ル・コルビュジエの建築作品-近代建築運動への顕著な貢献-）は2月29日～3月15日まで臨時休館としたが、さらに休館期間を延長[456]。5月21日に東京都の緊急事態宣言が解除され、都が策定した休業要請緩和に向けたロードマップの第1段階で「美術館の再開」が示されたこともあり、当初6月14日までとしていた特別企画展の開期を10月18日までとし再開準備を始め、感染防止策として予約制を導入するとしたがそのシステム構築に手間取り、美術品保護のため外気を直接取り入れる換気や紫外線照射・次亜塩素酸散布による空間消毒ができないため準備に時間を要し、ようやく6月18日の再開にこぎ着けた。なお、再開後も月曜休館であるほか、企画展閉幕後の10月19日から2022年春まで常設展も含め全館休館となる[457]。
- 長崎と天草地方の潜伏キリシタン関連遺産では、大浦天主堂はじめ構成資産に含まれる各教会のミサが中止となり[458]、五島列島では医療機関や病床が脆弱であるため当面は来島しないよう呼びかけるとともに、船着き場では検温や来島者のトレーサビリティのための質問票記入などを実施[459]。この措置に関して海外メディアは、病人の隔離地であった頭ヶ島に隠れてまで信仰を貫いた潜伏キリシタンの故事に触れ、「キリシタンの末裔は新型コロナウイルスにより再び検疫を強化し、隔絶隠遁した環境に戻しつつある」と報じた[460]。その後、地域住民信徒のミサは再開され、6月1日から順次観光客の受け入れも再開する[455]。

このほか、2020年6月末から中国で開催予定であった第44回世界遺産委員会が順延となり（再開時期未定）、登録審査を受ける予定だった奄美大島、徳之島、沖縄本島北部(やんばる)および西表島の動向が先行き不透明となり、さらに2021年に審査されることが決まっていた北海道・北東北を中心とした縄文遺跡群も持ち送りになる可能性が浮上するなど影響が及ぶことが危惧される。さらに、2022年登録審査対象の候補地選定が行われないことにもなった。
 ウィキメディア・コモンズには、コロナ流行が日本の世界遺産に与えた影響に関するカテゴリがあります。

## 美術館・博物館

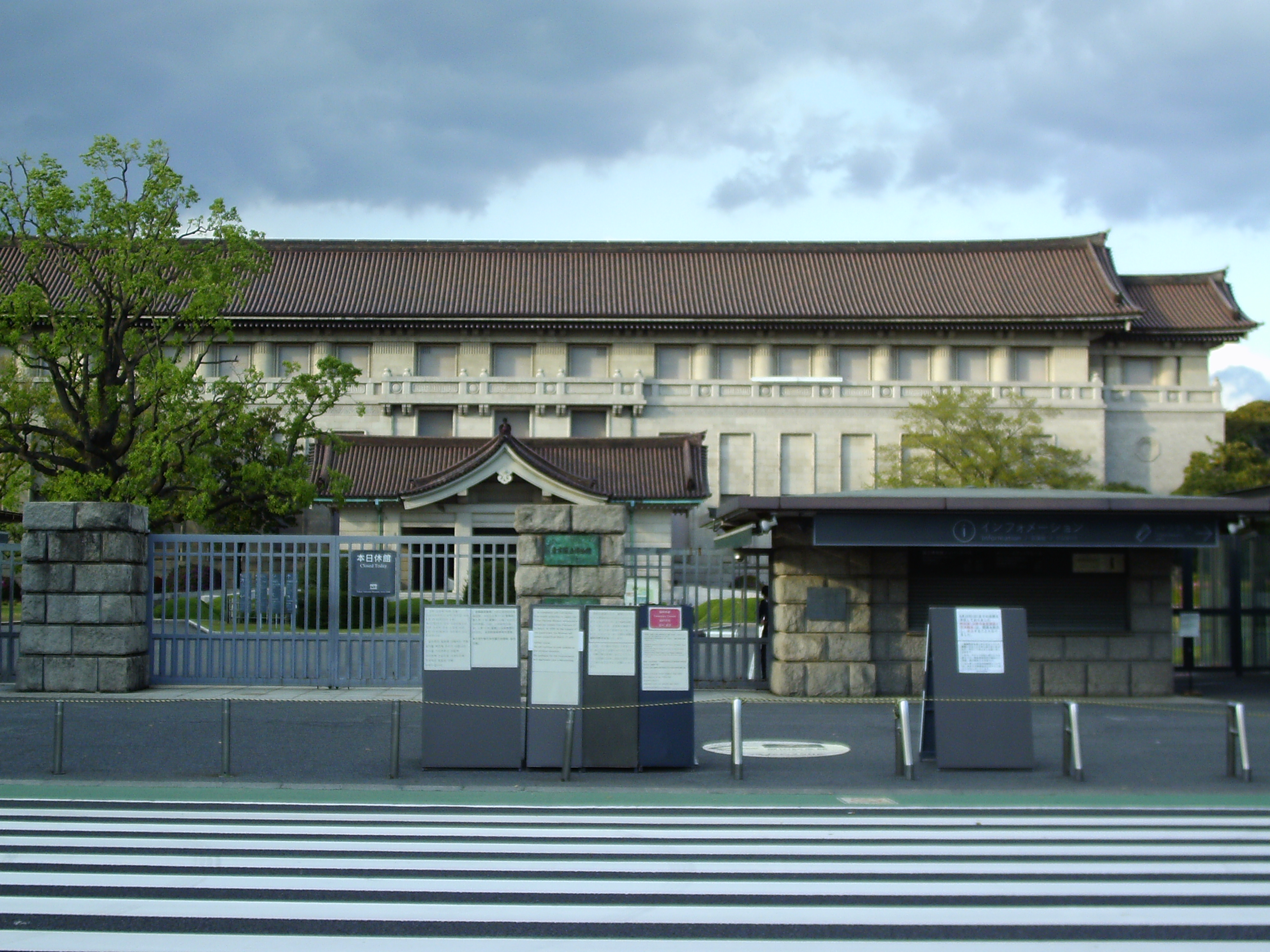
休館中の東京国立博物館

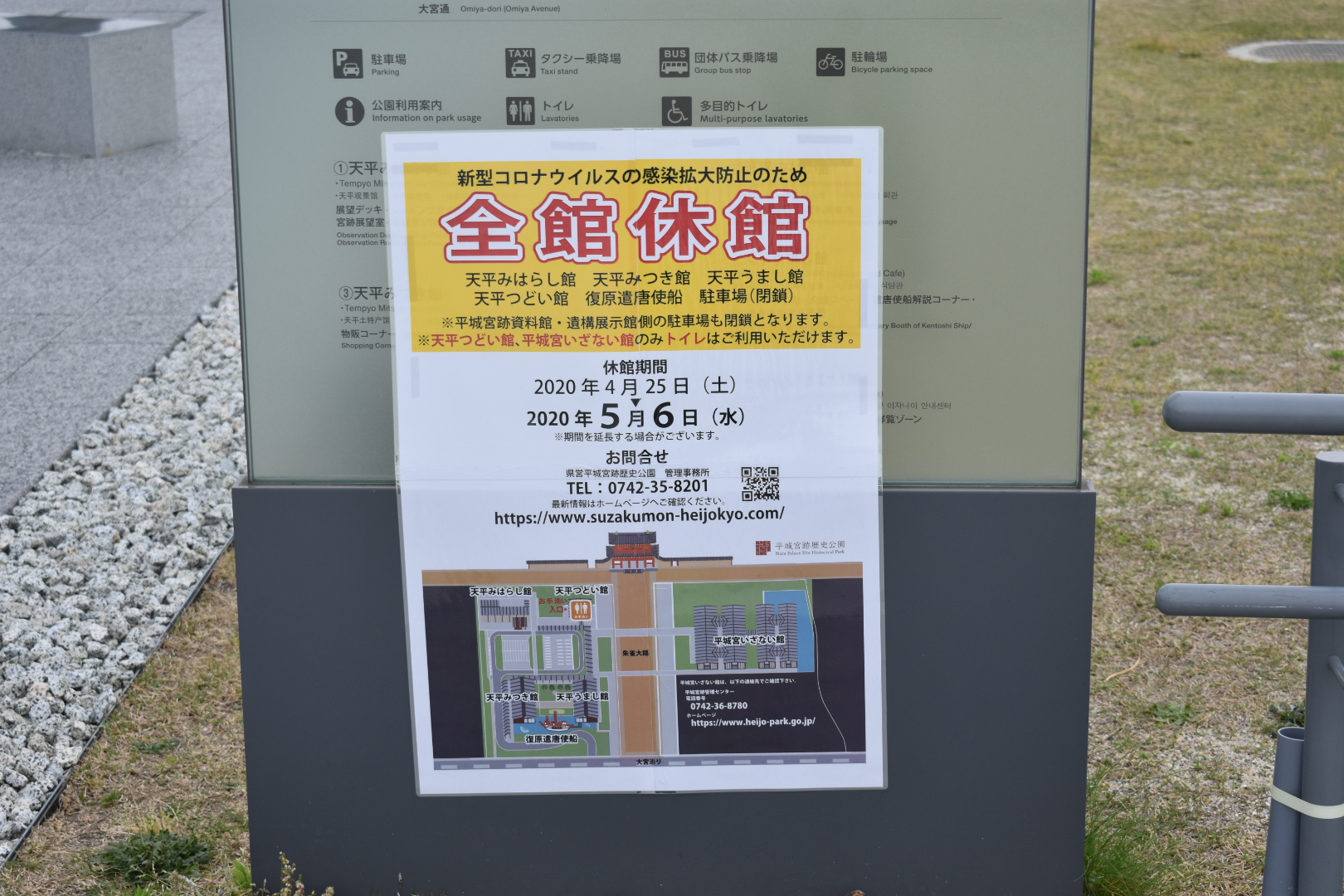
2月27日から休館している平城宮跡資料館

- 三鷹の森ジブリ美術館は、2月25日から臨時休館した[464][465]。当初は3月17日までの予定だったが、「お客様に安心して来館して頂くために十分な時間を取る必要を感じた」として、通常毎年5月に実施しているメンテナンスのための休館の期間を繰り上げて、4月28日まで延長すると発表[466]。さらに4月13日には期限を定めず延長することが発表された[467]。7月および8月は入場者を三鷹市民に限定して開館し、9月5日以降は営業時間や日数を制限した上で一般公開を再開する[468]。
- 国立文化財機構は2月26日、管轄する国立博物館を2月27日から休館することを発表した[469]。当初は3月15日までとしていたが、その後当面の間休館を継続すると発表された[470]。その後、5月26日には6月2日から再開すると発表した[471]。
- 国立科学博物館は2月29日から休館していたが、緊急事態宣言等が解除されたことを受け、6月1日より再開した[472]。
- 独立行政法人国立美術館は2月27日、管轄する美術館を2月29日から休館することを発表した[473]。当初は3月15日までとしていたが、その後当面の間休館を継続すると発表された[474]。なお、国立国際美術館は4月3日まで[475]、国立映画アーカイブは館内整備のため5月28日まで[476] の休館としている。5月18日、政府および各自治体の要請状況を踏まえるとともに、公益財団法人日本博物館協会による「博物館における新型コロナウイルス感染拡大予防ガイドライン」に基づく十分な対策を講じた上で、再開の判断を行い、具体的な再開日は各美術館ごとに決定・告知すると発表した[477]。東京国立近代美術館は6月4日に[478]、国立西洋美術館は6月18日に[479]、国立新美術館は6月11日に[480]、国立映画アーカイブは7月7日[481]、京都国立近代美術館は5月26日に[482]、国立国際美術館は6月2日に[483] 再開（予定含む）した。
- 藤子・F・不二雄ミュージアム（神奈川県川崎市）も3月5日から臨時休館した[484]。当初は3月15日までの予定だったが、その後休館期間を延長すると発表した[485]。5月31日、6月5日より再開すると発表した[486]。
- アイヌ文化の発信拠点として国土交通省などが整備を進める文化施設「ウポポイ」について、5月8日、国土交通省は緊急事態宣言の延長を受けて5月29日に延期していた開業を再延期し新たな開業時期は未定とした[487][488]。6月19日、国土交通省は、感染症対策の基本的対処方針や各種ガイドラインに基づく取組みを十分に講じた上で、ウポポイを7月12日に開業するとすると発表した[489]。
- 7月22日、12月から開催予定であった「第3回札幌国際芸術祭」の中止が発表された[490]。

## 舞台芸術

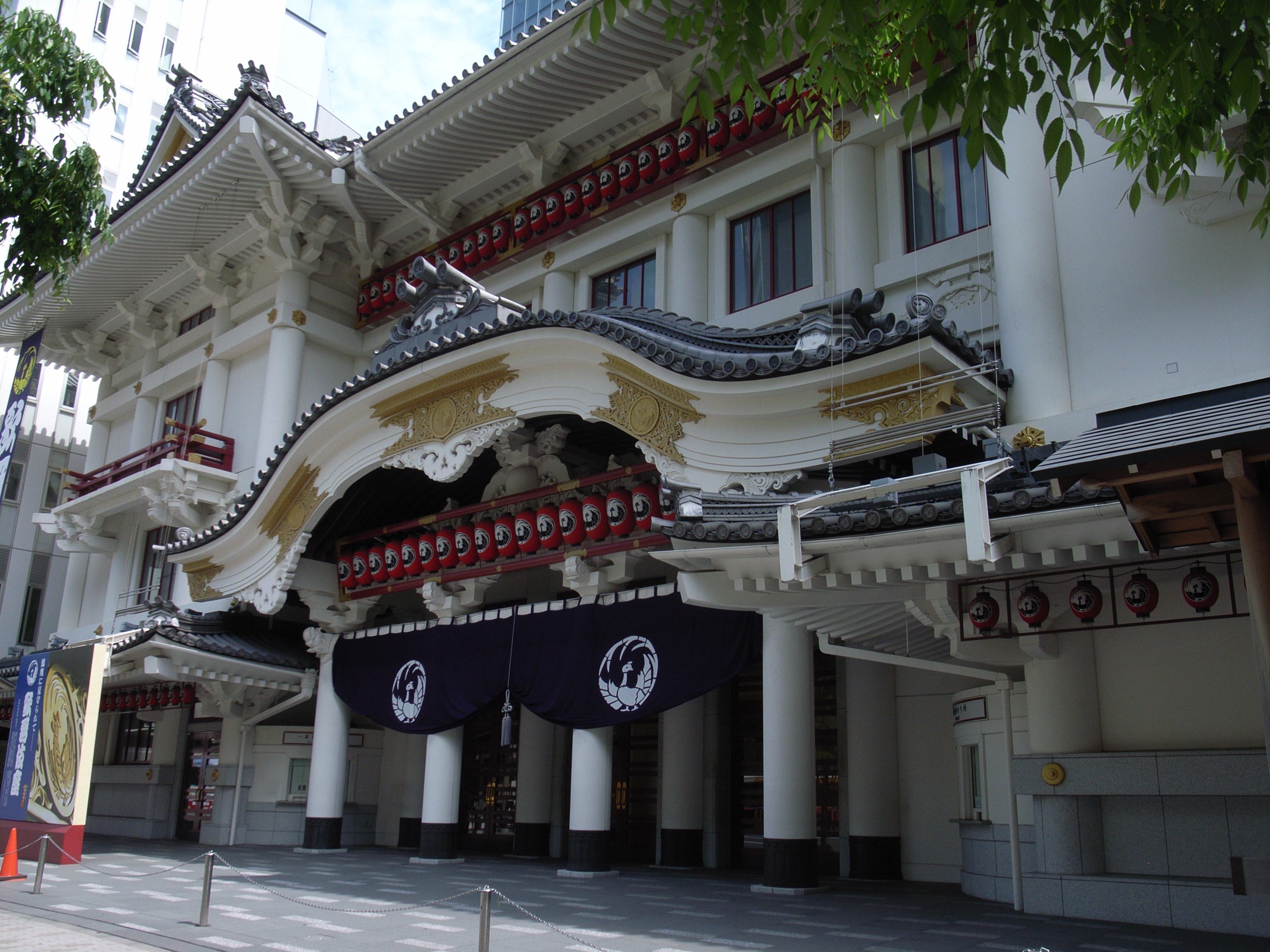
休業中の歌舞伎座

- 民主音楽協会（民音）主催の上海歌舞団・舞劇『朱鷺』の日本公演（2020年3月〜4月）が中止された[491]。
- 3月15日から17日まで、彩の国さいたま芸術劇場で上演予定だったバットシェバ舞踊団（英語: Batsheva Dance Company） / オハッド・ナハリン「Venezuela-ベネズエラ」の中止が発表された[492][493]。
- 2月1日からIHIステージアラウンド東京で上演されていた「ブロードウェイミュージカル『ウエスト・サイド・ストーリー』Season2」は、2月28日から3月10日まで（27日は休演日）の残り13公演をすべて休演すると発表した[494]。
- 宝塚歌劇団においては、2月29日から宝塚大劇場と東京宝塚劇場での公演を中止すると発表した。その後、消毒やサーモグラフィー導入などの対策を取った上で3月9日から公演を再開したが[495]、翌10日に政府が更に10日程度の大規模イベント自粛方針を決定したことを受けて、12日以降に行われる全ての公演を再度中止にすると発表した。9日の公演再開時には「宝塚がクラスター化する」など、ファンやネットの間で批判の声が上がっていた[496]。それから約4か月後の2020年7月17日、花組公演「はいからさんが通る」にて宝塚大劇場での公演を再開した。公開に当たっては、間隔を保つためにフィナーレ時の登壇人数を制限するなどといった感染対策がとられた[497]。なお、この演目は出演者の体調不良のため8月2日から公演を取りやめていたが、8月4日に出演者3名とスタッフ1名の感染が判明したため、16日まで公演は中止となった[498]。その後もこの演目の関係者の感染が相次いだため、8月31日まで公演中止となった。雪組[499] や星組[500] の演目でも感染が判明し、日程の見合わせなどが行われた。その後、『はいからさんが通る』は、演出を変更したうえで9月3日から5日まで上演が行われた[501]。また、星組公演のうち「眩耀の谷～舞い降りた新星～」と「Ray―星の光線―」は21日に公演が再開された[500]。一方、8月20日に上演予定だった星組の新人公演の代替公演は行われなかった[500]。
- 建て替えにより2020年1月24日にリニューアルオープンしたPARCO劇場では、オープニング・シリーズ3作品が影響を受けた。渡辺謙主演の『ピサロ』は3月13日から4月30日に公演予定だったが、緊急事態宣言を受け初日が延期となり、2度の休演を挟んで上演したのち、4月15日以降の公演が中止となった。その後、5月13日から6月5日に上演予定だった佐々木蔵之介主演の『佐渡島他吉の生涯』は全公演中止となった[502]。続いて7月1日から8月8日に上演予定だった三谷幸喜の『大地』は、開幕を10日間遅らせ、脚本と舞台装置を変更して「Social Distancing Version」と銘打ち、キャパシティを半分に減らして販売し直した上演と並行して各土日公演の有料ライブ配信を行った[503]。
- 5月6日、小劇場出身俳優有志の自主企画として、『12人の優しい日本人を読む会』がYouTubeで無料生配信され、クラウドファンディング「小劇場エイド基金」も立ち上げられた[504][505][506]。
- 東宝演劇部は帝国劇場やシアタークリエなどでの公演を7月上旬から順次再開したが、客席は市松状に間隔を開けた状態での販売とし、来場者には連絡先の登録を呼びかけている[507]。9月からは『ダディ・ロング・レッグズ』で地方巡回公演を再開し、移動に伴う対策として、公演地においてPCR検査可能な医療機関を確保した上、出演者やスタッフは原則一人での食事とすることとして臨み、無事ツアーを終えた。東京公演で得た知見を地方の劇場と共有して感染予防対策を平準化する狙いもあったという[508]。
- 松竹は、2020年6月29日、東京歌舞伎座の歌舞伎 公演を8月1日から再開すると発表、歌舞伎独特の客席からの掛け声(大向う)は「お断りさせていただきます」としている。4部制の公演スタイルにして、休憩無しで1時間程度の上演。1部1部の間の1時間半の間に清掃や消毒をし、大道具・裏方・表方・役者・スタッフすべてと入場者を入れ替えた後、次の部を行う[509]。もし、どこかで感染者・疑いがあった場合でもそこを休めば他の部が助かるという判断であるという[510]。
- 名古屋の御園座は、2020年3月22日から8月10日までの約5か月間休業していた[511]。2020年8月11日の「夏休み！！！吉本新喜劇＆バラエティ公演」にて興行を再開した際は、最大座席数の制限に加え、観客にはマスク着用ならびに検温・手指消毒への協力を呼びかけるといった感染対策がとられた[511]。
- 8月28日、IHIステージアラウンド東京で11月3日から12月15日まで上演予定だったミュージカル『るろうに剣心 京都編』は全公演中止とすることが発表された[512]。

## 音楽・エンターテインメント
コロナウイルスの流行を受けて、多くのイベントの中止や延期および内容変更が相次いだ。たとえば、ヒップホップグループのBAD HOPの場合、3月1日に中止はせずYouTube上で無料生配信として横浜アリーナにてワンマンライブ「BAD HOP WORLD 2020」を開催した際、音楽事務所に所属していないが故のチケット代の全額払い戻しや、本番さながらのセットでライブを行ったこともあり、メンバーが1億円以上の負債を負うこととなった。
また、 5月10日、朝日新聞社と全日本吹奏楽連盟は全日本吹奏楽コンクール、全日本小学生バンドフェスティバル、全日本マーチングコンテストの開催中止を決定した。開催中止は太平洋戦争の影響による1943年～1955年以来。2020年の全日本吹奏楽コンクール課題曲は2021年の課題曲として用いられる。なお全日本吹奏楽コンクールの予選に相当する地方大会・都道府県大会の開催可否は各地の吹奏楽連盟の判断に委ねられる。第87回NHK全国学校音楽コンクールは、5月18日に地区コンクール、ブロックコンクール、全国コンクールともにすべて中止することが発表された。全日本合唱コンクール全国大会も中止となり、同様の措置が取られた。
日本国外のミュージシャンの来日または帰国ができなくなった例もあり、たとえば アルゼンチンのギター奏者・歌手のミルタ・アルバレスは2～3月の日本ツアー後、3月30日にアルゼンチン政府が8月いっぱいまで国内線、国際線の民間航空機の運航を禁止したため帰国困難になった。なお、アルバレスは8月上旬にオランダに向けて出国するまでの間は首都圏にある支援者のアパートを間借りしていた。
一方、感染対策をして開催した例もあった。たとえば、11月5日、年末恒例のベートーヴェンの第九の合唱付き演奏会が名古屋・栄の愛知県芸術劇場コンサートホールであり、観客580人を入れて開催された。通常の市民参加型ではなく、東京混声合唱団(東混)とびわ湖ホール声楽アンサンブルの楽団員計30人が出演。東混が開発した布製の「歌えるマスク」を着け、間隔を空けて歌った。安全対策のため、客席は1階の前5列を空席にした。
エンターテインメント業界だけで数百億円規模の損害が発生するとの報道もある。ライブの中止・延期の発表が大幅に遅れた背景には、大規模なイベントの場合は台風などの天災や公共交通機関の事故、アーティストの急病などによる中止に備えて、主催者が損害保険会社との間で興行中止保険（通称：イベント保険）を契約している例が多いが、今回の感染症予防対策による中止の場合は補償の対象外にしている損保会社が多いことから、中止にした場合のチケット払い戻しやスタッフの人件費支払いなどで主催者が膨大な損害を被らなければならないこと、また、7月から開催を予定していた東京オリンピックに伴う施設の改修などのためにライブ会場が不足している状態が数年続いており、代替開催するための日時や会場を探すのが困難になっているという事情がある。
ライブなどの開催中止を受けて、チケット販売業者が音楽ライブや演劇などの公演を有料動画配信するサービスが立ち上がっている。3月中旬に電子チケット販売業者であるZAIKOが配信サービスを始めたことを皮切りに、ぴあやイープラスなど大手業者や、チケット販売を行っていない音楽関連企業などもそれぞれプラットフォームを立ち上げているが、価格設定はおおむね通常チケットの半額以下であるため、興行としてはまだ課題も多い。主催者やアーティストがYouTubeやツイキャスなどの動画配信サイトを使用して有料配信するケースも現れている。
クラシック音楽ホールでの公演では「ブラヴォー」の掛け声禁止の注意書きが表示されている

### ライブハウス
- 厚生労働省は5人以上の感染者の集団（クラスター）が発生した場所のひとつとして、大阪府のライブハウスの事例をあげている。大阪府のまとめによれば、府内4つのライブハウスで合わせて83人の感染が確認されている[529]。感染の拡大は16都府県に及んだが、3月19日には大阪府によってライブハウス関連の感染については終息宣言がなされた[530]。
- ライブハウスやクラブで集団感染が発生して以降、運営する計283事業者中、約95%にあたる270事業者が減収になったと回答している。また、89%が自粛要請に伴う減収分の補填を国や自治体に求めている[531][532]。
- 予定されていたライブが中止され、収入源が断たれた事によるライブハウスの廃業決定が各地で相次いでいる[533][534][535][536][537][538]。また、当面の運転資金をクラウドファンディングで調達するライブハウスも現れている。

## 映画
2020年2月27日に小学校、中学校、高校の一斉休校要請が出されて以来、春休みの公開を予定していた子ども向け映画の延期が相次ぎ、やがてほかの映画（ミニシアター系含む）でも公開延期が続出した。
また、作品の中には劇場での上映から動画配信サービスでの配信に切り替えたものもあった。
上映作品の不足から、映画館は感染拡大前から上映されていた『パラサイト 半地下の家族』などの作品の上映を継続した。
シネマコンプレックスなどの映画館運営会社では、チケットを原則1席ずつ空けて販売したりレイトショーの上映休止、体調不良で映画館に行けなくなった人へのチケットの払い戻しなどを行ってきた。
2020年4月7日に7都道府県に対して緊急事態宣言が発令され、対象地域内のほぼすべての映画館が休業に追い込まれた。対象ではない地域の映画館は営業を継続していたものの、客足が伸び悩んだ。
公開延期は興行収入にも打撃を与えており、東宝の2020年3月の映画営業部門興行成績は、前年同月比19.4％の12億224万円である。
2020年4月13日には全国のミニシアターを支援するクラウドファンディング「ミニシアター・エイド」が立ち上げられ、支援額は開始3日で1億円を超え、5月15日の終了時には3億3千万円に達した。
2020年5月14日には、日本映画製作者連盟より撮影時の人数などを定めた「映画撮影における新型コロナウイルス感染予防対策ガイドライン」が、2020年5月22日には、全国興行生活衛生同業組合連合会より消毒方法や座席の配置などを定めた「映画館における新型コロナウイルス感染拡大予防ガイドライン」 がそれぞれ発出された。
その後、2020年5月25日にすべての地域における宣言の解除に伴い、映画館の営業も再開したものの、客足は戻らなかった。また、アメリカ合衆国ではロックダウンの継続に伴い映画の配給ができなかったため、ハリウッドの新作映画が日本に入らず、過去の名作を上映するなどしてしのぐこととなった。
2020年7月に『今日から俺は!!劇場版』が上映され、観客収容率50%といった制約の中でヒットし、最終的な興行成績は50億円以上にのぼった。映画専門ニュースサイト「SCREEN ONLINE」のライター・源は、同作の大ヒットから自粛明けで娯楽に飢えていた人々の姿が浮き彫りになったと指摘している。
2020年9月11日に発表されたイベントの人数制限の緩和 により、9月19日から当面11月末までは、映画など感染リスクの少ないイベントについては収容率が100%以内に緩和されたが、これを受けて全国興行生活衛生同業組合連合会は「収容率100％にする場合は食事をさせないよう務める」との基準を定めた。飲食販売が重要な収益源である映画館も多く、従来通り50％以下を維持して食事販売を行うところ、100％で販売するところなど、対応はまちまちである。
2020年9月19日には、COVID-19流行下としては初めてとなる、ハリウッド超大作『TENET テネット』が上映され、こちらも大ヒットした。そして、同年10月16日にはアニメ映画『劇場版 鬼滅の刃 無限列車編』が上映され、日本歴代興行成績一位を記録するほどの大ヒットをたたき出した。複数のメディアからはヒットの一因として、ハリウッドの新作映画の供給が滞り、スクリーン数と上映回数をこの作品に充てられたことが挙げられている。また、「SCREEN ONLINE」の源は、観客側も感染対策をして映画館に行くこと自体に抵抗がなくなってきたことも指摘している。
感染が再び拡大した2021年1月7日には4都県に対して緊急事態宣言が発出されたため、同月公開予定だったアニメ映画『シン・エヴァンゲリオン劇場版』がスケジュールの変更を余儀なくされた。
もともと同作は2020年6月に公開予定だったが、感染拡大を受けてこの時期に変更した ものの、2021年1月14日、公開を再び延期する旨を公式サイトで発表した。その後、同作品は3月8日に公開された。感染状況を鑑み、公開日の午前0時に劇場で上映する「最速上映」の代わりに、動画配信サービスで本編の冒頭の一部を配信するというプロモーションが行われた。
2021年12月には、COVID-19の影響で十分な興行や配給ができなかった映画をまとめた『COME BACK映画祭ーコロナ禍で影響を受けた映画たちー』が池袋のMixalive TOKYOにて行われた。

## 放送
5月13日付けで、日本民間放送連盟により「番組制作における新型コロナウイルス感染予防対策の留意事項」が発表されている。

### 一般番組
テレビ番組においては、感染初期の2020年2月の時点から、無観客での収録や公開番組の中止・延期といった措置が取られてきた。
緊急事態宣言直前の2020年4月6日までの間には、複数の民放キー局から、ロケやスタジオでの収録やテレビドラマの撮影を休止する声明が出され、NHKにおいても、同様の措置が取られた。
生放送で行われる情報番組やワイドショー等はスタジオ収録を継続する一方、3月30日以降は多くの番組で、出演者同士の距離を2メートル以上開ける処置がとられた。また、すべてのジャンルの番組においては中継やリモートで番組に出演する形式がとられ、2020年4月7日の緊急事態宣言発出以降はリモート収録が相次いだ。
放送作家の松田健次は2020年6月の東京新聞の記事の中で「リモート収録を導入した当初は画質の悪さなどを視聴者が受け入れていたが、その後各番組の技術が上がり、リモートの特性に合った企画が登場した」と中日新聞の記事の中で話している。
このような番組のうち、フジテレビの『超逆境クイズバトル!!99人の壁』では、自社で開発したスマートフォンによる「リモート早押しシステム」と100人以上の参加者に一斉に個別情報連絡を行う「参加者連絡システム」と一般的なWeb会議システムの併用が評価され、映像情報メディア学会が主催する第48回技術振興賞・コンテンツ技術賞を受賞した。一方、高齢者による早押しクイズ対決を扱うTBSの年末特番『爆笑! 明石家さんまのご長寿グランプリ2020』では、自宅などからリモートで参加する方式に変更された。司会を務めたアナウンサーの山本匠晃はをマイナビニュースのインタビューの中で、参加者が姿勢を変えるなどして画面から姿を消してしまったり、装着しているイヤホンが外れてしまうことなどを苦労した点として挙げると同時に、イヤホンがある分耳の遠い参加者が聞き取りやすいとも話している。また、山本はスタジオ収録では移動疲れや不慣れな環境での収録が参加者の態度に影響を与えてしまうのに対し、リモート収録は慣れた場所で行うため、例年よりもやる気や安心さがにじみ出ていたと述べている。さらに、スタジオ収録では他の参加者の回答中は気遣いから黙って聞いていることが多かったのに対し、リモートでは隣に誰もいないもののほかの参加者の回答だけがイヤホンを通じて聞こえるため、自分のペースで回答するなどリモート特有の盛り上がり方があったと山本は話している。4月初めまでには、アクリル板を設置する番組も出てきた。
宣言解除直前の2020年5月13日、日本民間放送連盟（民放連）は「番組制作における新型コロナウイルス感染予防対策の留意事項」を発出し、収録時だけでなく、会議や移動時における感染対策の方針を示した。また、参考となる先行例としてスタッフや収録関係者のマスク着用や、出演者のスタジオ入りを分散させることなどを挙げた。
テレビドラマにおいては、感染対策のために放送が延期され、話数を減らして放送されることがあった。たとえば2020年6月『BG〜身辺警護人〜』（テレビ朝日系）では初回放送である第1話と第2話、そして最後の放送である第6話と第7話がまとめて拡大スペシャルとして放送された。
最初の緊急事態宣言期間中には、NHKの『今だから、新作ドラマ作ってみました』（2020年5月4 - 8日） など、出演者本人による自撮り映像を使用したり、出演者数を絞り状況設定を工夫して「三密」を避けて制作した「リモートドラマ」の制作・放映が行われたほか、宣言解除後も『リモートで殺される』(日本テレビ系、2020年7月26日)や『＃リモラブ 〜普通の恋は邪道〜』（日本テレビ系、2020年10月14日-12月23日）のようにCOVID-19の流行を設定に組み込んだ作品もいくつか放送されていた。メディア研究家の衣輪晋一は緊急事態宣言によって2020年4月期の連続ドラマの撮影が停止されたことが影響しているのではないかと指摘しており、視聴者が自分を投影できるようにコロナ禍での日々の生活を描こうとした作品もあったとはいえ、いずれも手探りの印象があったと述べている。
オリコンの中野ナガによると、これらの番組に対して、SNS上では窮屈な生活をしていたのが自分だけではないと感じたといった声が寄せられた一方、せめてエンターテインメントの世界の中だけではつらいことを忘れたいという声も寄せられたとされている。中野は、世界観にCOVID-19の流行を組み込んでいない番組に対して最初は違和感を指摘する声があったもののやがて減っていったと述べており、このことについて衣輪は視聴者がCOVID-19流行以前の日常を求めていると推測しており、ラジオの人気が伸びつつあることと関連付けている。また中野は、COVID-19の流行を反映している番組であっても、『孤独のグルメ』など複数の作品においては流行下における「癒し」を描いているため、視聴者から肯定的な評価をもらっていると述べている。
テレビドラマの中には、製作者が独自にガイドラインを制定したケースもあった。
たとえば、2020年10月に第2弾が放送された『ルパンの娘』の場合、プロデューサーの稲葉直人が制定した感染対策ガイドラインが採用された。
稲葉はガイドラインを制定した理由について、産業医から提示されたガイドラインはバラエティ番組と同じルールが適用されており、ドラマ独自のガイドラインが必要になると思ったと、FNNプライムオンラインでのインタビューの中で話している。
元々同作にはキスなどのラブシーンやアクションシーン、そして大声で歌うシーンなど、濃厚接触になりがちな場面が多かったが、最終的には愛情表現をバックハグに変更するなど、演者同士が近づきすぎないようにする措置が取られた。また脚本の打ち合わせや子役のオーディションもリモートに変更された。
2021年1月7日に1都3県で緊急事態宣言が発令された後は、感染対策を強化しながらドラマやバラエティ番組の収録を継続する方針がとられた。
一方、屋外（または日本国外）での収録を売りとしてきた番組は、外出自粛によって収録を休止せざるを得なくなった。
これらの番組の中には番組内容の変更や再放送などで対応するケースもあった一方、放送形態を変更したり、終了する番組もあった。
また、番組関係者の間で感染が広がったケースもあった。
2020年4月12日、テレビ朝日のニュース番組『報道ステーション』のメインキャスターである富川悠太が新型コロナウイルスに感染したと発表した。 他の番組関係者の中にも体調不良を訴える者がいたことから全スタッフを自宅待機させ、他番組のスタッフを緊急招集したほか、富川の代わりに小木逸平が据えられえた。
富川は『報道ステーション』2020年4月15日放送分で公開した謝罪文の中で、4月3日から4日に発熱があったものの、熱が引いたことから6～9日の番組に出演したことを明らかにしている。一方、テレビ朝日の広報担当者は9日になってから富川から体調不良の報告を受けていたため、それまでの間出演を継続させていたと説明していた。また、小木が15日の放送分で伝えたところによると、富川は4日夜と9日夜にもチーフプロデューサーに体調不良の報告をしていたが、番組担当部長へ報告されたのは9日の放送終了後であるとされている。
その後『報道ステーション』のチーフプロデューサーと番組スタッフの2人がPCR検査で陽性と判明した。なお、富川本人は6月4日の放送分で復帰した際、自分を含め番組内で5人が感染したと説明している。
その中には、出演者の感染によって番組内容の変更または終了に追い込まれたケースもあった。
たとえば日本テレビの『天才!志村どうぶつ園』の場合、総合司会を務めていたコメディアン志村けんがCOVID-19の感染による肺炎で2020年3月に死去したことにより、同年9月をもって終了し、同年10月3日から『I LOVE みんなのどうぶつ園』に改題の上、大幅リニューアルした。またテレビ東京の『石田純一のサンデーゴルフ』は司会の石田純一がコロナに感染するなどしたため、2020年6月28日を以って打ち切られた。
特に、デルタ株をはじめとする変異株が登場した2021年以降は、出演者の感染で放送スケジュールに影響が出たケースも相次いだ。たとえば、日本テレビ系の『ハコヅメ～たたかう！交番女子～』では、主演の一人である永野芽郁が7月23日にコロナに感染したことを公表しており、8月上旬に放送が予定されていた第4話と第5話が延期され、総集編に置き換えられた。その後、同作は第9話（9月15日放送）で最終回を迎えており、リアルサウンドの瀧川かおりは10分拡大とはいえ当初の予定から物語が大幅に削られると推測している。
関連イベントが中止となったり、運営する施設が閉館に追い込まれたケースもあった。加えて、CS放送局（特にスポーツ等を専門等に扱う局）では日本や世界での中止・開催延期等のため番組制作に大きく支障が出ている。

### アニメ
ジャーナリストの数土直志はニュースサイト「アニメハック」の記事で、中国・武漢での感染が拡大した2020年1月の時点では、主な外注先である中国において都市封鎖期間中も一部の作業が継続され、成果物を得られたため影響は限定的だったとしている。
音響監督の飯田里樹によると4月放送予定の作品の中でも、緊急事態宣言が発令であろうことを見越して放送延期を決めた作品もあれば、先行して作業をしていたためアフレコが進んでおり、アフレコを中断してダビングを継続した作品もあったとしている。
2020年4月7日に緊急事態宣言が発令されて以降、新規アニメ作品において制作および放送スケジュールの遅延や制作見合わせなどが相次いだ。また、宣言発令時点で放送中の作品においても新規エピソードの放送延期が相次ぎ、『ちびまる子ちゃん』のように過去に放送されたエピソードの再放送で埋め合わせる作品もあった。
元々アニメ作品は長い時間をかけて大人数で作ることが多かったが、COVID-19の蔓延により大勢が出社して作業することが厳しくなったため、テレワークに伴いデジタル作画への移行を試みる企業が出てきたほか、2020年放送の『ステイングベイビーズ』のように、アフレコ収録も含めて完全リモートワークで制作した作品も存在する。
アフレコの場合、従来は大人数での収録が一般的だったが、この方法では3つの密となることから、声優たちの間では緊急事態宣言の発令前の時点から不安の声が挙がっていた。また、飯田によると、緊急事態宣言の発令を受け、日本音声製作者連盟（以下、音声連）の方針によってすべての作品のアフレコが中止になったとされている。5月14日の宣言解除に伴いアフレコが再開され、音声連からはアフレコ人数や換気や消毒方法を定めた「音声制作における新型コロナウイルス感染症防止ガイドライン」（第一版）が発出された。
従来はブース内の席に声優たちが並んで順番を待っていたが、ガイドライン制定後は最少人数でアフレコ収録を実施した作品が増え、この方法は分散収録と呼ばれるようになった。声優プロダクションの賢プロダクション代表内海賢太郎は、大人数での収録では数時間に1本しか収録できなかったのに対し、分散収録によって1時間で1本収録できるため、仕事が増えたと感じる声優も多いとESPエンタテインメントとのインタビューの中で話している。その一方、一部の声優からは掛け合いの対象ではない共演者の演技を見られないという声が上がっている。また、音声連のガイドラインでは高齢（または持病のある）の演者への配慮についても定められており、飯田もメインキャラクターの演者であっても高齢の場合は単独で収録を行うと、フリーライター・梅田勝司とのインタビューの中で話している。
スケジュールの遅延などで制作本数が減ったことにより、2020年におけるアニメ制作業界の市場規模（事業者売上高ベース）は前年よりも低い2633 億円、翌年の2021年に至っては前年比マイナス5.2%の 2495 億 8200 万円と2年連続で縮小している。また、COVID-19の流行下においては動画配信サービスの需要が拡大しており、元請となる会社でも自社作品の数がライセンス収入を左右する結果となった。
その後、5類移行に伴いガイドラインも自主的なものになった。これにともない分散収録も緩和され、たとえば5類移行後に放送された『呪術廻戦』（第2期）に出演した瀬戸麻沙美は第1期では会えなかったキャストにも会うことができ、彼らの演技を間近で見て、掛け合いができてうれしいと公式インタビューの中で話している。

### CM
- ポカリスエット（大塚製薬）[615] 、クラフトボス（サントリー）[616] など、リモート撮影で制作されたCMが相次いで放送されている。
- 民放テレビ局・民放ラジオ局では2020年2月以降、各テーマパークや施設の休園、イベントの中止・延期、また除菌関連商品の完売及び生産が追い付かないことなどの理由により、通常のCMを自粛してACジャパンの公共広告CMへの差し替えが増加した[617]。
- 一部地域の民放テレビ局・民放ラジオ局では、該当地域の地方局が共同で制作した感染防止啓発の共同キャンペーンCMを制作し、放送している[618]。

## 報道
- 新聞・放送などのメディア関連労働組合が報道関係者に対して実施したアンケートでは、「感染の防止のため通常の対面取材が難しく、発表に頼る報道が増えた」「政府から『医療崩壊と書かないでほしい』と要請された」などの意見が上がった[619][620]。

## 伝統・恒例行事

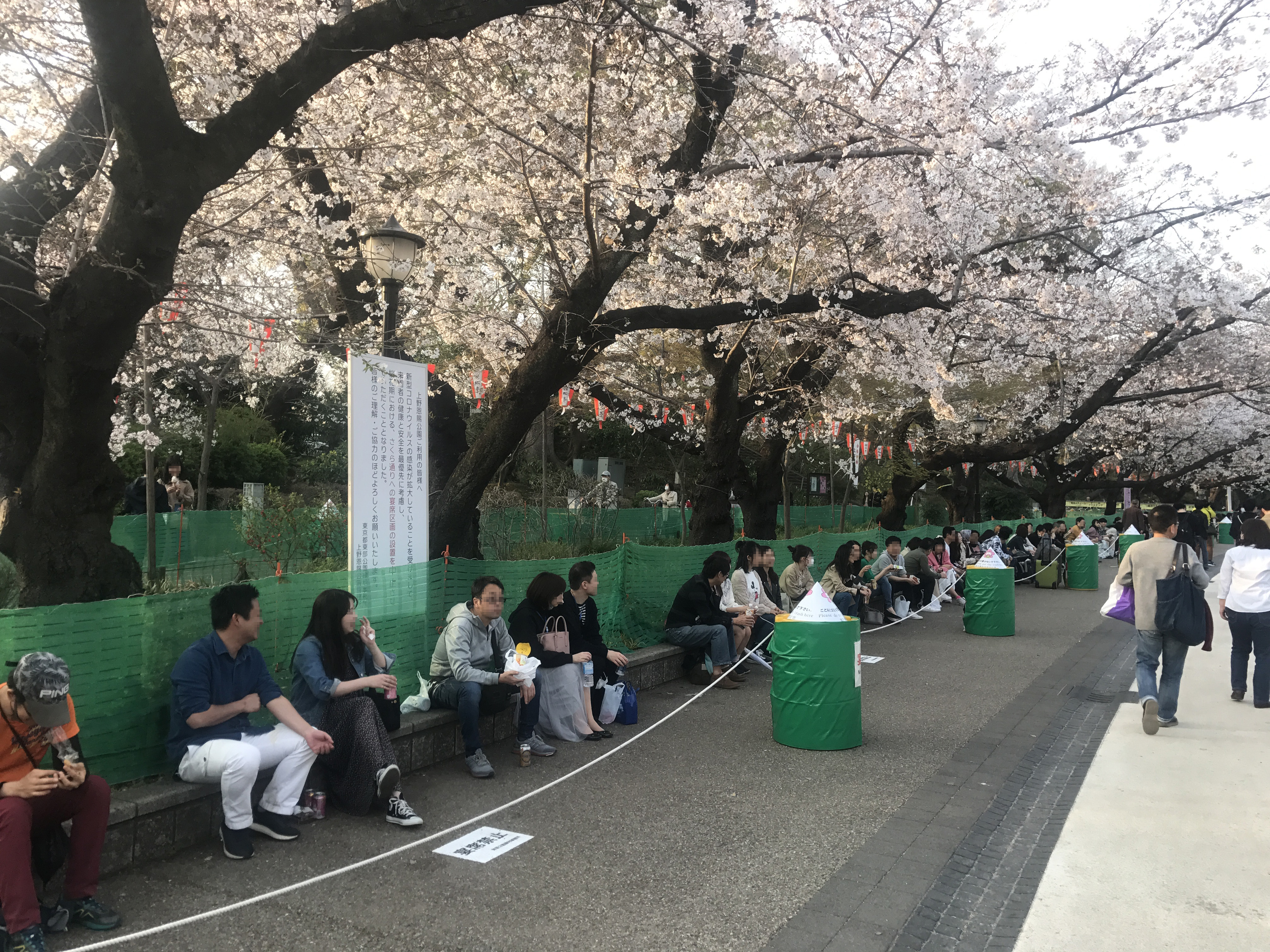
花見の名所として知られる上野公園では、さくら通りにおける宴会の開催が禁止され、ビニールシートが敷けないようにされた。

COVID-19の感染拡大に伴い、日本各地では、花見 や花火大会、ハロウィン、カウントダウンイベント といった季節の行事の中止や内容の変更が相次いだほか、浴衣 といった関連グッズの売り上げにも影響した。
他方、2020年1月28日に武漢から北海道に観光へ来た者が感染していたことが判明し、その3日後に開かれたさっぽろ雪まつりを通じて感染が拡大したことが指摘されている。また、雪まつり会場は感染対策が取られていたとはいえ、運営スタッフの詰め所や休憩所は三つの密に当てはまることが指摘されており、道内3例目と5例目はいずれも運営スタッフである。なお、2021年と2022年はオンラインで開かれ、2023年は一部会場のみでの開催となった。通常の形式での実施は5類移行後の2024年となった。
- 4月3日 - 5日に富山県富山市で開催予定であった全日本チンドンコンクールは、感染拡大の影響で、当初予定していたディズニーパレードを含むチンドン大パレードの中止や、コンクールを無観客で実施するなど、規模を縮小して開催されることになった[631] が、東京都からの12チームの参加が困難になったため、3月30日にイベント自体の中止を発表した[632]。
- 3月27日
  - 4月29日 - 5月5日に開催予定であった有田陶器市の延期が発表された[633]。初開催以来延期は初めて。なお、焼き物ファン向けに、4月29日 - 5月5日に有田陶器市のホームページ上でウェブ陶器市を実施予定で、購入者への送料を町が負担する方向で調整している。また、この期間、既存店舗での営業に一定の来場があるとみて、最低限の駐車場の確保や警備は行う方針。それから3年後の2022年4月29日に再開された[634]。
  - 5月23日に開催される予定だった江戸川区花火大会および市川市民納涼花火大会は10月24日に延期することが決定された。例年8月第一土曜日に開催されるが、2020年は東京オリンピック・パラリンピックのため開催日を繰り上げていた[635][636]。
  - 5月31日に開催予定であった鹿島ガタリンピックの中止が発表された[633]。
- 4月3日、栃木県益子町で4月29日～5月6日に開催予定だった益子春の陶器市の中止が決定された[637]。陶器市で販売される予定だった作品や商品は4月30日から5月20日までウェブ陶器市と称して通信販売が行われた[638]。
- 4月8日、青森ねぶた祭の中止が決まった。中止は青森ねぶた祭が今の形で開かれるようになった1958年（昭和33年）以降初めて[639]。
- 4月10日
  - 7月11日に開催予定だった隅田川花火大会の中止が決まった[640]。
  - 5月30日～6月8日に鹿沼市で開催を予定していた鹿沼さつき祭りの中止が決定された[641]。また5月30日の開催を予定していた鹿沼さつき祭り協賛花火大会は、2019年の台風19号で会場となる黒川河川敷の緑地公園が被災、復旧工事の完了が間に合わないため開催を中止した[642]。
  - 7月24～26日に那須烏山市で開催を予定していた山あげ祭の中止が決定された[643]。
  - 8月6～8日に行われる予定だった仙台七夕まつりの中止が決定された[644]。8月5日に開催予定だった前夜祭の花火大会も中止される[645]。
- 4月15日、5月30～31日および6月2日に開催予定だった横浜開港祭の中止が決定された[646]。
- 浅草神社奉賛会は例年5月に行われている三社祭を10月に延期する事を決定[647]。
- 4月20日、祇園祭山鉾連合会と八坂神社は祇園祭の山鉾巡行について、7月17日の前祭・同24日の後祭ともに中止すると発表した[648]。神輿渡御は1946年以来で山鉾巡行は1962年の阪急京都線の地下化工事以来[144]。また同日、博多祇園山笠振興会は例年7月1日-15日に行われる博多祇園山笠について、本年の開催を見送る（「来年（2021年）夏までの延期」という形をとる）ことを決定した[649]。
- 4月21日、阿波踊りの中止を発表[650][651]。
- 4月28日、山形花笠まつりの初めての中止が発表された。また同時に、山形大花火大会の中止も発表された[652]。
- 金沢百万石まつりは初中止。秋田竿灯まつりも中止。長崎くんちは神事のみ行う[144]。
- 5月20日、宇都宮市中心部で開催される「ふるさと宮まつり」の開催中止が決定された。例年8月第一土曜・日曜に開催されるが、2020年は東京オリンピック・パラリンピックのため9月19～20日の開催を予定していた[653]。
- 5月27日、おわら風の盆行事運営委員会は9月1日～3日に富山市で開催されるおわら風の盆の開催中止を決定した[654][655]。
- 6月12日、日本一の芋煮会フェスティバル協議会は、山形市で9月20日に開催を予定していた「日本一の芋煮会」の中止を発表した[656][657]。
- 6月23日、岸和田市の春木地区は「だんじり祭り」の中止を決定した。また岸和田地区も曳行中止を決めた町が複数ある[658][659]。去年の総来場者が約41万だったため3密が避けられないためでもある。
- 宇都宮市のフェスタin大谷は規模を縮小して開催し、大谷石の奇岩群のライトアップなどを行った[660]。

## 娯楽

### 遊園地・ランドマークなど

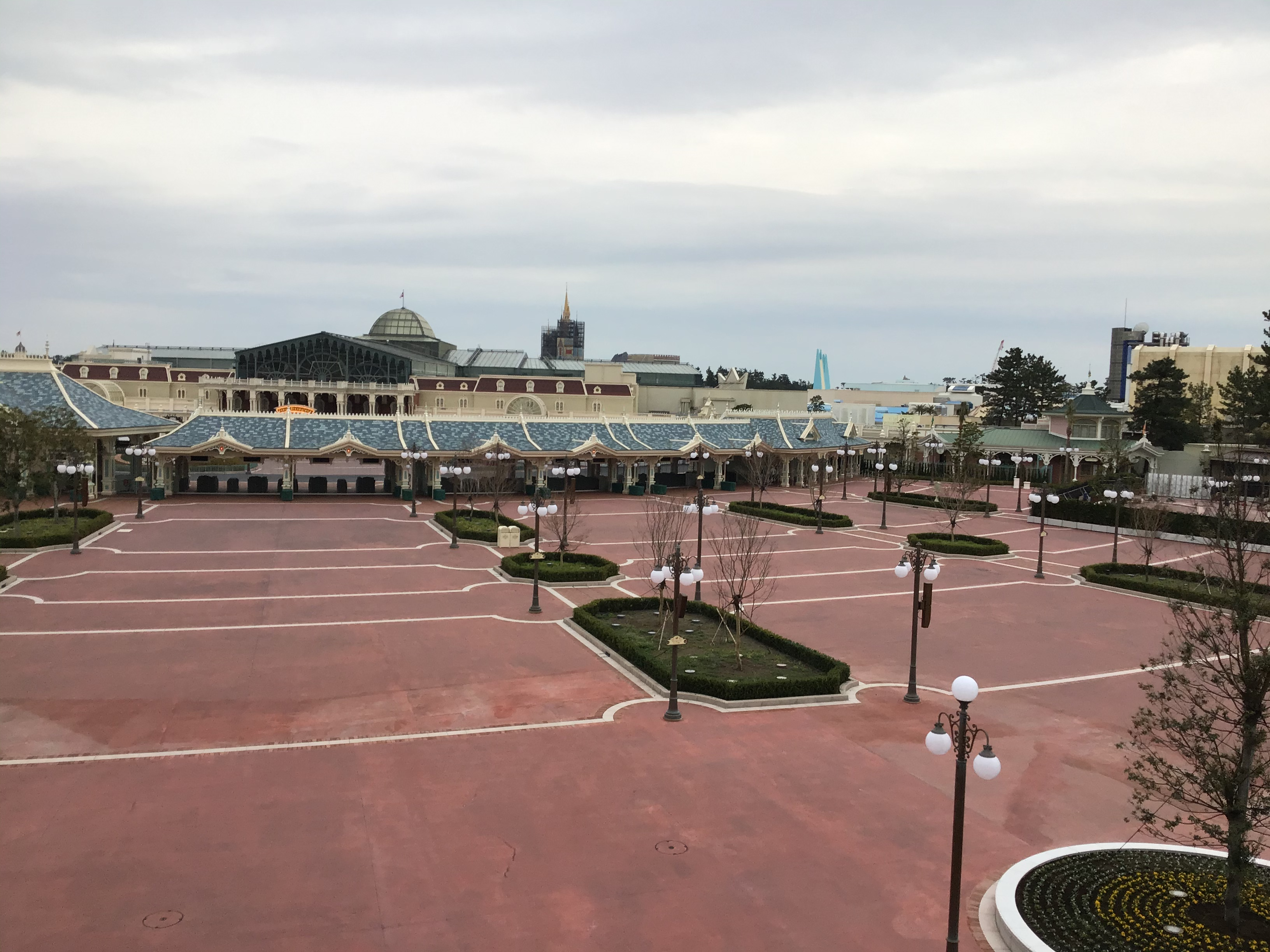
政府の自粛要請を受けて閉園した 東京ディズニーランドのメインエントランス（2月29日（土）午後撮影）

- サンリオはサンリオピューロランド（東京都多摩市）とハーモニーランド（大分県）を2020年2月22日から臨時休館した。当初は3月12日までの予定であったが、共に休園期間が延長されることが決定した[662][663][664][665][666]。サンリオピューロランドは6月15日に段階的な営業再開が発表され、7月13日 - 7月19日の間は年間パスポート所持者を対象にプレオープン、7月20日より一部制限つきで再開することが予告された。来園にあたってはパスポート券の購入に加えて事前にウェブサイトで日時指定の入場整理券を申し込む必要がある[667]。
- 東京ディズニーリゾート（東京ディズニーランド・東京ディズニーシー）を運営するオリエンタルランドは2020年2月28日、翌日の2月29日から3月15日までの臨時休園を発表した[668]。その後、3月10日に政府が10日間程度、大規模イベントなどの自粛要請を継続する方針を示したことを受け、休園の期間を4月上旬まで延長[669]。4月にはさらに臨時休園の期間を延長し、5月中旬に再開時期を判断すると発表した。これにともなって、東京ディズニーランドでの大規模開発エリアの開業時期については、施設が再開してから決定することになった[670]。その後さらに再開延期がされた後、7月1日から再開が決定された[671]
- ユニバーサル・スタジオ・ジャパン（USJ）は2020年2月28日、翌日の2月29日から3月15日までの臨時休園を発表した[668][672]。 その後も延長を繰り返し、4月7日には政府の緊急事態宣言発令を受けて4回目の延長を発表した。営業の再開は5月中旬以降としている[673]。最終的に6月19日に再開した[674]。
- 愛知県名古屋市港区のレゴランド・ジャパンは、2020年2月29日から3月22日までの臨時休園を発表[675][676]。3月23日から営業再開したが[677]、緊急事態宣言が発令されたのを受け4月10日から再び休園[678]。宣言が解除された5月22日から一部施設で営業を再開する発表した[679] が、愛知県は5月20日「遊園地に対して県独自の休業要請は継続している」として再開を延期[680][681]。その後5月22日に愛知県が要請緩和したのを受け、5月23日より営業再開した[682][683]。
- ムーミンバレーパーク（埼玉県飯能市）も、2020年2月29日から3月13日までの臨時休園を発表し、休園期間中は11:00 - 16:00まで当園を散歩道として散策の向上を目的に無料開放し[684]、3月14日より営業再開したものの[685]、3月28日に外出自粛要請の影響で同日と3月29日に2回目の臨時休園となり[686]、さらに3月30日には4月12日まで休園延長を発表[687]、後に4月7日には2回目の延長を発表した[688]。5月22日より、商業施設「メッツァビレッジ」の営業を再開し[689]、6月4日にムーミンバレーパークの営業を再開した[690]。
- 東映太秦映画村（京都府）も、3月2日から13日までの臨時休業を発表した[691]。後に3月19日まで休園延長と発表したが[692]、さらに3月18日に2回目の延長を発表した[693]。6月15日、一部施設を再開した[694]。
- 富士急ハイランド（山梨県）では、2020年3月9日の時点で屋外スケートリンクと一部の売店・飲食店を除き休止となっている[695]。
- ハウステンボス（長崎県佐世保市）は、2020年2月末から3月15日まで休園し、3月16日より一部に限り営業再開したものの、同日に業務減少を理由に派遣として働く従業員数十人の契約を一斉に打ち切っていたことが4月2日に明かされた[696]。
- 三重県鈴鹿市の鈴鹿サーキットと栃木県茂木町のツインリンクもてぎを運営するモビリティランドは、感染拡大を受け安全・安心に配慮するため2020年3月1日から29日まで臨時休園[697][698]。3月30日に一部施設を除き営業再開した[699] が、緊急事態宣言が発令されたのを受け4月10日から再び休園とすることを決めた[700][701]。5月26日、感染予防の取り組みを行ったうえで5月29日から順次営業を再開すると発表[702]。鈴鹿サーキットは遊園地モートピアを5月29日より（一部屋内施設を除く。衛生上のメンテナンスのため、7月16日まで火曜日～木曜日は休園）、国際レーシングコースやホテル、ボウリング場などは6月1日より営業再開[703]。ツインリンクもてぎはモビパークやホンダコレクションホールを5月28日より、レーシングコースや宿泊施設などは6月1日より営業再開する[704]。

なお、中止・延期となったモータースポーツ・レースイベントについては#モータースポーツの項を参照。
- 東京タワーは東京都の休業要請を受けて2020年4月8日から休業。5月28日から再開の方針を決めたが、来場者には高さ150メートルの大展望台「メインデッキ」まで、原則としておよそ600段の「オープンエア外階段」を上り下りしてもらうなどの感染防止策をとる[705]。
- サンシャイン60の展望台「スカイサーカス」は2020年3月3日から臨時休館していたが、6月8日より営業を再開した[706]。
- 志摩スペイン村（三重県志摩市）は2020年3月2日よりテーマパーク「パルケエスパーニャ」および伊勢志摩温泉「ひまわりの湯」を休業[707]、追ってホテル志摩スペイン村も休業。6月5日より営業を再開した[708]。
- とちのきファミリーランド（栃木県宇都宮市）は新アトラクション「雷様ストーム」を2020年4月15日に供用開始予定であった[709] が、4月11日より感染拡大を受け臨時休園に入っていた[710] ため、関係者約20人の前で竣工式と試乗会を行うのみとした[709]。同年5月15日に入場口での入園者の消毒・検温、住所・氏名の記入、マスク着用を徹底した上で営業を再開した[710]。
- 館山ファミリーパーク（千葉県館山市）は2020年度の来場者数が前年比42％減少、新型コロナウイルス収束の見通しが立たないことから2021年5月31日をもって営業を終了することが決定した[711]。

### 公園・レジャー

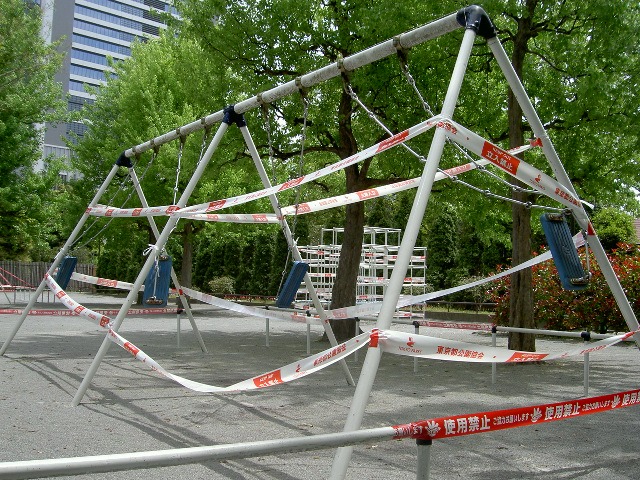
利用禁止になった公園遊具

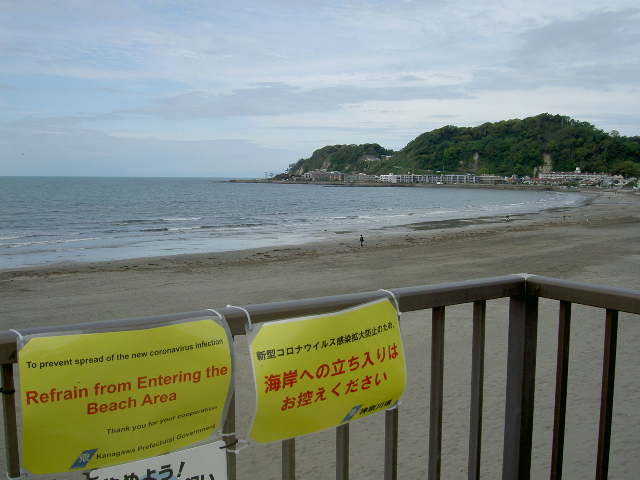
立入禁止になった湘南の海岸

- コロナ疎開によりキャンプ客が増加したため、キャンプ場を閉鎖する対応をとっている自治体などもある[712]。
- 公園で一部の遊具を使用禁止にした自治体も発生した[713]。

### パチンコ店

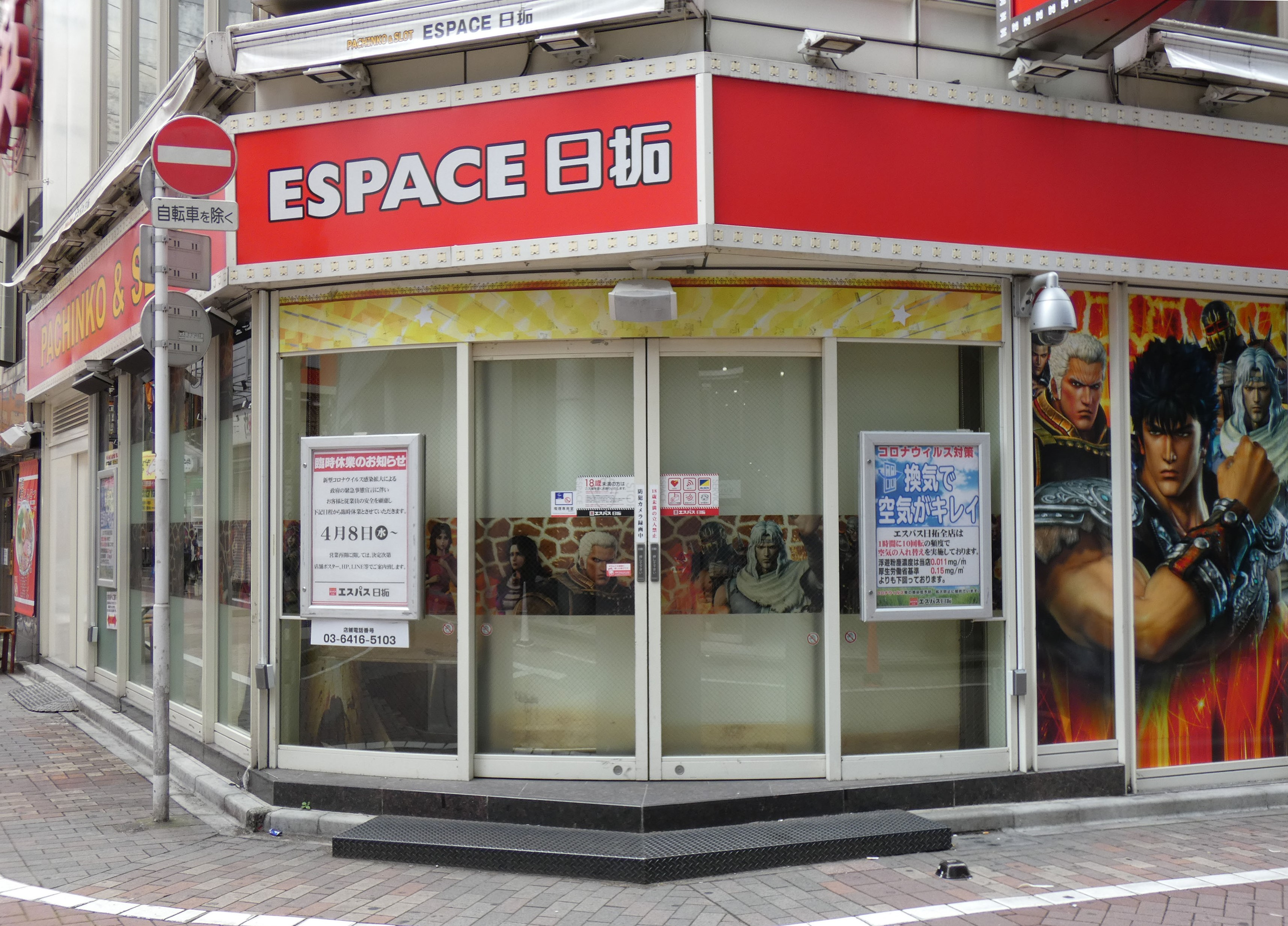
緊急事態宣言の発令直後から臨時休業となった東京・渋谷のパチンコ店（エスパス日拓）

- 緊急事態宣言以降、当初は特定7都府県（東京都・神奈川県・千葉県・埼玉県・大阪府・兵庫県・福岡県）が、拡大後は全国（4月17日時点で感染者が出ていない岩手県を除く）を中心に都道府県知事から休業の要請があった[714] ことを受け、「来店客や従業員の安全確保」を理由としてパチンコ店（パチンコ・パチスロ専門店を含む）の臨時休業が相次いだ。マルハンやキコーナ等の大手チェーン店では特定地区だけでなく全国の店舗（あるいは大半）を休業している[715][716]。休業した店舗や企業には自治体から支援金が支給される[717]（自治体によって金額が異なるほか支給しないところもある）。
- 一方で、休業要請には強制力がない（当初は支援金などの具体策の提示もなかった）ことから、時短営業や消毒などの措置を取った上で店舗営業を続ける店舗も存在する。理由として「休業によって従業員の生活が確保できず経営が悪化する」「本部の意向で決まるため、店舗単独では決定できない」などがある。営業中の店舗に顧客が集中し「三密」状態を懸念する声もある[718]。
- 一方、大阪府の吉村洋文知事は4月24日、新型インフルエンザ等対策特別措置法に基づき休業要請に応じていないうちの6店舗の店名を公開、東京都の小池百合子知事も「要請に応じない場合は店名公表を検討する」と述べた[719]。公表後、一部店舗は翌日から休業したためリストから除外されたが他店舗の一つでは「従業員の生活がある為（営業継続を）理解して欲しい」と休業に難色を示している[720]。また、営業を継続している福岡県内の店舗経営者は「やり方が乱暴であり、社会全体が『パチンコ店を悪』とする風潮に恐怖を感じる。」「法律違反ではないのにまるで魔女狩りのようだ」「保証が十分ではないままの休業要請は日本国憲法の生存権や財産権を侵害している」と主張している[721][722][723]。
- その後、4月27日に兵庫県[724]、4月28日に茨城県と群馬県[725][726]、4月29日に福岡県が休業要請に応じなかったパチンコ店の店名や住所・公表理由をホームページや記者会見で発表している[727]。

### イベント
- 2020年3月15日に大阪市浪速区で予定されていた第16回日本橋ストリートフェスタが中止となった[728]。
- ドワンゴは幕張メッセで4月18日と19日に開催予定だった「ニコニコ超会議2020」「闘会議2020」を中止。代替ネットイベント「ニコニコネット超会議2020」を開催[729]。緊急事態宣言の発令により予定されていた一部企画の開催を断念したが、当該企画の代替開催を兼ねて、更に同じく開催を断念したニコニコ町会議・闘会議の代替企画を統合した上で夏季にも開催された[730]。
- コミックマーケット準備会は3月27日、東京ビッグサイトで5月2日から5月5日まで開催予定だった「コミックマーケット98（C98）」の中止を発表した[731]。なおコミックマーケットの開催中止は1975年の開始以来初となる[731]。また7月12日には、冬に開催予定だった「C99」についても開催が困難であるとして、翌2021年GWの開催をめどに延期することを発表した[732]。
- 2020年3月17日に予定されていた「スカパー!アダルト放送大賞2020」の授賞式が同年11月28日に延期され、無観客で開催された[733]。

### ゲーム
外出自粛要請が出たことで、屋内で遊べるゲーム機器などが売れた。「巣ごもり生活に伴う運動不足を解消したい」という考えから、『リングフィット アドベンチャー』（2019年10月発売）や『Fit Boxing』などフィットネスを題材としたコンピュータゲームが人気を博し、『ジャンプロープチャレンジ』のようにそれを目的として生み出された作品もある。また、『あつまれ どうぶつの森』は、ライブ や握手会、さらには会社説明会 など、流行下では開催できなかったイベントの代替手段としても用いられた。
その一方で、サプライチェーンへの影響により急拡大する需要に応えきれないケースもあった。たとえば、中国やベトナムに生産拠点を置くNintendo Switch（任天堂）の場合、生産の遅れや供給が需要に追い付けないという理由により、2020年4月7日から1週間にわたって出荷を停止し、同年4月15日から出荷を再開した。
また、『ソードアート・オンライン アリシゼーション リコリス』のようにCOVID-19の流行によってソフトの開発に支障が出て、発売延期を余儀なくされるケースもあった。
多くのコンピュータゲーム会社が在宅勤務を導入した。『Fate/Grand Order』の制作で知られるラセングルは、もともとリモートワークを検討していたが、緊急事態宣言を機にリモートワークを導入し、声優の収録をリモートで行ったこともあった。
スクウェア・エニックスは2020年4月に暫定的措置として在宅勤務制度を導入した後、同年12月に正式化した。
同社の広報担当者はCGWORLDとのインタビューの中で、数年前から同社には勤務体制の柔軟性をさらに具体的に考えるべきだという意識があり、COVID-19の感染拡大が大きなきっかけになったと話しており、過去には試験的な在宅勤務の適用事例があった。また、同社では以前より「開発規模が大きい作品では口頭指示を排してチケット制にする」、「迅速な対応が求められるオンラインゲームでは、担当者がすぐに自宅でトラブル対応に当たり、ビジネスチャットツールを通じてほかの社員とコミュニケーションをとる」といった文化が定着していた。その一方、COVID-19以前はファンから同社の関係者宛に飲食物が贈られることがあったが、在宅勤務制度の正式化に伴い、同社はバレンタインのプレゼントとして食べ物を贈らないでほしいとプレスリリースを通じて呼びかけた。
成人向け作品においても、映像作品と同様に分散収録や収録前の消毒、さらにはメーカーによるリモート立ち合いといった影響が出ていた。
また、コンピュータゲームのレイティング機関であるコンピュータエンターテインメントレーティング機構（CERO）が、緊急事態宣言の発令に伴い、2020年4月8日より5月6日まですべての業務を休止した。家庭用ゲーム機向けのソフトはCEROによるレーティングが必須であるため、ソフトの発売スケジュールに影響が出ることが指摘されていた。
その後、CEROは5月7日から業務時間を短縮する形で再開し、7月1日には審査資料の提出をオンラインに一本化した。
ゲームの関連イベントの中止や代替が行われた。たとえば、2020年9月24日から27日まで幕張メッセにて開催予定だった「東京ゲームショウ2020」はオンラインイベントに変更され、2021年もオンライン中心のイベントとして開催されたのち、2022年にCOVID-19の流行が落ち着いたとしてリアルイベントとして開催された。
一方、ゲームセンターは電子マネーの導入などで苦境から立ち直りかけた矢先に、COVID-19の感染拡大によって閉店に追い込まれる店舗が続出し、ゲームセンター「キラキラ☆Asobox」などを運営していたエターナルアミューズメントのように倒産した ケースや、セガサミーホールディングスのように運営事業から撤退するケースもあった。それでも、巣ごもり生活のストレス発散やワクチン接種の普及などで売れ行きが回復したとみられる店舗もあった
トレーディングカードゲーム（TCG）においては、もともとカードの販売店が対戦スペースを設けてきたが、相手と2m未満の距離で数十分間にわたり向き合うという性質が濃厚接触に該当することから、対戦スペースを閉鎖する店舗が相次いだ。また、これらのカードのメーカーは公認大会を販売店の対戦スペースで行ってきたが、COVID-19の流行に伴い、ポケモンカードの公式アジア大会「Pokémon Asia Top League Kyoto 2020」 や『デュエル・マスターズ』のグランプリなど公認（または公式）大会の開催を断念するところも出てきた。
その一方、以前から存在していたビデオ通話アプリを用いたオンライン対戦が感染拡大を機に広まっていった。また、「遊戯王」の「KCグランドトーナメント」のようにデジタルの場で代替大会を開いたケースもある。その後、メーカー側でオンライン対戦が呼びかけられつつも、オフラインの対戦も「対戦開始時の握手の省略」といった感染対策がとられたうえで少しずつ再開された。日本玩具協会によると、2021年度のカードゲームおよびトレーディングカードの販売額は前年度45%増の1782億円だとしており、巣ごもり需要が大きいと推測している。
その後、COVID-19の流行が落ち着いたことで、巣ごもり需要は減少した。
5類移行後の2023年9月21日から24日、東京ゲームショウ2023が、COVID-19流行前と同様の形態で開かれた。

## スポーツ
2020年東京オリンピック・東京パラリンピックへの影響については、新型コロナウイルス感染拡大による東京オリンピック・パラリンピックへの影響を参照。
2020年の第75回国民体育大会（鹿児島大会）の中止および2023年の特別大会（鹿児島大会）については、第75回国民体育大会#本大会の中止および特別大会としての開催、国民スポーツ大会#本大会（夏季大会・秋季大会）を参照。

### 陸上競技
- 東京都内に於いて3月1日に開催される予定の『東京マラソン2020』は、一般参加者の出場を取り止め、男女エリート及び車いすエリートの部のみ開催されることが決定した[766][767]。
- 3月1日に開催予定であった神奈川県三浦市の「三浦国際市民マラソン」が中止となった[768]。
- 3月8日に名古屋市（ナゴヤドーム発着）で開催される予定の『名古屋ウィメンズマラソン2020』は、一般の部を取り止め、エリートの部のみ開催されることが決定した[769][770]。
- 大阪・淀川河川公園で、2月29日に開催予定だった『淀川寛平ウォーク2020』と、3月1日に開催予定だった『フジパンPresents淀川寛平マラソン2020』は、両イベントとも新型コロナウイルスの感染拡大により中止が決定した[771][772]。
- 2月23日に開催される予定だった「第11回いわきサンシャインマラソン」（スタート：いわき陸上競技場、フィニッシュ：小名浜港アクアマリンパーク）は中止となった[773][774]。

### ゴルフ
- 4月24日、日本ゴルフツアー機構は、男子ツアーを6月末まで休止を発表した。国内メジャー初戦の日本ツアー選手権森ビル杯とダンロップ・スリクソン福島オープンは中止となり、国内開幕は7月以降となった[775][776]。
- 日本女子プロゴルフ協会は4月24日、今季ツアーについて開幕戦から第14戦のヨネックスレディースの中止を発表した[775]。その後も中止が発表され、現在第17戦（アース・モンダミンカップ、6月25日～6月28日）を除き開幕戦から第19戦まで中止が決定している。
- 相次ぐツアー試合の中止を受け、日本女子プロゴルフ協会は5月25日、小林浩美会長がオンラインで会見を開き、2020年シーズンと2021年シーズンを統合して1シーズンとすることを発表した[777]。2年を1シーズンとして統合するのはツアー史上初めてだという。
- 6月3日、日本女子プロゴルフ協会と大会主催者は連名で、今季国内初戦となる第20戦『アース・モンダミンカップ』（6月25日～28日、千葉県袖ケ浦市・カメリアヒルズカントリークラブ）の無観客での大会開催を発表した。また、この試合以降のツアー日程については未定である[778]。

### サッカー
- 2月28日 - 3月15日に開催予定のJリーグおよびJリーグカップのすべての試合が開催延期されることとなった[779]。その後、3月9日に3月中の試合開催延期の方向性について全クラブと基本的に合意した[780]。その後もJリーグは中断・開幕延期が続いているが、Jリーグは5月29日、J1は7月4日に、J2は6月27日にそれぞれ再開し、J3は同日に開幕することを発表した[781]。J1第2節・第3節、J2第2節・第3節、J3第1節、第2節については「リモートマッチ」（無観客試合）での開催とされ、以後の試合の扱いは決定次第公表とされた[782]。また、6月17日に予定されていたJリーグカップのプレーオフステージは延期された後、取りやめとなり、各グループステージの最上位クラブ+2位クラブの内最上位クラブ (計5クラブ) がプライムステージに進出に変更された[783]。
  - J1第2節を7月4日に、J2第2節を6月27日に再開、J3を6月27日に開幕とする。
- その後Jリーグは人数制限して観客を入れた試合を行った一方、選手同士のハイタッチや声を出しての応援禁止など感染拡大防止策を取り入れている[784]。

### 野球

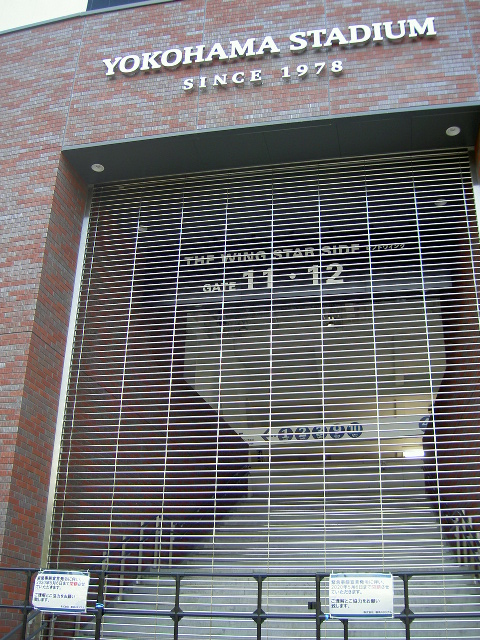
休場中の横浜スタジアム

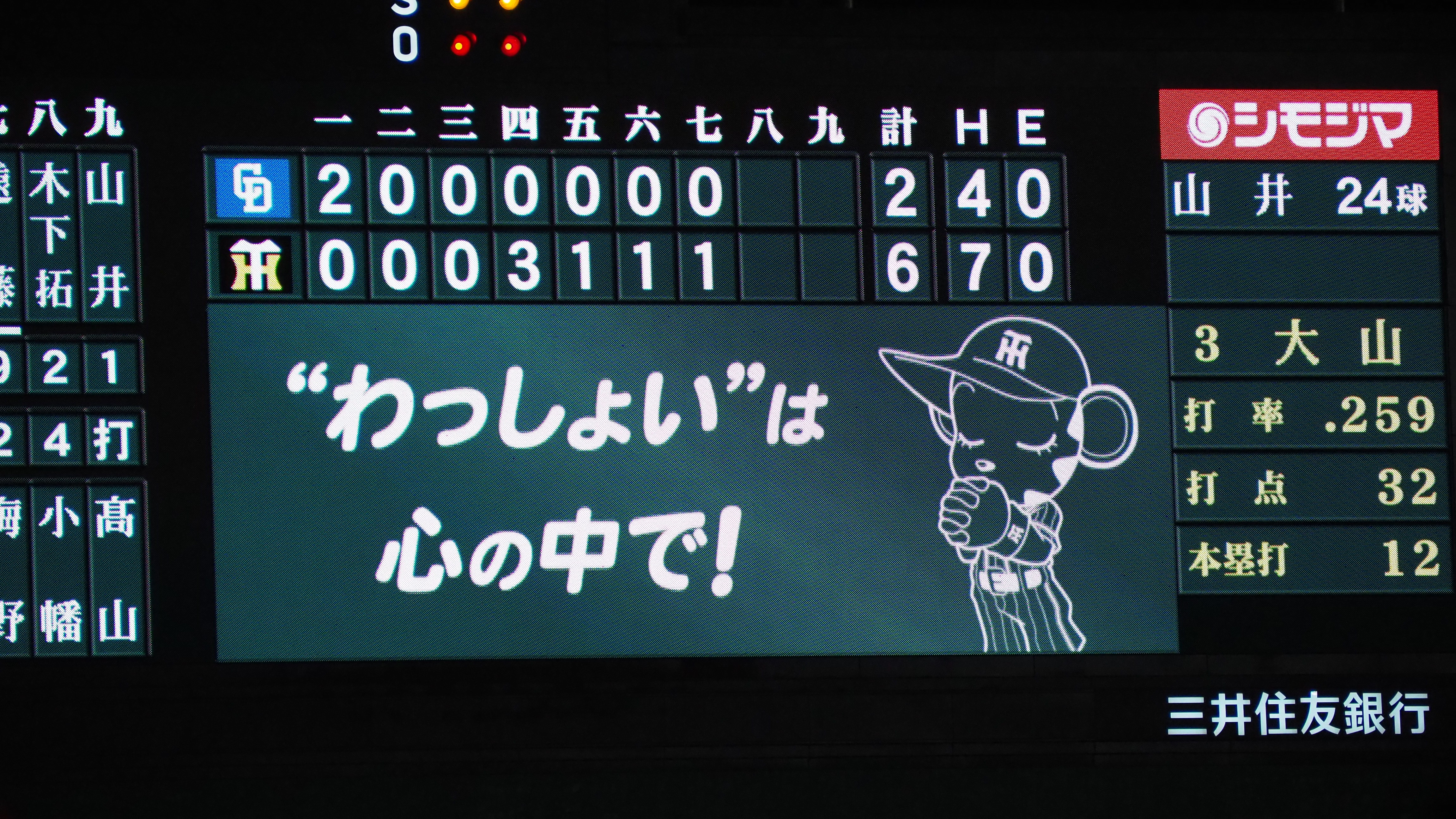
声援の規制を知らせる阪神甲子園球場のオーロラビジョン（2020年8月）

- 2月26日にプロ野球12球団の臨時代表者会議が行われ、2月29日 - 3月15日に予定されていたオープン戦全72試合を無観客で実施することを決定した[785]。また3月9日、3月20日に開幕を予定していたペナントレースについても延期を決めた[786]。また、4月17日にセ・パ交流戦の中止[787]、5月11日にプロ野球オールスターゲーム及びフレッシュオールスターゲームの開催を中止することを決めた[788]。その後、5月25日にセ・パ共に6月19日に開幕することを発表した[789]。
  - その後は人数制限して観客を入れ試合。ただ選手同士のハイタッチや声を出しての応援禁止など感染拡大防止策を取り入れている[784]。
- 日本野球連盟は4月2日、5月にメットライフドームで予定されていた第45回全日本クラブ野球選手権大会と7月に京セラドーム大阪で予定されていた第46回社会人野球日本選手権大会の中止を決定[790]。
- 3月11日の午後から大阪市内で開かれた臨時の運営委員会で日本高等学校野球連盟（高野連）などは3月19日の開幕を予定していた第92回選抜高等学校野球大会を中止することを決めた。4日には無観客試合に向けた準備を進める一方で、その後の感染状況などの変化を踏まえて最終判断する意向を示していた。これに伴い、NHKで例年なら本大会期間中の8時から18時まで放送される試合中継の特別番組も中止になっている。選抜大会が中止になるのは初のことで、 関西大学の宮本勝浩名誉教授の試算によればおよそ289億7000万円の経済効果が失われると推定されている[791]。
- 5月20日、日本高校野球連盟は8月に甲子園球場で予定していた第102回全国高等学校野球選手権大会の中止を決定した[792]。3年生は公式戦がないまま引退になることから今後、各都道府県の高野連で地方大会を独自で行うかどうか判断をするとのこと[792]。
- 6月10日、選抜大会出場校を招待し2020年甲子園高校野球交流試合を行うことを決定した。
- 各都道府県高野連は、各都道府県内のみの夏の大会を開催。入り口でアルコール消毒液を置き、スタンドに入る保護者や控え選手に手指の消毒を促し、入退場の際に必ず消毒し、球場関係者が消毒液を吹きかけている[793]。

### ラグビー
- 3月9日、日本ラグビー協会は3月24日 - 31日に埼玉県の熊谷スポーツ文化公園で開催予定だった第21回全国高等学校選抜ラグビーフットボール大会を中止した[794]。また、3月中に予定していたトップリーグ全24試合を中止することを発表した[795]。
- 3月15日、スーパーラグビーは、ウイルス感染拡大の影響で、第7節後からリーグを一時中断すると発表した。日本のサンウルブズ運営法人は、今後については「選手とスタッフの健康・安全を第一に考えて検討したい」としている[796]。
- 3月23日、日本ラグビー協会は、ウイルス感染拡大を受け、今季のトップリーグ全試合の中止を発表した。全15節の第6節まで行われ順位は確定していない。中止の理由は、「観客や選手、関係者の健康と安全の確保」「ニュージーランドや豪州などの選手帰国」「選手が感染した場合の企業に与える影響」を挙げた。リーグ戦は感染拡大防止を理由に、2月29日予定の第7節から中断していた。5月23日の日本選手権は開催予定で、出場4チームの選出方法を検討している[797]。
- 4月8日、東大阪市は、花園ラグビー場の利用を休止する見通し。屋外施設の感染リスクは低いとされるが、利用の受付をしていたが緊急事態宣言で方針を変更した[798]。
- 5月9日、東京五輪で期待の7人制ラグビー日本代表の活動は、ウイルス感染拡大の影響で男女とも休止となった[799]。
- 5月11日、日本協会のラグビー新リーグの法人準備室長谷口理事は、2021年度開幕予定の新リーグについて、同年秋の開幕時期が遅れる見通しを明らかにした。新型コロナウイルスの感染拡大で東京五輪・パラリンピックが延期され、「色んな所で見直しを迫られている」として2022年の年明け以降の開幕の可能性も示唆した。また、ウイルスの影響を考慮し、4月末で締め切った参加希望チームの申込期限を6月末に設定した。新リーグは、トップリーグとトップチャレンジリーグを3部制のリーグに再編した[800]。その後、7月1日に25チームから参加意思が出た[801]。
- 5月16日、日本ラグビー協会は、国内で6、7月予定されていた日本代表のテストマッチ（代表チーム同士の国際試合）3試合の中止を発表した。ウェールズ戦（6月27日静岡）とイングランド戦2試合（7月4日大分、同11日神戸）で、日程を検討するとしている。日本協会は、ワールドカップ2019で日本代表を8強に導いたジョセフ・ヘッドコーチと契約更新。日本代表前HCのジョーンズ監督率いるイングランドはW杯日本大会で準優勝、ウェールズも4位に入った強豪。ジョセフHCは「貴重な対戦機会が失われ残念だが、感染を考えるとやむを得ない」と話した。国際統括団体ワールドラグビーは、7月に予定の全テストマッチを延期すると発表した[802]。
- 6月1日、スーパーラグビーの日本代表チーム・サンウルブズの運営法人は、豪州ラグビー協会から参戦が不可能との通達を受け、5年間の活動を終了した。ウイルス感染拡大の影響で中断していたが、それに代わる大会に参戦を目指していたが参加が不可能となった[803]。
- 6月30日、ワールドラグビー (WR)から、感染拡大によって未実施となっていた、2019 - 20年シーズンの7人制 (セブンズ)のワールドシリーズ (WS)の残り試合の中止が発表された。予選にあたる2大会で日本が首位通過していたことから、男子の日本代表が上位グループに昇格、既に終了していた大会の結果から、優勝は男女ともにニュージーランドとなった。なお、女子日本代表の昇格は無かった[804]。

### 格闘技

#### 大相撲

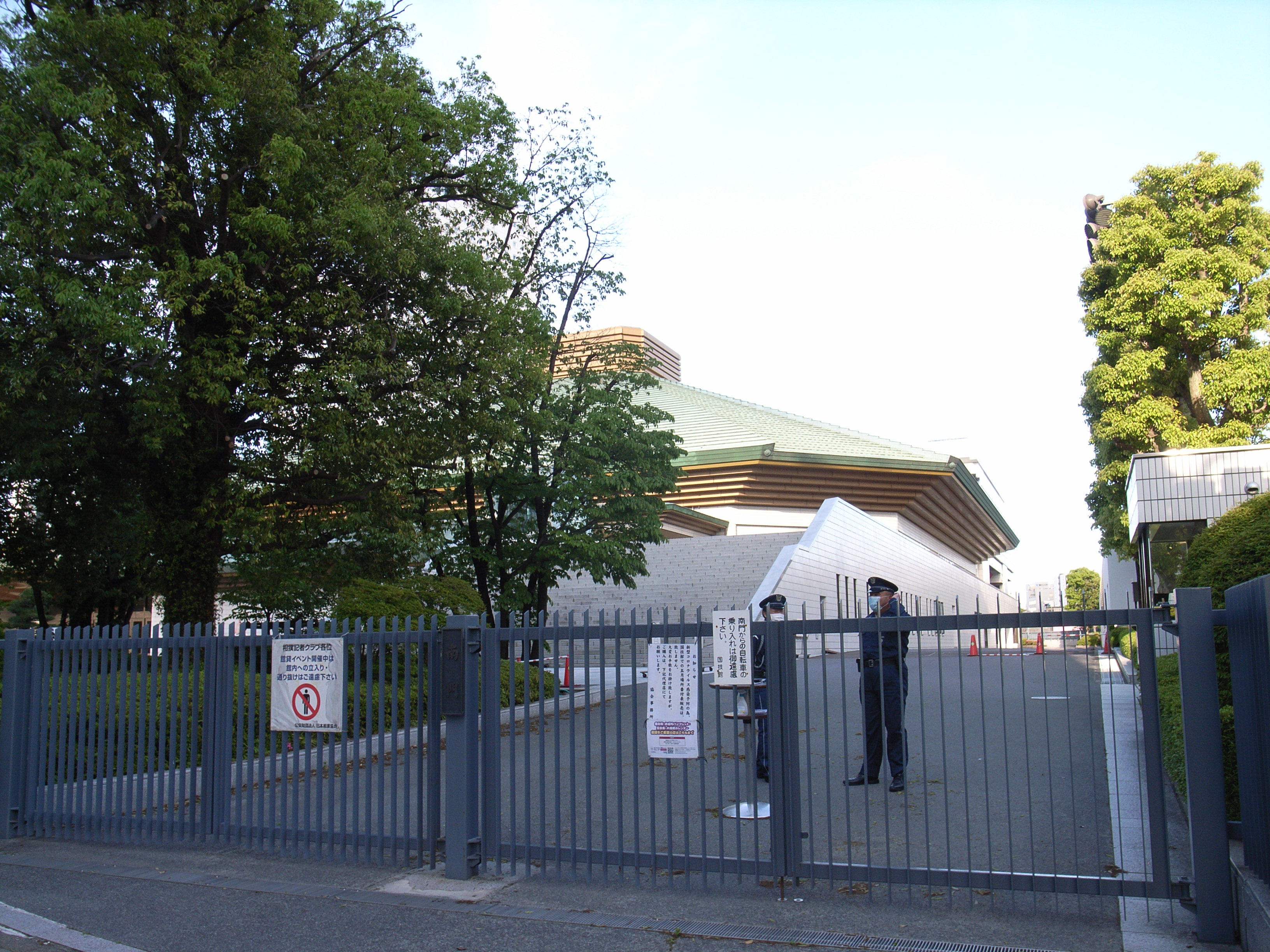
閉鎖警備中の国技館

- 日本相撲協会は2020年3月8日から大阪府立体育会館（エディオンアリーナ大阪）で行う予定の3月場所（春場所）の無観客開催を発表[805]。
- その後、緊急事態宣言の延長により5月の夏場所の中止を決定[806]。また、7月の名古屋場所は愛知県体育館（ドルフィンズアリーナ）から東京・両国の国技館に開催地を変更の上「大相撲七月場所」として、こちらも当初の日程より2週間遅らせての開催を決めた。
- 7月18日、国技館で土俵祭りを行ったが、三役以上の力士参列が見送られ、一般客にも非公開で、間隔を空け着席し神事を見守った。7月19日、国技館で7月場所の初日を迎えた。観客はマスク着用を義務付け、声援を禁止、入場時の検温や酒類の販売を停止し、定員の4分の1に当たる約2,500人が上限。通常4人席の升席は座布団が1つ。砂かぶりは全て閉鎖。協会は濃厚接触者を追跡できるよう、観客に入場券の半券を14日間保管を呼びかける。国技館内で取材できる報道陣の人数も制限。支度部屋もマスク着用を義務化した[807]。その後、9月の秋場所でも1日当たり2,500人を上限とした観客入れを行った。また、11月の九州場所は移動による感染リスクを避けるため、通常の福岡国際センターから国技館に開催地を変更し「大相撲十一月場所」として開催。専門家の指導の元、観客の上限も7月・9月場所の倍となる1日当たり5,000人に引き上げて行われた。
- 2021年は通年は東京以外で行われる予定の本場所のうち、3月の春場所（大阪）は国技館に変更して実施したが、7月の名古屋場所は予定通り、愛知県体育館で開催予定である[808]。

#### その他格闘技
- 3月22日、さいたまスーパーアリーナで開催されたキックボクシング団体による「K-1」の試合では、国や埼玉県が開催の自粛を求めていたが、来場者へのマスク配布、チケットの半券への住所や電話番号の記入などの対策を行ったうえで、開催を強行した[809]。
- 4月3日、プロボクシング選手（日本ライトフライ級王者）の高橋悠斗が、感染拡大に伴う試合延期の影響による意欲低下を理由に、現役を引退すると発表した[810]。
- 11月2日、日本ボクシングコミッション（JBC）は同月3日にインテックス大阪・5号館A（大阪市住之江区）で開催予定であった世界ボクシング協会（WBA）世界ライトフライ級選手権試合〈スーパー王者・京口紘人（ワタナベ） × WBA10位・タノンサック・シムシー（ タイ）〉について、試合前日計量後に王者の京口と所属ジムのトレーナーが新型コロナウイルス陽性反応を示したことが判明したため、直ちにタイトル戦を中止することを決定、また試合主催者も前座試合を含めた当日の試合興行そのものを中止した[811]。

### モータースポーツ

#### SUPER GT
- SUPER GTを主催するGTアソシエーション (GTA) は4月6日、7月に予定されていたタイ、マレーシアラウンドは現地プロモーターと協議の結果、延期すると発表[812]。これにより第1戦から第5戦までが開催延期が決定している[813]。6月4日、GTAはイベント開催に向けたロードマップを発表[814]。リスク低減のために公共交通機関での移動を避け、自家用車で移動できるサーキットで行うとして、鈴鹿・富士・もてぎで複数開催し、岡山国際・SUGO・オートポリスとセパンでの開催は中止となった。当初調整中だった第8戦についても6月8日、タイ・チャーンでの開催を見合わせを発表[815]。2020年のスケジュールは以下の通りで、第1戦から4戦までは無観客で開催。それ以降は感染状況や社会情勢を踏まえ検討し[816]、第5戦からは人数や観戦エリアを制限したうえで観客を入れて開催された。
  - 第1戦 富士スピードウェイ（7月18日・19日）
  - 第2戦 富士スピードウェイ（8月8日・9日）
  - 第3戦 鈴鹿サーキット（8月22日・23日）
  - 第4戦 ツインリンクもてぎ（9月12日・13日）
  - 第5戦 富士スピードウェイ（10月3日・4日）
  - 第6戦 鈴鹿サーキット（10月24日・25日）
  - 第7戦 ツインリンクもてぎ（11月7日・8日）
  - 第8戦 富士スピードウェイ（11月28日・29日）
- 2021年のSUPER GTについてGTAは2020年8月6日にレーススケジュールを公開[817]。当初は8コース8戦開催を目指すとしていたが、2021年2月10日、タイ・マレーシアの海外ラウンド開催を断念。国内6コース8戦で開催する新たなスケジュール案を発表した[818]。

#### スーパーフォーミュラ
- 4月4日・5日に鈴鹿サーキットにて開催予定だった「2020 NGKスパークプラグ 鈴鹿2&4レース」は延期された。また同時開催を予定していた「Enjoy Honda 2020 鈴鹿サーキット」は中止となった[819][820]。なお「Enjoy Honda 2020」は8月31日に2020年全日程の開催中止を発表した[821]。
- 当初鈴鹿サーキットで3月9日・10日に予定されていた第1回公式合同テストは延期され、代替日が4月3日・4日に設定されていたが中止となった[822]。第2回公式合同テストは3月24日・25日に富士スピードウェイで行われたが、その後チーム関係者の1人が新型コロナウイルスに感染したことが確認された[823]。
- スーパーフォーミュラを主催する日本レースプロモーション (JRP) は4月9日「ファンのみなさまへ」と題したリリースを発表[824]。4月から6月の第1戦から第4戦までは開催延期が決定しており[825]、4月9日当時の変更スケジュール案を発表していた[826]。その後6月10日、2020年改定版カレンダーとして最新レーススケジュールを発表した[827][828]。
  - 第1戦 ツインリンクもてぎ（8月29日・30日）
  - 第2戦 岡山国際サーキット（9月26日・27日）
  - 第3戦 スポーツランドSUGO（10月17日・18日）
  - 第4戦 オートポリス（11月14日・15日）
  - 第5戦／第6戦 鈴鹿サーキット（12月5日／6日）- 第6戦はJAF鈴鹿グランプリ
  - 第7戦 富士スピードウェイ（12月19日・20日）
- 2021年のスーパーフォーミュラについて、当所は例年通りのレーススケジュールを発表していたが4月12日、日本レースプロモーションは当初10月2～3日に岡山国際サーキットで予定されていた第6戦について、日程を10月16～17日に、また開催地をツインリンクもてぎに変更すると発表した[829]。

#### その他のレース・イベント
- 7月16日から19日に鈴鹿サーキットで開催予定だった「"コカ・コーラ" 鈴鹿8時間耐久ロードレース 第43回大会」は新型コロナウイルス感染症の拡大防止対策の一環で10月30日 - 11月1日に延期することが決まった。[830]。
- 筑波サーキットを運営する一般財団法人日本オートスポーツセンターは全日本ロードレース選手権シリーズ第4戦の中止を発表した。これにより2020年は全4戦となる予定[831]。
- 6月30日、モビリティランドは11月14日・15日にツインリンクもてぎで開催予定だった最終戦MFJグランプリを日本モーターサイクルスポーツ協会（MFJ）との協議の結果、10月17～18日に再度開催日を変更すると発表[832]。8月12日には、『海外からの渡航に関する規制解除の見通しが立っておらず海外チームの入国が難しい』として鈴鹿8時間耐久ロードレースの中止と[833]、8月25日には当初中止としていた「第52回 MFJグランプリ スーパーバイクレースin鈴鹿」の復活開催を発表した[834][835]。
  - 第1戦 スポーツランドSUGO（8月9日・10日）
  - 第2戦 岡山国際サーキット（9月5日・6日） - 台風10号が西日本に接近していることを受けて中止[836]
  - 第3戦 オートポリス（9月19日・20日）
  - 第4戦 ツインリンクもてぎ（10月17日・18日）
  - 第5戦 鈴鹿サーキット（10月31日・11月1日）- 第52回MFJグランプリ
- 3月21日・22日に三重県・鈴鹿市の鈴鹿サーキットにて開催予定だったスーパー耐久 2020年シーズン開幕戦は11月21日・22日に延期された。延期に伴い11月21日・22日に開催が予定されていた「SUZUKA Sound of ENGINE 2020」が中止となった[819][837]。その後、スーパー耐久シリーズは新たなレーススケジュールを6月10日発表。これによると当初11月に延期されていた鈴鹿サーキット戦は来年1月に行われるという変則スケジュールとなる[838] 予定だったが、2021年1月13日に近隣府県から緊急事態宣言が要請された社会状況を受け中止が決定した[839]。代替レースは行わず、第5戦までの結果でチャンピオンが決定した[840]。
  - 第1戦 富士スピードウェイ（9月4日～6日）
  - 第2戦 スポーツランドSUGO（10月10日・11日）
  - 第3戦 岡山国際サーキット（10月31日・11月1日）
  - 第4戦 ツインリンクもてぎ（11月21日・22日）
  - 第5戦 オートポリス（12月12日・13日）
  - 第6戦 鈴鹿サーキット（2021年1月23日） - 中止[841]
- 日本自動車連盟 (JAF)は5月27日、日本国内のモータースポーツ活動再開に向けた今後の対応方針を公表した[842][843]。
- 三重県鈴鹿市の鈴鹿サーキットと、栃木県茂木町のツインリンクもてぎを運営するモビリティランドで中止・変更が発表されたレース・イベントは以下の通り。
  - 2020年
    - 3月7日・8日に鈴鹿サーキットで開催予定だった「モースポフェス SUZUKA〜モータースポーツファン感謝デー〜」は中止[844]。
    - 5月22日、鈴鹿サーキットで8月21日～23日に開催予定だった「2020 第49回サマーエンデュランス『BHオークション SMBC 鈴鹿10時間耐久レース（SUZUKA 10H）』」の中止を発表した[845]。前日8月20日に予定されていた「鈴鹿モータースポーツフェスティバル（主催：鈴鹿市）」も中止となった。
    - 6月1日、関係者の大移動を避け、ヨーロッパでの開催を優先させたい主催団体の方針により、ツインリンクもてぎで10月16日～18日に開催する予定だった2020年のMotoGP（ロードレース世界選手権）日本グランプリの中止を発表した[846]。
    - 6月12日、FIAは10月9日～11日に鈴鹿サーキットで行われる予定だった2020年のF1世界選手権日本グランプリの開催中止を発表した[847]。

  - 2021年
    - 2021年の「モータースポーツファン感謝デー」についても2月12日に開催見送りが発表された[848]。
    - 3月17日、国内外の感染状況や渡航規制の見通しなどを受け「鈴鹿8時間耐久ロードレース」の延期と「全日本ロードレース選手権シリーズ MFJグランプリ」の開催日変更。7月15日～18日に開催予定だった「鈴鹿8時間耐久ロードレース」が11月5日～7日に、当初11月6日・7日に予定していた「MFJグランプリ」は7月17日・18日に開催される[849]。また「鈴鹿10時間耐久レース（SUZUKA 10H）」の開催中止について発表された[850]。
    - 5月11日、鈴鹿市の「まん延防止等重点措置」適用に伴い、5月29日～30日に開催予定としていたSUPER GT第3戦「FUJIMAKI GROUP SUZUKA GT 300 km RACE」を開催延期し[851]、後日8月21日・22日に開催すると発表された[852]。
    - 6月23日、FIM（国際モーターサイクリズム連盟）、IRTA（国際ロードレーシングチーム連盟）、MotoGPを統括するドルナスポーツは、2021年のロードレース世界選手権MotoGP第15戦日本GPの開催を中止することを発表した[853]。
    - 8月18日、モビリティランドは「F1日本GPを開催するために設定された期日までに、F1海外関係者の日本入国が確実な状況に至らなかったため」として、10月8日～10日に鈴鹿サーキットで行われる予定だった2021年のF1世界選手権日本グランプリの開催中止を発表した[854]。これにより、PUサプライヤーを務めるホンダPUとしては、2019年日本グランプリ (4輪)をもって最後のホームグランプリとなった。
    - 8月19日、同様に「国内チームと海外チームが混在しており、防疫のための活動単位（バブル）運用が困難であることや、現段階で海外関係者の日本入国が見込めない状況を受け」て、11月5日～7日に鈴鹿サーキットで行われる予定だった「"コカ·コーラ" 鈴鹿8時間耐久ロードレース第43回大会」の開催中止を発表した[855]。

  - 2022年
    - 2月15日、「現在の国内外における新型コロナウイルス感染状況に伴う渡航規制や対策の進捗状況を受け」て、5月21日・22日にツインリンクもてぎで開催予定だった「2022FIMトライアル世界選手権シリーズ 第1戦 日本グランプリ」は3年連続で中止を決定した[856][857]。

### ウインタースポーツ
- 2月18日、公益財団法人スペシャルオリンピックス日本から、2月21日 - 23日に北海道札幌市・江別市・岩見沢市で開催予定だった『2020年第7回スペシャルオリンピックス日本冬季ナショナルゲーム・北海道』の中止が発表された[858][859]。
- 2月22日、札幌スキー連盟から、3月5日 - 8日に札幌市で開催予定だった「第91回宮様スキー大会国際競技会」の中止が発表された[860]。
- 11月12日、札幌スキー連盟から、2021年に札幌市で開催予定だったスキージャンプ・ワールドカップ札幌大会（予定では1月9日・8日に女子大会、2月6日・7日男子大会）の中止が発表された[861]。

### スポーツクラブ
専門家会議では1人から複数の人に感染させたケースの具体的な場所の一つとしてスポーツジムがあげられ、千葉県市川市のスポーツクラブでは女性5人の感染が確認された。
- カーブスやセントラルスポーツ、スポーツクラブNAS、コナミスポーツなどのスポーツクラブは、感染拡大を防ぐため一時営業を休止した[299][863]。

### 公営競技
- 中央競馬は2月29日から10月4日まで、無観客での競走実施と、ウインズほか各場外馬券発売所での発売・払戻を取り止めることをJRAが発表した[注 25][864]。これにより、4月の桜花賞・皐月賞および5月の優駿牝馬 (オークス)・東京優駿 (日本ダービー)といったクラシックはじめ11のGI競走が無観客競馬となった。また、他の公営競技（地方競馬、競輪、競艇、オートレース）についても同様の措置を行う[865][866][867][868]。10月10日の東京競馬場、京都競馬場、新潟競馬場の開催から、指定席券の事前購入者に限定して競馬場への入場を再開した。

### その他
- 5月1日 - 3日に開催予定だった『2020パラ水泳ワールドシリーズ シンガポール大会』は、新型肺炎感染拡大の影響により中止が決定した[869]。
- 3月17日から19日に予定されていた囲碁の国際棋戦「ワールド碁チャンピオンシップ2020」が延期[870]。その他、囲碁界における各種イベントやアマチュア棋戦も中止・延期となった。4月8日からは緊急事態宣言の発令に伴い日本棋院・関西棋院ともに全ての対局を延期[871]。6月1日に再開された[872]。
- 讀賣テレビ放送は、夏に滋賀県彦根市の琵琶湖で開催される予定だった『鳥人間コンテスト2020』を、緊急事態宣言を受けて多くのチームで機体製作が困難であるとして、大会自体を中止すると発表した[873]。
- 8月7日 - 10日に開催される予定だった「第33回全日本高校・大学ダンスフェスティバル（神戸）」の中止が発表された[874]。

## 宗教・民間信仰
- 神社本庁 は手水に柄杓 を使わず、流水を使用することを提唱した。伊勢神宮 も柄杓を介した接触感染を避けるため流水式手水設置となり、手洗い後の手で口をすすぐ方法になった。神社は流水式手水の費用を負担することになり、常滑市 刈屋の尾張多賀神社の例では手水舎に手を蛇口の下へ差し出すと水が出る自動水栓を設置するのに事業費約50万円がかかった[875]。別小江神社 では手水舎 に「コロナ感染予防のため使用禁止」と標示し、アルコール液を設置し、不特定多数が触れるひしゃく の使用を見合わせた。茅の輪 は設置したが、通常通りに左、右、左と3周すると密になるため、回らずに輪を潜ることとした[876] 。

- 創価学会は2月中旬に総本部中心施設の広宣流布大誓堂（東京都新宿区信濃町）で開催してきた「広宣流布誓願勤行会」を「当面の間」中止すると発表したほか、機関紙の聖教新聞では感染の注意を呼びかけた。地域の座談会などすべての会合も中止し、幹部による訪問・激励といった活動の自粛も打ち出した[877][878]。また、2021年の新年勤行会は「コロナ禍にあっての会館使用の状況や、（3つの密を回避するために）皆で勤行・唱題は行わないという原則」を踏まえて各家庭で実施し、会館での開催を取り止めることを決定した[879][880]。なお、広宣流布大誓堂での「広宣流布誓願勤行会」は2023年5月に感染症法上での新型コロナの分類が5類に移行したことを受け、同年7月4日に再開された[881][882]。
- 立正佼成会は3月5日に予定していた教団創立記念式典の開催を見送り、月に4度ある大聖堂への団体参拝や、訪問・対面による布教活動も中止した[878]。
- 曹洞宗は東京都港区芝の宗務庁での毎日の座禅会、写経会を中止した[878]。
- 三重県桑名市の多度大社は、毎年5月4日と5日に行われる上げ馬神事について、2020年の開催を中止することを発表した。上げ馬神事の中止は織田信長による焼き討ちで神社が焼失した時以来、およそ400年ぶり[883]。

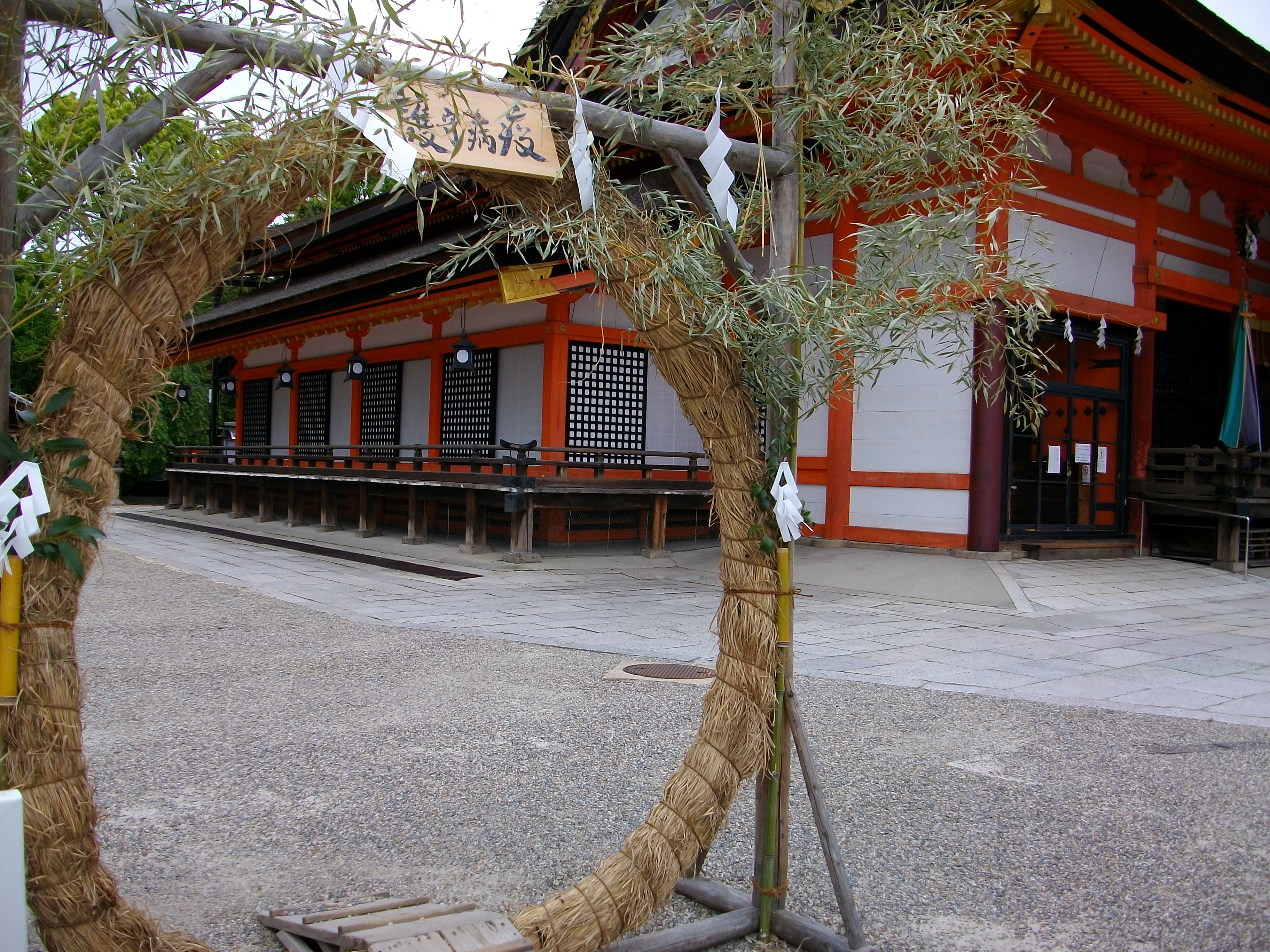
コロナ退散祈願で特設された八坂神社の茅の輪

- 4月8日、大阪府の四天王寺や住吉大社が閉鎖を決めた。四天王寺の閉鎖は聖徳太子が6世紀に創建して以来初[884]。
- 成田山新勝寺は全ての行事を寺務・修行のみに切り替え、各種体験道場への受け入れを中止した[885]。
- 八坂神社では1877年（明治10年）のコレラ流行以来143年ぶりに夏以外に茅の輪を設置した[886]。
- 延暦寺は4月20日から拝観を停止し境内への参拝者の立ち入りを禁止する。また8月に行われる戸津説法の中止は1877年以来143年ぶり[887]。
- 4月18日、四国八十八ヵ所霊場会は納経所の閉鎖を要請[888]。大半が閉鎖。
- 東寺は4月22日より当面の間拝観を停止[889]。
- 長野県長野市の善光寺は当初2021年春に行われる予定だった「善光寺前立本尊御開帳」を2022年4月へ1年延期すると発表した[890]。

## 生活
外出自粛により、テレワーク用機器などの需要増加に加え、動画配信サービスや家庭用フィットネス機器など自宅内での娯楽や活動、食品のお取り寄せなどの需要が増加しており、これは「巣ごもり消費」とも呼ばれる。

これに伴って通信販売の需要が増加している。配達員の負担を軽減し、対人間の接触を減らすため、非対面での受け取りが推奨されている。
6月19日、厚生労働省による接触確認・通知アプリ「cocoa」の運用が開始されたが、9月時点でダウンロードは人口の2割に満たない。また、実効性には課題があるとする意見もある。当然ながらスマートフォンを所有していない者は利用できないことも課題である。
コロナ禍で外出や運動の機会が減少し、また高齢者向けの「通いの場」も中止となった。その結果、高齢者が「フレイル（虚弱）」に陥るケースが指摘された。自粛が続く中で、特に高齢者の健康に深刻な影響が起きていることが調査で明らかになった。運動不足はすべての年代で発生している。また「物忘れが気になるようになった」「生きがいを感じなくなった」という人が60代以上で増加している。

### 押印・対面手続き
- 4月26日、政府は、感染拡大を防止にむけ、行政手続きでの押印や応対を見直す方針。緊急経済対策に必要な手続きを優先的に対応する。政府の規制改革推進会議で議論する[897]。

### 葬儀
厚生労働省および経済産業省は新型コロナウイルス感染症で死亡した（または同感染症が疑われる）遺体についての処置、搬送、葬儀、火葬等のガイドラインをまとめている。
ガイドラインによれば、感染防止管理の観点から「非透明過袋（バイオハザード対応遺体収納袋ダブルジップ構造）に収容・密閉することが推奨」されており、墓地、埋葬等に関する法律で禁止されている24時間以内の火葬が可能であるが、義務とはされていない。また、感染症法第30条2項により遺体は火葬が原則とされているが、都道府県知事の許可があれば土葬も可能である。このため、感染対策の徹底がなされれば遺体を前にした通夜・葬儀を行うことも可能であるが、ガイドラインに掲げられているにも関わらず、現実的に葬儀はおろか、遺族による最後の対面や火葬の立ち会いも病院側や葬祭業者が二次感染を警戒して行えないことも多い。感染対策が過剰になる余り、国が提示しているガイドラインの周知が徹底されていないことや、葬祭業者や火葬場などの関係者が感染対策をアップデートできていないことなどが原因とされている。
著名人でも例外ではなく、2020年3月29日に新型コロナウイルス感染症で死亡した志村けんのケースでは、近親者も遺体と面会できないまま火葬された。また、同年4月23日に死亡した岡江久美子のケースでは、夫である大和田獏とガラス越しに対面はできたが病院からそのまま火葬され、遺骨の状態で自宅に戻った際も葬儀業者によって玄関に遺骨が入った骨壺が安置される形で遺族に返されている。2021年4月23日に死亡した神田川俊郎のケースも同様に家族が遺体に対面できないまま、火葬されている。2021年1月から6月に東京都内の葬儀仲介会社が行った調査で新型コロナで家族を亡くした500人のうち、対面できないまま火葬されたケースは8割を占めたとされる。
火葬に関しても感染防止管理の観点から、運転席と棺台が隔離されたコロナ患者専用の霊柩車に載せるなどして運搬され、他の利用者がいない時間帯に火葬され、火葬の立ち合いの人数も限られ、遺族による収骨も認められていないケースが多い。このため、コロナ禍で感染防止の観点があったとしても「死者への尊厳」や「遺族への心情」を配慮すべきとの一部メディアの意見もある。
また、葬儀を行えたとしても、少人数の家族葬にもかかわらず「三密」を回避することを名目に規模の大きい会場で行おうとしたり、新型コロナ対策として衛生管理費を葬儀社から請求されるケースなど、過剰な感染対策を名目に葬儀社とトラブルになるケースも散見される。実際に2022年8月に新型コロナウイルス感染後の老衰で死亡した80代女性の遺族が「（火葬前に故人の）顔を見せてほしい」と求めたのに、国のガイドラインに沿った検討もせずに葬儀業者から拒否されたとして「顔を見せることができる可能性を検討せず、事実に反する説明で、故人と対面でお別れする権利を侵害した。権利を妨害しないように配慮する注意義務に違反した」と葬儀会社を相手取り、慰謝料など約180万円の損害賠償を求めた訴訟が2023年8月に福岡地裁で提訴されている。
その一方で、火葬場を運営する一部自治体や葬儀業者によっては、遺体を納体袋に入れられた状態で納棺したうえで、棺の小窓を開けて遺族が最後のお別れをできるよう配慮されているケースも徐々に散見されるようになっている。
2022年に入り、「ウィズコロナ」の生活様式が進展する中で、「コロナ感染者の遺体への取り扱いを慎重とする」現行のガイドラインがそぐわなくなってきている現状を受け、同年12月に厚生労働省は新型コロナウイルス感染者の遺体の取り扱いについて見直す方針を固めている。改定案としては「外傷などのない遺体は、納体袋への収容は不要」「通夜や葬儀は原則、執り行う」「マスクなどの感染対策を条件に（濃厚接触者となった）遺族の葬儀や火葬への参列、収骨なども可能」とするほか、従前の方針であった「遺体との接触については控える」文言を削除し「遺体に接触した場合は手指などの消毒を行う」ものに改定することとなった。ガイドラインは2023年1月に改定されている。
さらに政府が2023年3月13日にマスクの着用を「個人の判断に委ねることを基本」としたことや、同年5月8日に新型コロナウイルス感染症の感染症分類を「五類感染症」に移行した事で、ガイドラインもその方針に基づいて見直され、葬儀場や火葬場での感染対策も緩和され、通常時の対応に戻りつつある状況となっている。

## 寄付
- 4月21日、X JAPANのYOSHIKIが、自身が運営する米国非営利公益法人「YOSHIKI FOUNDATION AMERICA」を通じて、日本政府管轄の国立国際医療研究センターへ1000万円の寄付を行ったと発表した[914]。
- 台湾（中華民国）政府は超党派の議員連盟「日華議員懇談会」（会長・古屋圭司衆院議員）を通じて日本にマスク200万枚を寄付し、4月21日、貨物機で成田空港に到着した[915]。菅義偉官房長官は8日の記者会見で、台湾からマスク供与の申し出があることについて「台湾側から温かい支援の意向が示されていることに感謝の意を表明したい。マスクなどの支援・調達に関して、（対台湾窓口機関の）日本台湾交流協会などを通じてやり取りを進めていきたい」と謝意を示していた[916]。
- 4月23日、館山市は前沢友作からふるさと納税で寄付を受けた20億円で基金を設立し、返済元金への助成等を行う[917]。
- 4月下旬、巨人の原辰徳、阿部慎之助、坂本勇人、丸佳浩、岩隈久志が東京都に1千万円ずつ寄付[918]。
- 日本水泳連盟は4月27日、N95マスク1万7千枚を東京都病院経営本部に寄付した[919]。
- 4月28日、t-Aceが茨城県水戸市にマスク1万枚を寄付した[920]。
- 西川貴教は300万円、長友佑都は500万円、坂上忍は緊急事態宣言が解除されるまで個人収入を寄付[921]。
- 田中将大は日米で3700万円を寄付[922]。
- 5月21日、YouTuberのHIKAKINはYahoo!JAPAN基金と共同で「コロナ医療支援募金[923]」を設立。設立に伴って1億円を寄付したことを自身の動画で明らかにした[924][925]。これを受けて、YouTubeは日本版公式アカウントで支援を呼びかけた[926]。

## 選挙
- 衆議院静岡県第4区の補欠選挙は2020年4月26日に投開票が行なわれたが、現在の区割りになってから最低の投票率となった[927]。また、感染拡大を避けて各党幹部が選挙区入りを控える異例の選挙戦となった[928]。ただし、緊急事態宣言でほかの地域への移動も控えるよう求められていた同年4月11日には、立憲民主党の大串博志幹事長代理と日本共産党の小池晃書記局長が選挙区入りし、応援を行なった[929]。

## 首長・議員の給与等削減・返上

### 国会議員
歳費のみ2割カットを1年間。
- 太田肇らは、歳費をカットしてもお金は微々たるもので国民の利益に結び付くか疑問で、むしろ議員の緊張感が低下する方が心配だと疑問を呈する[930]。

### 都道府県知事
- 北海道知事の鈴木直道、愛媛県知事の中村時広、福岡県知事の小川洋、沖縄県知事の玉城デニーが給与を削減または返上する意向。秋田県知事の佐竹敬久は夏の賞与228万円を辞退する意向[931]。
- 奈良県は4月28日、知事と副知事の給料を3ヵ月、10万円ずつ減額とした[932]。

### 都道府県議会議員
- 奈良県4月28日、県議42人の給料を月額10万円減額とした[932]。
- 山口県議会は4月29日に議員歳費10%カットとした。

## 在日米軍
2019年新型コロナウイルス感染拡大に伴い、在日米軍内にも感染者が出ている（2020年3月26日に相模原市が在日米陸軍軍人の家族の感染を発表。米海軍横須賀基地で兵士15人、米空軍嘉手納基地で兵士2人と親族1人、米海軍佐世保基地で1人）が、日米地位協定で保健所などの調査も及ばず、米兵は入国審査の適用外で検疫を受ける義務もない。一部で共用されている自衛隊基地の防護も難しい。日米両政府は2013年、感染症を巡り、在日米軍と日本の衛生当局の情報交換について覚書を交わし、外務省は新型コロナに対しても、各基地と自治体間で情報共有はできていると説明するが、2020年3月30日米国防総省は基地、部隊ごとの感染者数を公表しないことを表明した のを受け、沖縄県などは不十分だと指摘。「日本政府は、覚書の厳格運用に努めなければならない。併せて感染症対策の盲点として浮かび上がった地位協定の見直しも進めるべき。2020年4月4日現在の感染者が20万人超に達した米国と直結している在日米軍基地を特別扱いしている場合でない」とコメントしている。
2020年7月11日沖縄県は、普天間飛行場に計38人とキャンプ・ハンセンに計23人の米軍関係者で新型コロナウイルス感染確認が7～11日にかけて計61人に上ったと米軍から報告を受けた。2020年7月13日沖縄県は米軍普天間飛行場で32人の新型コロナウイルス感染を確認したと米側から連絡があったことを明らかにした。7月11日までの報告と合わせ計98人に拡大。県は2020年7月12日に臨時のPCR検査を実施。米兵と接触した店舗従業員ら130人が検査を受け7月14日に結果が出る見通し。県によると他に嘉手納基地で3人、キャンプ・マクトリアスと牧港補給地区で各1人の感染が判明。2020年7月13日岩国基地は、基地関係者複数人の感染が確認されたと日本の外務省から連絡があったと発表した。羽田空港到着時に検査を受け13日午前に岩国に到着した。2020年7月14日山口県は、コロナウイルス感染が確認された米軍岩国基地の関係者は米国人家族3人と発表した。県によると3人は米国から7月12日に入国し検査を受けた。13日午前に民間機で岩国空港に移動したが、陽性と判明したのは昼頃だった。日本は検査結果が出るまで空港内などでの待機を求めており、村岡嗣政山口県知事は「遺憾だ。米側にルールを守るよう求めたい」と語った。米兵家族3人は入国の検疫手続きで移動経路について「公共交通機関を利用せず、レンタカーを使う」と虚偽申告した。河野太郎防衛大臣は「極めて由々しき事態だ」と語り、米側に厳格な処分と再発防止を申し入れた。米国人の日本入国は拒否されているが、日米地位協定で米兵らは入国拒否対象外。地位協定とは別に結んだ取り決めで、在日米軍の家族らも入国拒否の対象外。2020年7月14日、米軍が県外からの赴任者を隔離するために使用する沖縄県のホテルに、防衛省、外務省が立ち入り。2020年7月15日玉城デニー沖縄県知事は上京し厳正なコロナ対策を在日米軍に促すよう河野太郎防衛大臣らに求める。日本政府は米軍基地内での感染拡大を踏まえ、防衛省などが得た情報を関係自治体と可能な限り共有する考え。米軍のコロナ感染が原因となって住民らの不安が増幅すれば、日米安全保障体制の動揺にもつながりかねない。青森県三沢市は「(市民に対して)日本人基地従業員への感染の可能性について踏み込んだ説明ができなかった」玉城デニー沖縄県知事は「基地外に居住する米軍関係者は何人なのかという数字すら伝えられていない」2020年7月15日、沖縄県はキャンプ・ハンセンで新たに36人が新型コロナウイルス感染を確認したと、米側から連絡があったと明らかにした。同基地での感染者は計58人、在沖縄米軍全体で計136人となった。県内では他に普天間飛行場71人、嘉手納基地5人、キャンプ・マクトリアスと牧港補給地区で各1人が確認されている。2020年7月14日、米軍が県外からの赴任者を隔離するために使用する沖縄県のホテルに、防衛省、外務省が立ち入り。
2020年7月17日、河野太郎防衛相は記者会見で、米兵らが海外から在日米軍基地に直接入国する際のPCR検査を現行の症状がある人だけでなく、無症状者らも含め全員を対象に実施するよう米側に求めたことを明らかにした。米側も全員を対象とする方向で調整。米国を出国する際と日本に入国する際の2回、関係者全員の検査を米側に要請。
「中日新聞」では、アメリカ合衆国独立記念日である7月4日の前後に、沖縄県内の米軍関係者の多くが繁華街へ行ったりビーチパーティーで集まるなどしたことが感染拡大につながった可能性があると指摘しており、地元に感染者の動向といった詳細な情報が提供されていないことを最大の問題として挙げている。また、同紙は、米軍側の行動が地元の信頼を損ねると述べており、基地に出入りする者に感染が判明するなど、県民生活への影響も指摘している。
2020年7月17日、河野太郎防衛相は記者会見で「米軍も即応性を維持するという観点から公表を差し控えている。沖縄のような例外を除き公表するつもりはない」と在日米軍関係の新型コロナ感染者の総数公表しない考え。米兵住宅地区を抱える神奈川県逗子市議会は6月「基地内の感染が、基地周辺に影響を及ぼす可能性がある」として感染状況を国に求める意見書を賛成多数で可決。沖縄県やうるま市議会、宜野湾市議会も同様の意見書を可決。各地域で異なる感染者数の公表について在日米軍司令部は「各部隊や司令部は、国防総省の方針を注意深く解釈し、各地域のニーズにふさわしい形で実行する」と中日新聞の取材に回答。沖縄国際大学の野添文彬准教授(国際政治学)は「コロナで中国に付け込まれる弱みを考え、公表を避ける考えは分かるが、その結果、地元の信頼を失った」と指摘。「日本政府も米軍からコロナが持ち込まれることの危機意識が低すぎた。事実を公表しなければ。自治体や住民が不信感を募らせ、日米関係が揺らぐ恐れがある」と話す。2020年7月18日、沖縄県は、米軍普天間飛行場で2人の新型コロナウイルス感染を確認したと、米側から連絡があったことを明らかにした。在沖縄米軍の感染確認は計143人、うち普天間飛行場は77人となった。県によると、これまでに嘉手納基地で陽性となった5人のうち軍属1人が基地外に居住が判明。基地外居住は軍属2人となった。2020年7月16日、在日米軍司令部は、ホームページで日本国内にある基地別の新型コロナウイルス感染者数を公表した。ホームページによると、普天間飛行場が64人、キャンプ・ハンセンが51人、キャンプ・フォスターが5人、牧港補給地区が1人、嘉手納基地が2人の沖縄県内で計123人。神奈川県内では横須賀基地が8人、厚木基地が2人、キャンプ座間が1人、青森県三沢基地が3人、山口県岩国基地が3人で、4県の合計は140人が陽性。米軍によると回復し陰性となった人は含まれない。2020年7月29日、日本政府と在日米軍は、在日米軍基地に7月24日以降に直接入国した全ての米軍関係者を対象に、新型コロナウイルスへの感染を調べるPCR検査を実施すると発表。従来は無症状者の検査をしていなかった。在日米軍の感染拡大を受け、日本側で義務化を要請。2020年8月10日、沖縄県は、米軍キャンプ・コートニーの1人が感染し、在沖縄米軍の感染者が累計315人になったと公表。2020年8月13日、青森県三沢市は米政府チャーター機で米軍三沢基地に到着した軍関係者1人の感染が確認されたと発表。

## 日本国内での地域差
2019年新型コロナウイルス感染拡大に伴う影響は、地域差が出ている項目もある。合計特殊出生率は2020,21年に大きく低下したが、その度合いは東日本の方が大きかった。2022年の鉄道利用回復も西高東低となっている。
一方で、西日本は東日本に比べてワクチン接種率が低く、人口10万人当たりの累計感染者数も、西日本が上位を占める一方で、東京都(4位)を除く東日本の道県は下位を占めている。

## 問題行動・事件
新型コロナウイルスに関する誤情報・デマに関しては、「2019年コロナウイルス感染症流行に関連する誤情報」も参照。
- 感染拡大の影響でマスクが品薄となったことから、小売店で購入したマスクをECサイトやフリマアプリなどで高額で転売する事例が多発した[951]。このため、政府は3月10日に国民生活安定緊急措置法施行令の改正により、マスクの転売を禁止する方針がとられ、15日から施行された[952]。
- 勤務先でコロナウイルスへの感染を疑われ、露骨に避けられたり、部署の異動を命ぜられるなどの「コロナハラスメント」が広がっている[953]。
- 感染拡大の影響で外出自粛となっているのに乗じて、在宅の高齢者などを狙った「訪問盗」が多発している[954]。
- 生活苦からの、コンビニエンスストア強盗や神社での賽銭泥棒が続発。[要出典]
- 2020年2月頃に「トイレットペーパーは中国で製造・輸入しているため、新型コロナウイルスの影響でこれから不足する」といった誤情報がSNSを通じて拡散し[955]、全国各地の小売店でトイレットペーパーやティッシュペーパーなどの紙製品が品切れになる店舗が相次ぎ[956]、政府や業界団体が「トイレットペーパーは殆どが（日本）国内で製造しており、在庫は十分にある」と否定する事態になった[957][958]。
- 2020年3月4日、愛知県蒲郡市で陽性と判定された市内在住の50代男性が、県からの自宅待機要請に応じず、他人にコロナウイルスに感染させる目的で飲食店を2軒来店し、居酒屋に15分、フィリピンパブに40分滞在していた。この男性は後に県内の医療機関に入院している[959][960]。12日、50代の男性とフィリピンパブにて濃厚接触した30代女性が、新型コロナウイルスに感染していることが分かった[959][961]。男性は18日に入院先で死亡した[959]。
- 2020年3月15日、東京都渋谷区道玄坂二丁目のライブハウス「VUENOS」で開催された、女性アイドルグループ26組が出演するイベント「S-FES」に、同月中に新型コロナウイルスに感染しているとの書き込みをTwitterに行った30歳の男が、Twitterにて訪れることを予告し、安全確認のためイベントや物販が中断になったり、換気を行ったりすることを余儀なくされた。男は出演していた一部のアイドルグループのファンクラブのメンバーで、別のファンが主催者に通報し、主催者が場内放送で呼び出しまた一旦イベントを中止させたところ、警察官が駆けつけた後に感染が虚偽であったと告白した。警視庁は男を偽計業務妨害で逮捕しており、また出演したアイドルグループ「Revival:I」も法的措置をとると明らかにしている[962][963][964][965][966]。12月、不起訴処分。理由は不開示[967]。
- 2020年3月16日、高崎駅発小山駅行きの両毛線下り列車に乗車していた男性が、午後4時43分頃、桐生駅停車中に「俺はコロナだ」と新型コロナウイルスに感染しているかと思わせる虚偽の発言をし、他の乗客とトラブルになった。男は酒に酔った様子だった。保健所が検査を行ったところ、感染は確認されず、群馬県警察は男性を偽計業務妨害の現行犯で逮捕した。この影響で乗客を他の車両に移すなどの対応が行われ、両毛線の下り列車3本に最大57分の遅れが出るなどの影響が出た[968][969]。
  - 上記の他にも「私はコロナ患者」「コロナをばらまく」と言い周囲の業務に支障を起こし、警察が駆け付ける騒ぎになったり、警察に検挙されたりするケースが愛知県をはじめとして全国各地で多発している[970][971][972][973][974]。
- 2020年3月21日、静岡県袋井警察署は、「コロナウイルスの患者が出た」と虚偽の発言をしてコロナウイルスの検査名目で現金をだまし取ろうとした袋井市在住の会社員を詐欺未遂の容疑で逮捕した[975]。
- 2020年3月27日、消費者庁はウエルシア薬局とダイレックスに対し、マスクが無いのにあるかのようにチラシで宣伝した行為が景品表示法違反（おとり広告）に当たるとして、再発防止を求める行政指導をしたと発表した[976]。
- 2020年3月31日、警視庁生活環境課は、新型コロナウイルスへの予防効果があると称し、医薬品として未承認のサプリメントをインターネット上で広告したとして、健康食品販売会社の社長と社員および法人としての同社を医薬品医療機器法違反の容疑で書類送検した。新型コロナの対策をうたう販売業者の摘発は、全国で初めてである[977]。
- 2020年4月以降、感染拡大の影響でインターネットカフェなどの休業が相次いでいることに便乗し、SNS上で「コロナで困ってるネットカフェ難民の子、力になるよ」などと家出少女らに無料の宿泊先の提供を呼び掛ける投稿が急増していたことが、愛知県警察と文教大学の調査で判明した[978]。
- 2020年4月6日、東京で、夫婦喧嘩から傷害致死事件に発展する事例が起きた。妻はコロナウイルス感染症が収入減につながったことを愚痴っており、これが口論のきっかけになったという[979]。在宅勤務が推奨されたことによるドメスティック・バイオレンスの被害相談が外出規制地域で相次いでいる[980]。
- 2020年4月7日、集団感染が確認された京都産業大学に誹謗中傷の電話数百件やメールがあったり、関係者や家族が日常生活で他人から差別的な扱いを受けたりしていることが分かった。中には「感染した学生の住所を教えろ」「大学に火をつけるぞ」などの脅迫や「殺すぞ」といった殺害予告も含まれており、大学は刑事告訴も視野に対応を検討している[981][982]。インターネットの掲示板やSNSにおいても、感染者に対する誹謗中傷などが発生した。中傷を恐れて検査を受けず感染がさらに広がる可能性があるとの意見があり、弁護士らは「書き込みの内容次第では脅迫や名誉棄損の罪に当たる可能性がある」と指摘している[983]。朝日新聞の長期連載企画『「みる・きく・はなす」はいま』第45部が「許せない 許さない」と題してこれらの“特定しようとする動き”を採り上げる[984][985]。
- 2020年4月7日、Twitterで山形県山形市の飲食店に新型コロナウイルス感染者がいる嘘の情報を複数回投稿し、店の営業を妨げたとして、山形県警察が28歳の作業員男性を業務妨害の疑いで逮捕した[986]。同じく山形県内で同年4月10日、インターネットの掲示板で米沢市の飲食店に新型コロナウイルス感染者がいるという虚偽の情報を流したとして、山形県警察が36歳のインターネット関連会社役員男性を偽計業務妨害の疑いで逮捕した[987]。
- 2020年4月9日、緊急事態宣言中に営業を続けていた東京都港区のスポーツクラブに立腹し、スポーツクラブのガラス製の入り口のドアを蹴って壊したとして、警視庁三田警察署は43歳の会社員男性を器物損壊の現行犯で逮捕した[988]。
- 愛媛県新居浜市の小学校がトラック運転手の子供に自宅待機を求め始業式や入学式に参加できなかったことが発覚、後に学校側は謝罪した[989]。
- 2020年4月12日、愛知県警察が広報課の公式Twitterで、2019年新型コロナウイルスに関して「深く息を吸って10秒我慢し、 咳や息切れが無ければ、感染の可能性は低い」など誤った内容を投稿していたことが判明。投稿の3時間半後には「不正確な情報をつぶやいてしまい、申し訳ありませんでした」などと謝罪文を掲載したものの、元の投稿は広範囲に拡散されている[990]。
- 緊急事態宣言を受けて大阪府が出した休業要請に応じなかったとして府が店名を公表したパチンコ店に対し、電子掲示板に爆破予告の書き込みが行われていたことが判明し、大阪府警察が威力業務妨害容疑で捜査を行っている[991]。
- 2020年5月3日、登山などレジャーを自粛してもらうため東京都奥多摩町が林道に設置した鎖の錠前が壊されたり、バリケードが撤去されるなどしているのが見つかった[992]。
- 2020年5月4日、靖国神社内のトイレに、世界で最初にコロナウイルスの感染者が出た武漢市を中傷する落書きが見付かったが、6月3日に器物損壊容疑などで逮捕された被疑者の供述によると、落書きへの批判をネット右翼に向かわせるための狂言だった[993]。
- 2020年5月31日、神戸市兵庫区内の駐車場で、25歳の男性が、近所に在住する65歳の男性から、マスクを着用していないことを注意されて立腹し、65歳男性の首を絞め地面に背中を打ち付けるなどの暴行を加え、65歳男性は首に重傷を負い、後遺症で下半身不随となった。25歳男性は翌2021年12月7日に傷害容疑で兵庫県警察に逮捕された[994]。
- 2020年7月8日、鹿児島鹿児島中央警察署は、鹿児島市役所の窓口で、新型コロナウイルスに感染した人の個人情報を開示しろと要求し、断られたことに腹を立て、対応した職員との間に設置されたアクリル板を殴り、職員の職務を妨害した公務執行妨害の疑いでサービス業の60代の男を逮捕した[995]。
- 感染拡大に便乗した特殊詐欺事件が続発している。緊急事態宣言の発令で、不安な心理につけ込んだものと見られており、警察は注意を呼び掛けている[996]。
- 三重県では感染者の家に投石でガラスが割れたり、壁に落書きされた[997]。
- 感染拡大に伴うマスクの品薄に乗じて、注文した覚えのない送り主不明のマスクが多数送り付けられる事例が相次いでおり、消費者庁や国民生活センターは「送り付け商法」の可能性が高いとして注意を呼び掛けている[998]。
- 感染拡大に伴う自粛要請に応じず営業を継続する店や、他府県ナンバーの自動車、及び感染者やその家族、医療従事者などに対する嫌がらせが頻発しており、「自粛警察」などとメディアが名付け問題視している[999]。

- 愛媛県松山市の精神科病院でコロナウイルスの患者が集団発生したが、この病院の患者の一部が利用していた同市内の精神障害者福祉施設の郵便受に「（この福祉施設の運営主体のNPO法人は）運営を辞めろ」などと書かれたビラが投げ入れられていたことが判明した[1000]。
- 感染拡大の影響で、宅配便の荷物を玄関前に置く「置き配」が普及しているが、その置き配の荷物を狙った窃盗事件が相次いでいる[1001]。
- 2020年7月11日に逮捕されたYouTuberのへずまりゅうは、新型コロナウイルスに感染していたにも関わらずマスクを着用していなかった。結果、複数の人間に濃厚接触が発生し、拘留先の愛知県（岡崎警察署）や滞在先の山口県などで、彼に関連した感染者が複数確認された[注 26][1003][1004][1005]。
- 長野銀行は2020年7月20日に、小諸支店の職員が感染していることを公表したが、23日未明に同支店の正面入口横のガラスが、コンクリート片で破壊されているのが発見された。長野県警察は器物損壊容疑で捜査を行っている。同行には、感染公表後、対応を批判する電話が掛かっていた模様である[1006]。
- 愛媛県今治市では、市内の飲食店に於いて、個人の姓を顔写真付きで名指しした上で「この顔にピンと来たらコロナ注意」などと中傷する内容のビラが複数枚置かれていたことが明らかになった。有識者からは「名誉棄損に該当する」との指摘が出ている[1007]。
- 感染拡大に伴う緊急事態宣言が発出されていた2020年4月から5月頃に掛けて、自民党の秋本真利衆議院議員の秘書が、自らの選挙区内で有権者らにマスクを配布していたことが明らかとなり、公職選挙法に抵触するとの指摘が出ている[1008]。
- 東日本大震災の津波被害を受けた宮城県南三陸町にオープンした商店街に、2020年8月に、コロナウイルスに関連したと見られる落書きがされているのが発見された[1009]。
- 2020年9月7日、釧路発関西行きのPeach Aviationの旅客機の機内で、感染症対策としてマスクをつけるように求められた茨城県取手市在住の明治学院大学非常勤講師の男性が着用を拒否し、乗客や客室乗務員を威嚇したため、機長は航空法に基づく安全阻害行為と判断し、男性を臨時に新潟空港で降ろした。その後、飛行機は予定より2時間15分遅れて関西国際空港に到着した[1010]。男性は翌2021年1月19日、威力業務妨害と傷害、航空法違反の容疑で大阪府警察に逮捕された[1011]。同年9月12日にも、奥尻発函館行きの北海道エアシステムの旅客機で、感染症対策としてマスクをつけるように求められた男性（福岡市在住）が着用を拒否したため、機長により男性を旅客機から降ろした。この影響で、出発が定刻より約30分遅れた[1012]。
- 自由民主党の竹本直一元IT政策担当大臣が、感染拡大に伴い5人以上の会食の自粛が呼び掛けられているにもかかわらず、政治資金パーティーを強行開催していたことが明らかになった[1013]。なお、竹本は後にこのパーティーとは別要因で新型コロナウイルスへの感染が判明し、入院している[1014]。
- 感染拡大による経済的影響への緊急経済対策として2020年から実施された持続化給付金について、不正受給が相次いで発覚している。

- 2021年1月16日、東京都内で大学入学共通テストの試験中に鼻をマスクで覆っていなかった受験生の49歳男性が、試験監督に鼻を覆うように6回注意されたにも関わらず従わなかったため、不正行為として失格・退場の処分となった。その後男性は会場内のトイレに籠城したため、同日午後10時頃に警視庁に建造物不退去の現行犯で逮捕され、送検後の1月19日に釈放された。今後は任意で捜査が続けられる[1015]。
- 2021年1月中旬、政府による緊急事態宣言が東京都に発出されている最中、深夜の外出や会食の自粛が求められている中で、自由民主党の松本純元国家公安委員会委員長や公明党の遠山清彦衆議院議員がそれぞれ東京・銀座のクラブなどを深夜に訪問していたことが週刊誌の記事で発覚し、緊急事態宣言で国民に外出を控えるよう求める中での軽率な行動に対して批判が続出。遠山は別の記事で資金管理団体が 2019年度のキャバクラなどの飲食費を政治資金から支出していたことが判明。また、松本は当初「ひとりで行った」と発言していたが、後に同じ自民党の大塚高司国会対策副委員長、田野瀬太道文部科学兼総理府副大臣が同席していたことも発覚。批判を受けて、それぞれの党役職を辞任した（田野瀬は菅首相より副大臣を更迭された）うえで、遠山は衆議院議員辞職、松本・大塚・田野瀬は自民党からの離党に追い込まれた[1016]。さらに、2月には同じく自民党の白須賀貴樹衆議院議員も緊急事態宣言発令中の夜間に東京・港区の会員制高級ラウンジを訪問していたことが週刊誌の記事で明らかになり、白須賀も自民党から離党[1017] し、与党議員の緊急事態宣言下での問題行動が相次いで批判を浴びている。
- 2021年2月27日、コロナの治療を実施している川崎市立川崎病院に勤務する看護助手が、強盗致傷に遭う事件が発生した[1018]。
- 2021年2月上旬、コロナ感染者の出た福岡市内の専門学校が、感染の影響で寮を閉鎖したため、PCR検査で陰性と判断された学生数人が同市内のホテルに宿泊していたが、数日後に学生5人が延泊を申し込んだ際に、ホテル側が「あなた達が感染しているなら、清掃代10万円を請求する」と学生らに説明し、学生らが延泊を断念していたことが明らかになり、感染者への差別だとしてホテルの対応が問題視されている[1019]。
- 厚生労働省の老健局老人保健課に勤務する職員23人が、2021年3月24日に東京・銀座の居酒屋で深夜まで「送別会」として会食を行っていたことが判明した。政府による緊急事態宣言は終了していたが、東京都が飲食店に対し21時までの時短営業を要請していた中で、23時を越えて多人数での酒席を開いていたことに対し「信用を失墜する行為」として与野党から批判が続出。厚生労働省は当該職員に対して処分を実施する方針を固め[1020][1021]、同月30日、会を開いた真鍋馨老健局老人福祉課長を減給10分の1カ月の懲戒処分としたうえで、大臣官房付とし事実上更迭した。さらに参加22人のうち課長補佐ら14人を訓告、5人を注意・指導とした（自治体からの研修生3人は処分せず）。また、田村憲久厚生労働大臣も閣僚給与2カ月分を自主返納し、管理監督責任を問う形で樽見英樹厚生労働事務次官を厳重注意に、土生栄二老健局長を訓告処分とした[1022][1023]。なお、この送別会の参加者から後日、複数名の感染者が判明している[1024]。
- 2021年4月2日、東海道新幹線京都駅 - 名古屋駅間を走行中の列車内で、検札に来た車掌が、乗客の50歳の男性に対しマスクの着用を求めたが、この男性客は拒否した上、トイレなどに居座り、「他の乗客を人質に取り暴れてもいいのだ」などと発言したほか、名古屋駅到着後に下車するよう求められても従わず、列車の発車が23分遅れた。また、この乗客は「コロナウイルスを持っている」とも発言したため、名古屋駅では防護服姿の警察官も駆け付ける騒ぎとなった。愛知県警察はこの乗客を威力業務妨害の現行犯で逮捕した[1025]。
- 2021年5月9日、経済学者で内閣官房参与を務める高橋洋一嘉悦大学教授が自身のTwitterアカウントに、ジョン・ホプキンス大学による日本の100万人当たりの新型コロナ新規感染者数をインドやアメリカ、イギリスなどの諸外国と比較したグラフを引用しながら、「日本はこの程度の『さざ波』。これで五輪中止とかいうと笑笑」とツイートした。このツイートに対し、この時点で1万人を超える新型コロナによる死者や医療逼迫の状況を認識せず、さらに「笑笑」と揶揄するような趣旨と捉えて大炎上し、識者や世論の猛反発を受けた。高橋が非常勤ながら内閣に関与する人物であることから「参与の更迭」を求める声も上がった[1026]。菅首相は翌10日の参議院予算委員会でこの件について問われ、「個人の主張についての答弁は控える」と発言の是非について言及を避けた[1027][1028]。高橋はその後、同月11日の自身のツイートで「世界の中で日本の状況を客観的に分析するのがモットーなので、それに支障が出るような価値観を含む用語は使わないようにします」と釈明したものの、謝罪や撤回はしなかった[1029]。

さらに高橋は5月21日のTwitterで「欧米から見れば、戒厳令でもなく『屁みたいな』ものでないのかな」とツイート。再び批判の声が上がっていたが、同月24日のTwitter投稿で「不適切表現」と認めて「各位におわびする」と陳謝し、同日、政府は高橋の内閣官房参与退職を発表した。
- 新型コロナウイルスワクチン集団接種の予約を巡り、全国各地で予約の電話やサイトへのアクセスが集中し受付しづらい状態が続く中、愛知県西尾市の副市長が同市内に居住している杉浦広一スギホールディングス会長（スギ薬局創業者）夫妻の予約枠を優先確保するよう、市の担当部署に指示していたことが判明した。市の説明によれば、4月初旬ごろ、同社社員から市健康課に「夫妻がいち早くワクチンを打てないか」と相談があった。社員は杉浦夫妻が薬剤師で医療従事者に当たると主張したが、市の担当者は当初、医療従事者への接種は県が担当のため「対応しかねる」と断った。その後スギ側から再三にわたり要望の電話があり、これを受けて健康課を統括する健康福祉部長から相談を受けた副市長が「何とかならないのか」と指示。市は高齢者の集団接種開始日の5月10日に、杉浦夫妻のワクチンの予約枠を仮押さえしたという。結果的に外部からの指摘があり市は同日、夫妻の接種予約を取り消した。副市長はスギ側からの問い合わせに関して「会長が接種を楽しみにしている」との話から執拗に便宜を要求するものと捉え「強い要望に毅然と断ることができなかった」「市民に不信感を抱かせるようなことをした。最前線で働く市職員にも申し訳ない」と謝罪している。市側は副市長などの処分を検討している。

一方のスギ側は当初は事実を否定していたが、記事が出された5月11日に文書で「一日も早いワクチン接種をと慮った当社秘書が西尾市役所に問い合わせ」した事実を認めて謝罪する一方で、杉浦会長は「過去にアナフィラキシーショックを経験しており、ワクチン接種は希望していない」ことを釈明しているが、その一方で杉浦夫妻が接種当日に会場に移動中であったとの情報もあり、市側の説明と齟齬が見られる。
同様に千葉県鴨川市の亀田総合病院では、システム関連会社オービックの野田順弘会長夫妻に医療従事者用のワクチンを接種していたことが判明している。病院側は会長夫妻が関連法人の役員だったことを理由に挙げ「長年地域の看護教育を支えてもらった。夫妻の存在なくして、地域医療を守ることはできないと考えている」とし、職員への接種の残りの分を使って接種したことを認めている。
- 有力者への医療従事者枠の流用接種が見られる一方で、各自治体の首長が「医療従事者」として先行接種した事例が各地で散見されており、公平性の観点から批判の声がある一方で、感染対策の陣頭指揮を執る自治体トップの優先接種は合理的であるとする観点やキャンセル分などのワクチンの有効利用を促す観点から賛同する意見もあるなど、賛否両論の状態となっている[1037]。

新型コロナウイルスワクチン担当の河野太郎行政改革担当大臣は、自治体首長などへ対する流用接種に関して、5月21日の会見で「貴重なワクチンが廃棄されているのは極めて許しがたい状況だ。町長が先に打ったとか、いろんなことで批判され、批判を恐れて廃棄するようなことがないように、自治体の裁量で有効活用してほしい。批判があれば、私が責任をとる」と、ワクチンの有効利用の観点から接種を容認する見解を述べている。
- 2021年5月11日、『週刊文春』の取材で日本医師会（日医）の中川俊男会長が、同年4月のまん延防止等重点措置適用期間中に自ら発起人となり、東京都内で行われた日医傘下の「日本医師連盟」の組織内議員である自見英子自由民主党参議院議員の政治資金パーティーに参加していたことが判明した。中川は日医会長就任以降、メディアを通して国民へコロナウイルスの危機感を強く訴え、緊急事態宣言の拡大を主張するなど会見を繰り返し行い、その言動が一部では「上から目線」「傲慢」などと批判を集めており[1039]、政治家の会食などには全面自粛を行うよう厳しい姿勢を見せてきた立場でありながら、感染リスクの高い政治家のパーティーに参加したことで世論や識者、日医内部などから批判を集めている[1040]。中川は翌12日の定例会見で記事の事実を認め、自身を始め14人の常勤役員が出席していたことも明らかにし、「全国で多くの皆さまが我慢を続けている中で、慎重に判断すれば良かった」と陳謝しうえで、「会長職を退くつもりは全くない。これまで以上に責務を果たす」と会長辞任については否定した[1041][1042]。

また、5月19日配信の『週刊新潮』では、中川は前年8月に「我慢のお盆休み」と国民に不要不急の外出・会食自粛を訴えていたにもかかわらず、同月下旬の夕方に都内の高級寿司店で女性とともに食事をしていたという記事 が掲載されており、一連の中川の行動については同様に識者や世論の批判を集めており、会長辞任を求める声も多い。
- 2021年5月3日から5日にかけて静岡県浜松市で行われた「浜松まつり」に、同市に事務所を置いている自由民主党の塩谷立衆議院議員（静岡県第7区選出）、片山さつき参議院議員（参議院比例区選出）が、緊急事態宣言発令地域からの参加が禁止されていたにもかかわらず、宣言発令中の東京から同市を訪れ、凧揚げなどのまつり行事に参加していたことが明らかになった。2020年の「浜松まつり」は新型コロナウイルス拡大の影響で中止になったが、2021年は無観客開催、夜間の屋台引き回し中止、凧揚げ会場での飲食禁止などの制限を設け、開催していた。塩谷事務所は「参加禁止は承知していたが、事前にPCR検査や抗原検査などで陰性確認した」と釈明。片山事務所はPCR検査を受けて陰性確認したとしつつ、「凧揚げへの参加は問題があったかもしれない。慎重に判断すべきだった」と答えている[1046]。また、静岡県内を拠点とする立憲民主党の源馬謙太郎、日吉雄太両衆議院議員（ともに比例東海ブロック選出）も凧揚げには参加しなかったが、まつりには出席したことが一部報道で明らかになっている[1047]。
- 茨城県の潮来保健所が、外国人が働いている農家に対して新型コロナウイルスの感染対策を呼び掛けた文書で「外国人とは一緒に食事をしないように」との文言について「行政が外国人と明示して差別を助長させかねない不適切な表現」と指摘があり、県感染症対策課と保健所は「不適切な内容だった」として文書を撤回した[1048]。
- 経済産業省のキャリア官僚2人が、コロナ禍で影響を受けた事業者・事業主を支援する「家賃支援給付金」を騙し取ったとして、詐欺罪で逮捕・起訴されている[1049]。
- 京都府伊根町では、2021年6月6日から12歳以上の児童・生徒へのCOVID-19ワクチンの接種を開始し、6月下旬以降に伊根町立伊根中学校で集団接種を実施する予定にしていたが、子供への接種に反対する抗議の電話やメールなどが6月7日から8日までに約200件寄せられたため、町は中学校での集団接種を止め、個別接種に切り替えることにした。また、抗議の電話・メールには職員を脅迫するような内容のものがあったとして、町は警察への被害届の提出も検討している[1050]。
- 新型コロナウイルスワクチンの接種予約を騙り、偽装サイトへ誘導し個人情報を盗み取るフィッシングが相次いでいることが明らかになった[1051]。
- 2021年6月下旬、北海道札幌市でマスク未着用の15～20人の団体が札幌市役所を訪問し、アポイントなしでの秋元克広市長への面会を求めトラブルとなり、感染症対策室の職員らが地下1階の会議室で応対した。応対時に職員はマスクの着用やパーテーションの設置を提案したが、相手が拒否した状態で長時間が話し合いが持たれたが、その結果同市の職員3名が新型コロナウイルスに感染が判明した。同団体は前日には北海道庁も訪れており、職員12名が対応。その後、因果関係は不明であるが職員数名の感染が判明している[1052]。今回の事態を受け北海道庁は7月7日、マスクを着用しない来庁者の入庁制限を始めた。札幌市も正当な理由がなくマスク着用を拒否した来庁者には対面を断り、退去を求めることとなった[1053]。
- 2021年7月、国税庁課税課に勤務する職員7名が新型コロナウイルス感染が判明したが、当該職員は同月上旬、まん延防止等重点措置が適用されていた東京都内で都の要請に反して3人以上での送別会などにそれぞれ参加していた。国税庁は関係者から事情を聴き、厳正に対処するとしているが、折しも国税庁はコロナ感染症対策推進室と連名で、酒類を販売する事業者に対して飲食店への酒類の取引を停止を要請する文書を出しており、その渦中での問題発覚で批判を集めている[1054]。
- 2021年8月、2020年東京オリンピックの閉会式後の夜に2020年東京オリンピックに関係した仕事をしていたテレビ朝日の番組スタッフが東京都渋谷区のカラオケ店で10人の飲酒会合を開催していたことが判明した。テレビ朝日では新型コロナウイルス感染拡大防止の観点から、宴席等を禁ずる社内ルールを設けていたにもかかわらず飲酒会合を行った上、会合に参加したテレビ朝日のスポーツ局社員の1人が、翌日未明に誤って店の外に転落して負傷し救急搬送された[1055]。その後、テレビ朝日は参加した直属の社員6名に対して謹慎10日間の懲戒処分を科している[1056]。
- 緊急事態宣言下である2021年8月17日、自民党の二階俊博幹事長と公明党の石井啓一幹事長など政権与党幹部5名が、政府から「会食は4人以下とするよう」呼びかけが出ているにもかかわらず東京都内の日本料理店で昼食しながら会談した。参加した幹部は「不要不急の会合ではない」「5人とも1回目のワクチン接種を終えており、感染リスクが従来低下していることも考慮して、広い個室で距離を置いて黙食した」などと弁明しているが、二階は前年12月にも菅義偉首相らと著名人が参加して都内のステーキ店で会食を行い批判を浴びていた[1057] ため、再び自制を破る所業にSNSを中心に世論からの批判を招いた[1058]。
- 立憲民主党の石川大我参議院議員が、新型コロナウイルスに感染した秘書の男性知人の救急搬送要請を巡り、「保健所の判断」で直ちに搬送する状態ではないと判断されたことに際し、秘書とともに『搬送しなければ、この動画をSNSでさらすぞ!』と救急隊員を恫喝していたとされる記事が、2021年8月17日の『文春オンライン』が公開された。石川は文春の取材に対し「この画像をSNSで晒す」とした発言は否定し、「危機的状況を事後ご本人や秘書に共有する観点から要所要所で記録は取りました。救急隊とは患者の容体については意見交換をした」と弁明している[1059]。
- 全国に新型コロナウイルス感染が拡大し、医療体制が逼迫する中で2021年8月に「フジロックフェスティバル」（新潟県湯沢町）や「NAMIMONOGATARI」（愛知県常滑市）といった大規模な野外音楽イベントが各地で相次いで開催され、主催者側から感染防止対策が呼びかけられていたものの、多く集まった観客の密集がみられたり、酒類の販売や持ち込みがあったり、マスクを外して歓声を上げるなどの問題行為が一部で常態化しており、開催した主催者側に対し大きな批判が集まっている[1060][1061]。
  - 特に「NAMIMONOGATARI」に関しては、常滑市の伊藤辰矢市長が「国や県の要請、ガイドラインも全く守られていない、極めて悪質なイベント」と糾弾し、主催者に対し抗議文を送付したうえで「今後二度と市の施設であるりんくうビーチを使用させない旨を記した」と明言。また、愛知県の大村秀章知事も記者会見で「再三、指示や要請したことが守られていない。主催者と展示場運営会社に厳重に抗議する。今後この業者には県所管施設でのフェス開催は許可しない」と糾弾した[1062][1063]。また業界内からも、コンサートプロモーターズ協会、日本音楽制作者連盟、日本音楽事業者協会、日本音楽出版社協会の音楽4団体が「音楽業界が過去1年半に渡り、国や自治体などと築いてきた信頼関係を破壊し、医療従事者や関係当局の苦労を台無しにする暴挙」と主催者を非難する共同声明文を出している[1064]。その後に同イベントに参加した複数人の新型コロナウイルス感染が判明しており、愛知県はクラスターと認定している[1065]。
- 「飲食店への協力金1500万円が税金により支払われている」などと、コロナウイルスの影響で休業している飲食店などを非難するような内容のビラが、東京都内の各所で貼られていることが明らかになる[1066]。
- 通天閣のネオン広告を巡り、「（コロナワクチンを）射っちゃダメ」などのメッセージに書き換えたデマ画像が、TwitterやInstagramなどのSNSで拡散されていることが判明。通天閣を運営する通天閣観光に対し、これらの投稿を信じたと思われる者から抗議が殺到しており、同社は業務に支障が生じているとして、今後さらにデマ画像が拡散された場合、法的措置を検討するとしている[1067][1068][1069]。
- 医薬品の個人輸入の代行を謳うウェブサイトに於いて、日本国内で未承認のコロナ治療薬の販売が横行していることが明らかになった。医薬品医療機器法上での禁止行為であることと、健康被害に繋がる怖れがあることなどから、厚生労働省や専門家らが注意を呼び掛けている[1070]。
- 厚生労働省は2020年5月に新型コロナウイルス感染者が療養を終了し、職場復帰あるいは登校再開する際に 「感染していない」「治っている」ことを証明する目的でのPCR 検査の実施や陰性証明書の提出を求めない指針を示しているが、それに反して会社・学校側からPCR検査の受検や陰性証明書の提出を求めるケースが後を絶たず、指針が徹底されていない事業所などが散見される。また、陰性証明を求める人が相次いでいることで、医療現場の負担が増大している[1071][1072]。
- 2022年1月13日、コロナウイルス感染症による国内の死者が18,428人となり、東日本大震災による死者・不明者の計である18,426人を上回った[1073]。
- 2022年2月22日、コロナウイルス感染症による国内の死者が22,294人となり、東日本大震災による関連死を含む死者・不明者の計である22,207人を上回った[1073]。
- 「コロナウイルスは存在しない」などの主張を繰り返す団体「神真都Q」の存在が明らかになっている。この団体は、デモ活動の他、コロナワクチンの接種会場に押し掛けて不法侵入したりしており、逮捕者も出ている[1074][1075]。
- 山口県阿武町が、コロナの影響による困窮世帯に10万円を給付する臨時特別給付金を、同町在住の24歳男性に4,630万円に亘り誤給付し、この男性はうち一部を別の口座に振り替えて不当に利益を得た。山口県警察は2022年5月18日にこの男性を、電子計算機使用詐欺容疑で逮捕した[1076]。
- コロナ禍で苦境に立つ卸会社や飲食業者などを狙い、大量に商品を受け取った後、代金を支払わず行方をくらます「取り込み詐欺」が相次いで発生している。飲食店の営業自粛などで余った食材などが狙われることが多く、警察当局が注意を呼び掛けている[1077][1078]。
- 医療機関や福祉施設などを支援するためのコロナ対策の公的融資に関連し、融資の仲介を装い福祉施設から現金を騙し取ったとして、福岡県警察が、大阪府寝屋川市議会議員ら5人を詐欺容疑で逮捕した[1079]。
- 2022年9月、東京都北区の開業医が2021年10月から12月にかけて、実際には新型コロナウイルスワクチンを接種していない札幌市の50代女性らの虚偽の予診票を作成し、同市から接種業務委託料計約1万4000円を詐取したとして、詐欺容疑で警視庁に逮捕された。逮捕された院長はワクチン接種に否定的な「反ワクチン」の立場であり、来院した接種希望者に関しては「危険性を説明し、それでも受けたい人には生理食塩水を打った」と供述しており、北区保健所に同院で接種を受けた区民から「接種したのに抗体値が低い」「生理食塩水を打たれたようだ」といった相談があったとされる。同院では2021年7月以降、約10都道府県の男女約230人の接種記録があった[1080]。
- コロナ禍に伴う巣ごもり需要で、ペット業界が業績を伸ばしているが、そうした中で生じた利益を、滋賀県内の5人のペットブリーダーが税務申告せず、大阪国税局の税務調査で2020年までの5年間で約2億3500万円の申告漏れを指摘されたことが、2022年に判明している。ペットの所有数・繁殖数・販売数について、登録先の自治体への報告数を過少申告する手口での、意図的な所得隠しも横行しているとされる[1081]。
- 就活生の基礎学力を確認するために実施したオンライン試験は、コロナ禍の影響で在宅での受験が多くなっているが、そうした中、受験を有償で代行していた関西電力の社員が、2022年11月に私電磁的記録不正作出の容疑で逮捕されたほか、替え玉を依頼した人物も書類送検されている[1082]。
- コロナウイルスの療養証明書を不正入手するため、保健所に虚偽の電話を30回以上にわたり繰り返し掛けていた男性が、兵庫県警察に偽計業務妨害の容疑で逮捕されている。この男性に対しては、証明書1通が実際に発行され、男性は保険金約180万円を不正に受け取っていた[1083]。
- 新型コロナウイルス感染拡大に伴い、雇用の下支えに向け雇用調整助成金の申請手続が大幅に簡素化されたが、これを悪用し助成金を不正受給するケースが後を絶たず、2023年3月末までの不正受給の件数は累計で1,524件、総額256億5,000万円に及び、回収できた金額は137億円にとどまっていることが、厚生労働省の調査により明らかになっている[1084]。中には、不正受給した助成金でタワーマンションを購入したり、受給した金をそのまま持ち逃げするなどする経営者も存在することも判明している[1085]。
- コロナウイルスのPCR検査について、無料でPCR検査を実施できる事業が、2021年12月から2023年5月まで実施されていたが、5都府県において、不正な申請があったとして、総額約227億円の補助金の交付が取り消されていたことが、2023年7月に判明。このうちの約29億円については既に交付されており、返還命令が出たほか、詐欺罪での起訴事例もあった。極端なケースでは、焼き鳥店などを会場として申請していたケースもあった[1086][1087]。また、検査所の従業員の唾液を使うなどしての不正な検査も横行しており[1088]、逮捕事例もある[1089][1090]。
- 大阪府立中河内救命救急センターに勤務するの男性技師が2021年に、多数の検査機器や家電製品など総額1,200万円分の物品を、コロナウイルスの医療政策で国から交付される空床保証を不正に充当することで同病院に納入させていたことが、2023年7月に発覚。同病院はこの技師を戒告処分とし、大阪府に対し補助金の使途に関する報告書を訂正する事態となった[1091]。大阪府の吉村洋文知事は「重大な不正行為だ」とこの行為を批判した[1092]。